# 光厳天皇
光厳天皇（こうごんてんのう、旧字体：光嚴天皇、1313年8月1日〈正和2年7月9日〉- 1364年8月5日〈貞治3年7月7日〉）は、日本の北朝初代天皇（在位:1331年10月22日〈元弘元年9月20日〉- 1333年7月7日〈正慶2年5月25日〉）。諱は量仁（かずひと）。
後伏見天皇（上皇）の第三皇子。母は左大臣西園寺公衡の娘で後伏見の女御の西園寺寧子（広義門院）。
後醍醐天皇によって廃位されたが、建武政権崩壊後に治天の君となって北朝を主導し、室町幕府との公武徳政や『風雅和歌集』の親撰などを行った。天龍寺や安国寺利生塔の建立にも関与している。正平一統が破綻した際は、南朝によって拉致された。

## 概要
正和2年（1313年）7月9日、誕生。幼少期は持明院統の正嫡として、叔父である花園上皇をはじめとする親族から帝王教育を受けた。嘉暦元年（1326年）7月、後醍醐天皇の皇太子となる。（→#幼少時代）
元弘元年（1331年）8月24日、鎌倉幕府の打倒に失敗した後醍醐が京都を出奔した。9月20日、後鳥羽天皇の先例に基づき、後伏見上皇の詔を用いて19歳で践祚。のちに捕縛された後醍醐より皇室伝来の三種の神器を継承し、即位礼および大嘗祭を挙行する。（→#即位）
在位3年目の正慶2年（1333年）春頃から後醍醐による倒幕運動が活発となり、同年5月には、後醍醐天皇方に寝返った足利尊氏による攻撃を受け、避難していた六波羅探題邸が陥落する。幕府軍と共に東国へ逃避行をするも、近江国番場（現：滋賀県米原市）にて幕府軍全員が自害し、自身も逮捕された。そして、後醍醐に廃位されてしまう。（→#廃位）
しかし、建武3年（1336年）2月、後醍醐天皇方を離反し敗走していた尊氏に対し、後醍醐天皇方である新田義貞の追討を命じる院宣を与えた。そして、義貞を破った尊氏の反撃によって後醍醐の建武政権が崩壊すると、治天の君に返り咲いた。同年8月に弟の豊仁親王を践祚させ（光明天皇）、北朝が開かれる。吉野に逃れた後醍醐を頂点とする南朝も開かれ、二人の天皇が立つ南北朝時代となったが、序盤より北朝が優勢を獲得した。（→#恢復）
光明と皇子崇光天皇の在位中は院政を敷き、新たに成立した室町幕府と協調しながら法整備や撫民政策を実行した。幕府と協調した徳政は、貞和徳政と称されている。天龍寺や安国寺利生塔の建立にも関与した。また、和歌にも力を入れ、勅撰和歌集である『風雅和歌集』を自ら編纂するなどした。（→#治世）
ところが、足利将軍家の内訌である観応の擾乱が起き、観応2年（1351年）11月、尊氏が南朝に降伏して正平一統が成ると、北朝は一時的に廃止された。崇光は廃位され、光厳院政も停止された。さらに翌年には、南朝によって大和国（奈良県）の山奥である賀名生に拉致されてしまう。（→#正平一統と三上皇拉致）
程なくして北朝は復活することとなるが、皇子である弥仁王践祚の計画に失望して幽閉中に出家し、禅宗に帰依した。延文2年（1357年）2月、帰京。晩年に持明院統の相続を定め、その後の伏見宮の成立や存続に深く関与している。（→#出家と帰京・#伏見宮との関係）
その後丹波国山国（現：京都府京都市右京区）に常照皇寺を建立し、同地で修行して悟りを得た。貞治3年（1364年）7月7日、常照皇寺にて崩御。宝算52（満51）。（→#晩年・崩御）
南北朝合一以降も、自身の皇統が独占して天皇を輩出していくことになるが、明治44年（1911年）、自身の子孫である明治天皇が世論の煽りを受けて南朝の天皇を正統とした結果、『皇統譜』から除外され歴代天皇の地位を消失した。（→#歴代天皇からの除外）
その生涯は、始終乱世に翻弄され、さらに最終的には二度も皇位を否定されるなど、天皇としても数奇なものであった。しかし、そのなかでも花園上皇の教えを守り、真摯に政務に向かったとされる。光厳は、治天の君として民衆を思いやり、生涯にわたって君主としての責任を果たそうとした天皇と評価されているが、「したたか」な為政者像も提示されている。（→#人物評）

## 生涯
※和暦を原則としつつ、（）の中に西暦年を併記した。なお、特段必要の無い場合南朝元号は併記せず、北朝元号を使用した。

※「光厳天皇」は没後に定められた称号であるが、生前の記述においても、在位中は「光厳天皇」、譲位後は「光厳上皇」、出家後は「光厳法皇」とする（践祚前は諱）。なお、ほかの主な呼称については基礎情報欄の「別称」を参照。

※特記する必要のない場合や登場二回目以降の場合は、光厳上皇→光厳、足利尊氏→尊氏といったように人物名を略式にした。

※注意がない場合、年齢は数え年である。

### 誕生

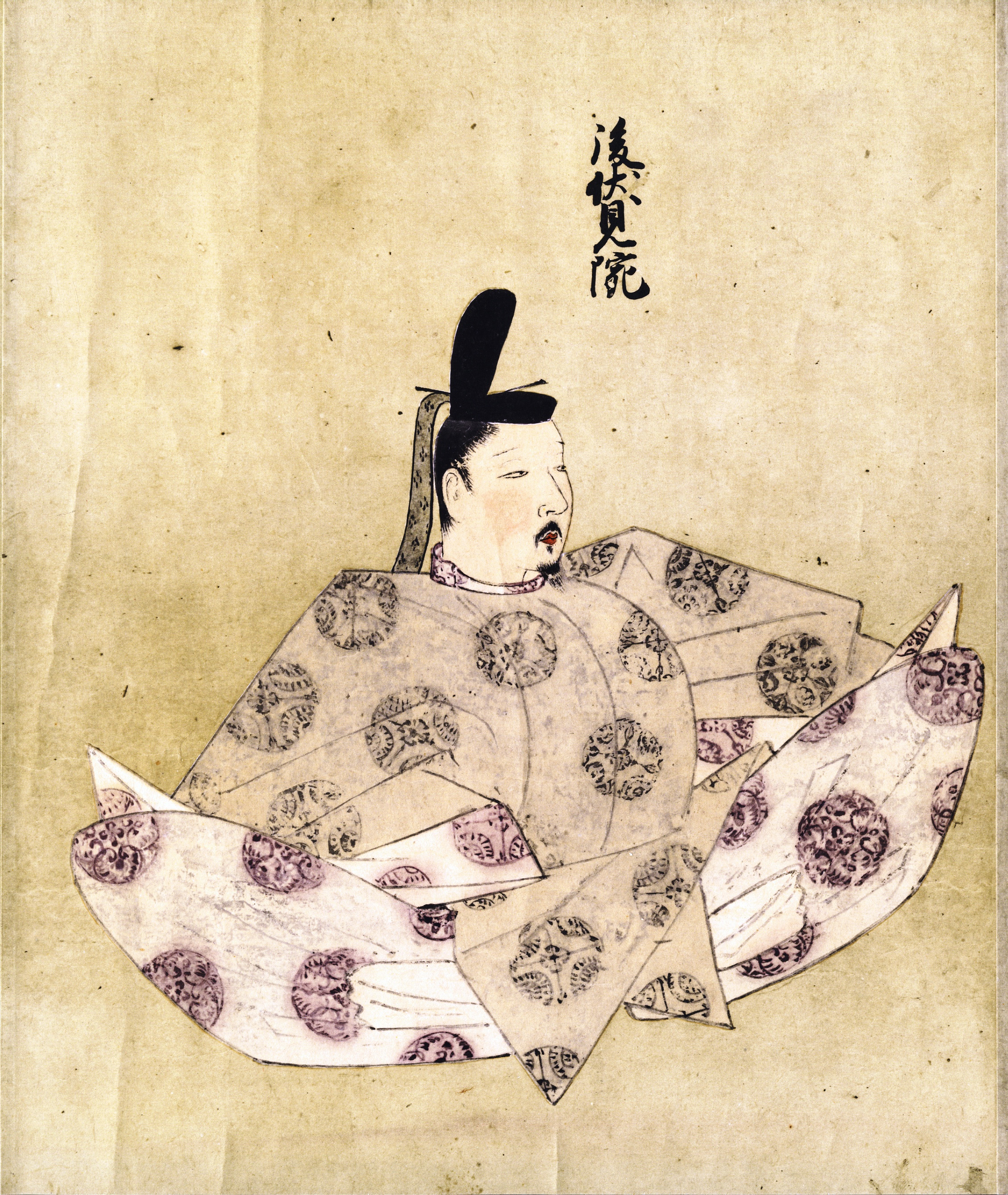
父の後伏見上皇

後伏見上皇の第三皇子として、正和2年（1313年）7月9日辰の刻に誕生。場所は権大納言一条内経の一条第。父後伏見は、持明院統の次期当主であり、母寧子は、当時朝廷で権勢を誇っていた西園寺家出身の正妃であった。持明院統の正嫡としての誕生である。
7月17日に花園天皇より生衣を賜り、皇子は同年8月17日に親王宣下され、「量仁」（かずひと）と命名された。

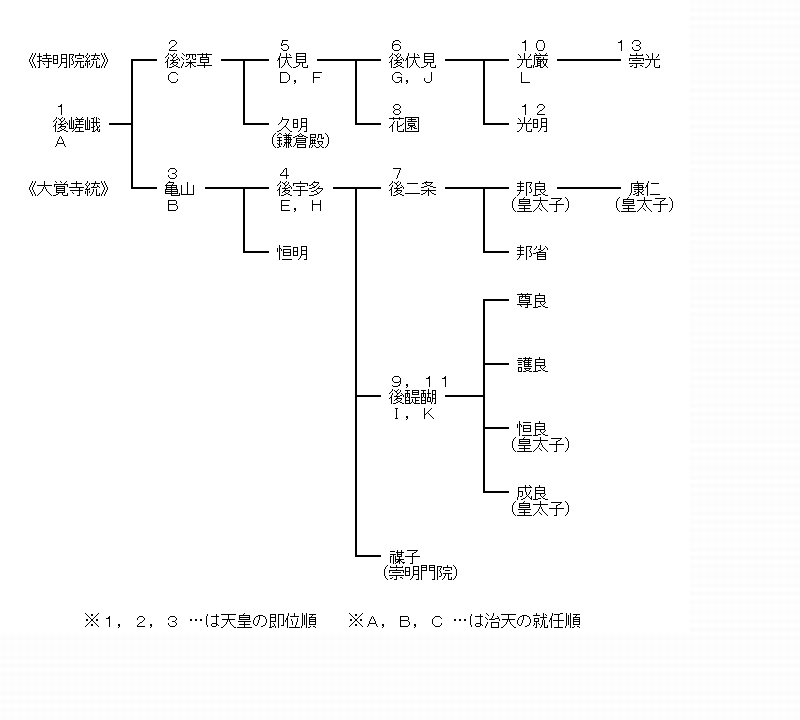
両統迭立

量仁が生まれた時代には、持明院統と大覚寺統に皇統が分裂し、それぞれが皇位を競っていた（両統迭立）。量仁誕生より前の正安3年（1301年）1月、父である後伏見天皇は大覚寺統の後二条天皇に譲位したが、時に14歳の後伏見にまだ子はなく、皇太子に立ったのは後伏見の弟で5歳の富仁親王（花園天皇）であった。大覚寺統では既に恒明親王と後宇多天皇の二つの系統に分かれていた。そのため、伏見上皇（後伏見・富仁の父）は兄弟相承による持明院統の分裂を危惧していた。そこで、伏見は富仁立太子にあたって、後伏見に将来嫡男が生まれた場合は富仁の猶子とするとした上で、その系統への皇位継承を厳命した。
7年後の徳治3年（1308年）8月、後二条が24歳で崩御し富仁（花園天皇）が践祚するが、この時点でも後伏見の嫡男の量仁は生まれておらず、また大覚寺統嫡流の邦良親王（後二条皇子）も未だ9歳で病弱でもあった。そこで、後二条の弟で21歳の尊治親王（後醍醐天皇）が中継ぎ的に立太子することとなった。
その後、ついに持明院統の正嫡として量仁が誕生する。しかし、文保2年（1318年）2月に花園は大覚寺統の尊治親王（後醍醐）に譲位。皇太子には19歳に達した大覚寺統の邦良が立った。この譲位に先立って、幕府を介した両統の皇位継承に関する話し合いが行われ、幕府から、邦良が皇太子になり量仁親王を邦良の次の皇太子に立てるという提案がなされた。しかし、大覚寺統が圧倒的に有利なこの提案に持明院統は納得できず、持明院統側は拒否した（文保の和談）。こうして、量仁の立太子は先送りとなる。

### 幼少時代
記録にある限り、文保3年から正中2年（1319年-1325年、7歳から13歳ごろ）までの間、量仁は持明院殿にて、親王位の皇族としては珍しく両親や親族と同居し、栗拾いや人形遊びをするなど楽しい家庭生活を送っていた。量仁は子犬を飼育しており、また小弓や蹴鞠が好きな少年であったという。
量仁は、持明院統の正嫡として、家族を挙げての帝王教育を受けた。後伏見からは琵琶、義理の祖母にあたる永福門院からは和歌、叔父にあたる花園からは学問（儒教）を学んでいる。それぞれ各分野の最高峰の存在であり、量仁は最高の教育環境の中で育った。

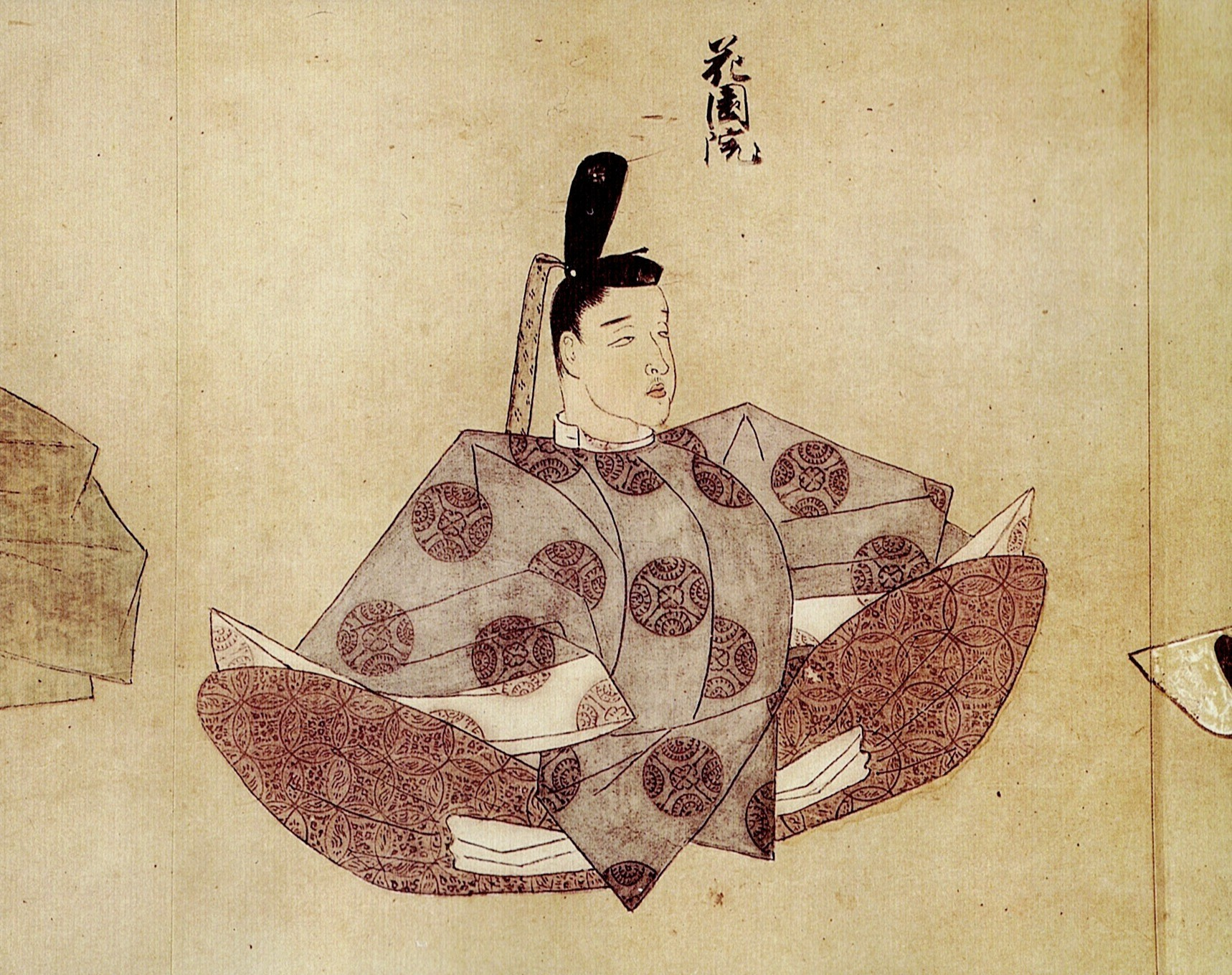
花園上皇

花園は量仁の教育に心血を注いだ。教育方針について本人の記すところによれば、まず学問の目的は儒教の経典を学び、風月のためでなく道義を知ることにあるという。そのためにはまず漢字を読めなければいけないから、漢字の訓みや韻・声を遊びながら修得できる連句を課す。次に、15歳になったら漢文の文意を正しく読み取ることができるようにすることを第一とする。それができるようになったら、儒教の根本精神を教えよう、というものであった。
元応2年（1320年）4月に連句が課せられて以降、本格的に花園の教育が始まった。量仁の勉学に関するエピソードとして、次のようなものが残っている。

- 元亨元年（1321年）8月27日、量仁は風邪を引いていたが、花園によって課せられた百日連句に出席した。すると、翌日に悪化して発熱。翌々日になっても熱が引かず医者を呼ぶことになった[54]。
- 量仁は、満12歳ごろから小弓を好んでいたが、昼間は琵琶の稽古や読書で忙しいので、その妨げにならないよう夜の片時に行っていた[44]。

花園の教育は着々と進み、元亨2年（1322年）1月からは同年代の学友が付いて読書・連句をするようになり、同年7月24日には満9歳で初めて漢詩を作るに至った。正中2年（1325年）閏1月に学問所が設置され、正中2年（1325年）9月6日には『論語』の研究会に出席した。
花園は正中元年（1324年）12月13日の夢の中の夢で、天神の本地である観音像を持った仏師から、「親王は生来、民びとを思いやる心をもっており、学問に精進して賢明さを身に着けたなら、ますます賢王となろう」と語り聞かされたという。
量仁の勉学に関しては花園に一任していた後伏見であったが、幾度も我が子の立太子を祈願した。そうしたなか、皇太子邦良は嘉暦元年（1326年）3月に薨去する。量仁立太子の千載一遇のチャンスであったが、この皇太子選びは紛糾した。常盤井宮の恒明親王、後醍醐の皇子の尊良親王、邦良親王の弟邦省親王、そして量仁が候補者となったのである。しかし、後伏見は幕府の推薦を勝ち取って、同年7月24日に持明院統の悲願であった量仁の立太子が実現した。同年8月に土御門東洞院殿にて皇太子量仁の行啓始が執り行われたが、この時の量仁の様子は、『増鏡』にて「御鬢頰（おんびんづら）結ひて、いと幼弱（きびは）に美くしげなり。十四ばかりにや御座す（おはします）らん（訳：髪を御びずらに結って、まだ幼さを残す可愛らしい、十四歳になったばかり）」と記されている。
量仁立太子以降も、後伏見は幕府に対し量仁への譲位を要求したり、量仁践祚の祈願をしたりする。
践祚の前年である元徳2年（1330年）2月、花園より『誡太子書』を授かった。（→#誡太子書を授けられた人物）

### 即位

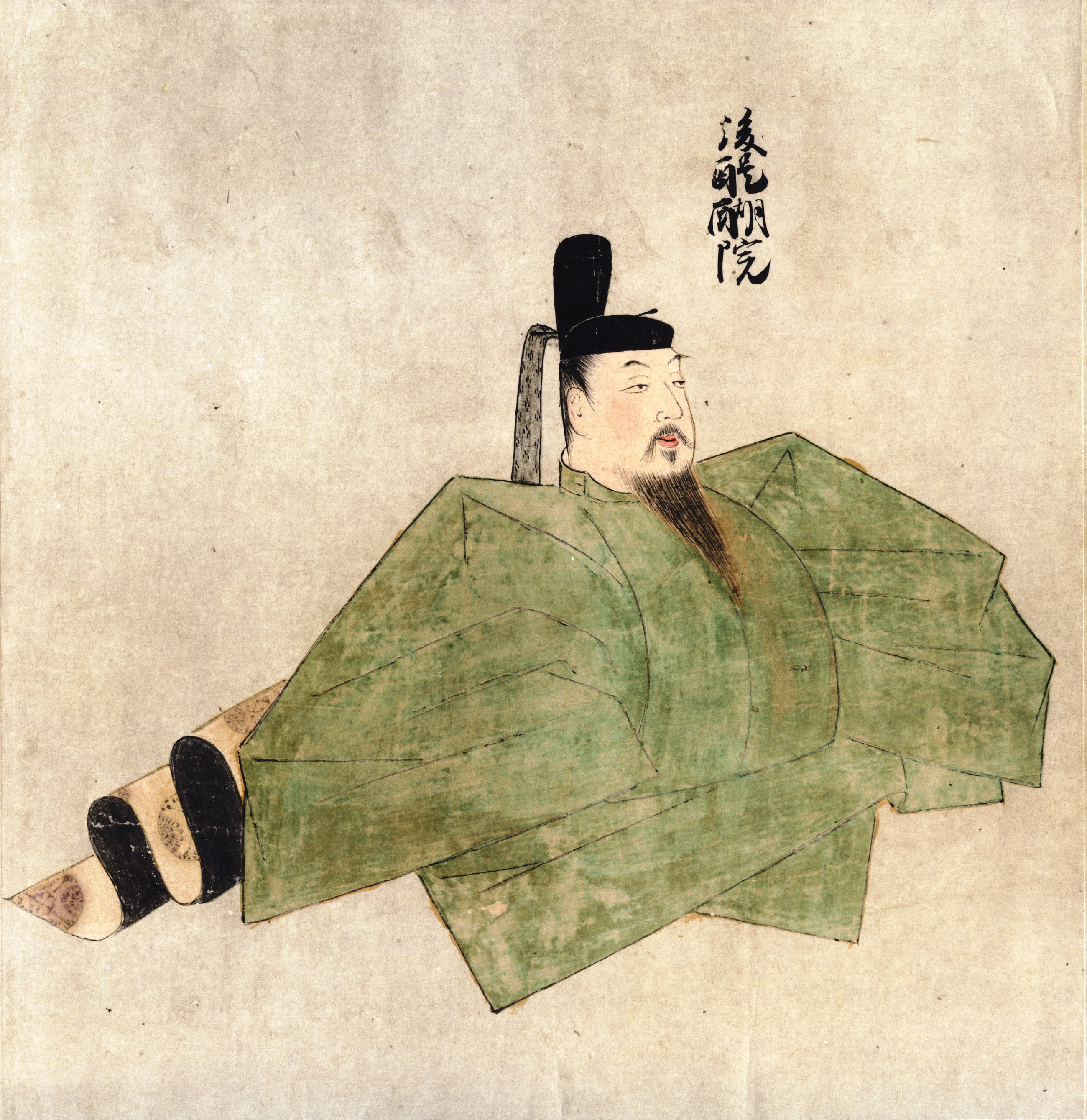
後醍醐天皇

元弘元年（1331年）8月24日夜、倒幕の企てが発覚していた後醍醐は、密かに内裏を出奔して、その後山城国南部の笠置山に立て籠もった（元弘の乱）。後伏見はすぐさま伊勢神宮と賀茂社に量仁践祚を祈願し、9月18日、幕府の使者が関東申次（幕府と朝廷の交渉を担当する貴族）である西園寺公宗に皇太子量仁親王の践祚を申し入れた。そして9月20日、19歳の量仁が後伏見の譲国詔によって践祚した（光厳天皇）。これは、後白河法皇の詔で践祚した後鳥羽院を先例とする。場所は土御門東洞院殿。その後、後伏見は院政を開始する。大覚寺統の禖子内親王の主導で、故邦良親王の王子で大覚寺統の皇族である木寺宮康仁親王が皇太子となった。
後醍醐は廃され、捕らえられたのち、10月6日に光厳天皇に剣璽（三種の神器のうち天叢雲剣と八尺瓊勾玉のこと）を明け渡した。
10月13日、光厳は冷泉富小路殿に遷幸し、ここを皇居とした。10月25日、再び幕府の使者が上洛。後醍醐らの処分について「聖断たるべき（後醍醐天皇以下の処分は後伏見上皇のご判断によるべき）」旨を後伏見に申し入れるが、後伏見は「関東の計らひたるべき（幕府が決定するべき）」旨を伝え、後醍醐は翌年隠岐に流された。
元弘2年（1332年）3月22日、太政官庁において即位礼が行われた。正月の行事は滞りなく行われ、6月には皇室伝来の琵琶である玄象・牧馬を弾き、密かに寧子が聴きに来たという。4月28日に元弘2年を正慶元年に改元し、正慶元年11月13日に大嘗祭を挙行した。後伏見と花園は同車して見物し、花園は同日の日記にて「天下の大慶、一流の安堵なり。大慶何事かこれに如かんや」と慶びの念を記している。

### 廃位

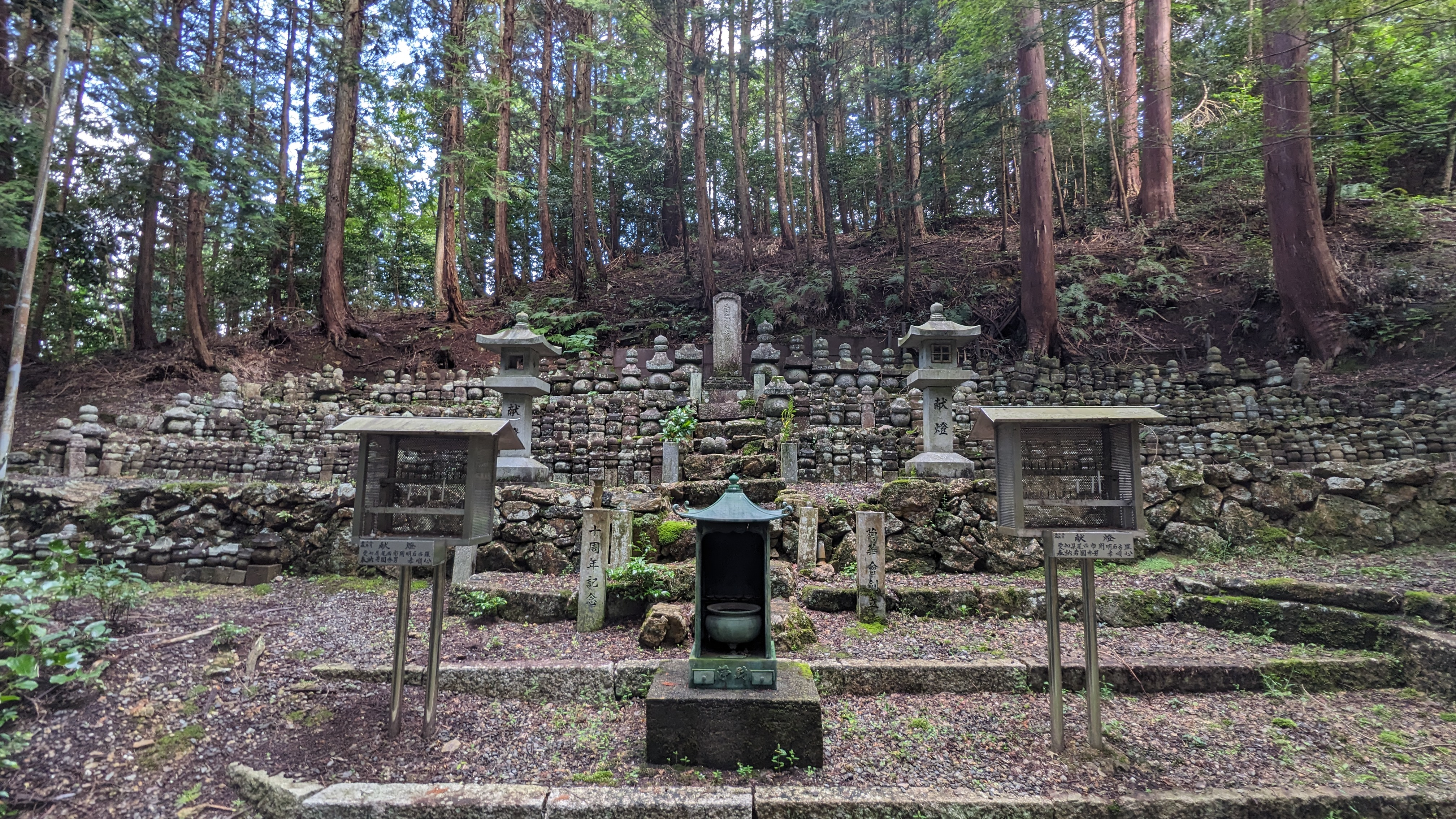
蓮華寺六波羅武士墓石群

しかし、正慶2年（1333年）、倒幕運動が活発化し、3月12日には赤松円心が軍勢を率いて京都に侵攻する。軍勢は撃退されたものの、この騒ぎによって光厳・後伏見・花園・康仁らは六波羅探題邸に避難した。その後赤松軍が再度侵攻したことで、六波羅探題は鎌倉幕府に援軍を求め、幕府は名越高家と足利高氏（尊氏）を大将とする大軍を上洛させた。その後幕府軍は、隠岐を脱出した後醍醐の立て籠もる伯耆国の船上山攻略に向かう。

ところが、5月7日、後醍醐の綸旨に応じた足利高氏の軍が後醍醐天皇方に寝返り、六波羅探題を襲撃した。攻撃される六波羅探題邸での光厳らの様子について、『増鏡』は次のように記している。
六波羅探題邸は陥落し、火が上がるなかなんとか脱出した光厳らは、北条仲時・北条時益の決定に従い、関東（鎌倉）に向けて逃避行を開始する。
しかし、道中で野伏（落武者狩）に襲われて時益は討死にし、道中光厳自身も流矢を受け左肘を負傷したという。再度野伏が一行を襲った際にとある武士が「一天の君（天皇）が関東へ臨幸されるところに、無礼をするな。弓をふせ甲を脱いで、通し奉れ」と言うと、野伏たちは「如何なる一天の君でも通ってみろ。御運が尽きて落ちのびて行くのを通さないことはないが、たやすく通りたかったら、供の武士たちの馬物具をみなおいてゆけ」と言い放ったという。一行は劣勢を極め、近江国番場宿（現：滋賀県米原市）にて、佐々木道誉が差し向けたとも言われる2、3000人余りの野伏に進路を阻まれた。

そして5月9日、番場麓の辻堂（現在の蓮華寺）にて、行く手を阻まれ最期を悟った仲時ら武士430余人は、光厳らの御前で自害した。この際、危うく光厳らも巻き込まれるところだったが、仲時の一言で難を逃れた。『太平記』では、光厳らの様子を次のように記している。
光厳は両上皇・康仁とともに捕らえられ、幽閉された長光寺にて剣璽や累代の御物を没収された。翌日、伊吹山太平護国寺に移される。そして、5月17日、伯耆国船上山に移徙していた後醍醐の詔勅によって、光厳在位中の元号（正慶2年→元弘3年）、補任、立太子、院号宣下（崇明門院→禖子内親王）などが取り消されてしまう。『光厳天皇―をさまらぬ世のための身ぞうれはしき』(深津 2014)の著者であり、国文学者である深津睦夫は、光厳は天皇としての政治的行為のすべてを無かったことにされ、「光厳天皇」の存在そのものを全否定されたとしている。5月25日、後醍醐の詔によって光厳は退位した（廃位）。
その後5月28日に帰京し、持明院殿に遷御した。帰京より1カ月程した6月26日、持明院統の当主であった後伏見が失意のあまり出家し、光厳にも文書を出して出家を勧めた。しかし光厳は、「思ひよらぬよし」を伝えて、この勧めを堅く断った。
帰京した後醍醐は建武の新政を開始したが、元弘3年（1333年）12月ごろより、帰京後の光厳ら持明院統の皇族に対して後醍醐は融和策を採っていたとされる。これに先立つ元弘3年（1333年）6月7日、後醍醐の綸旨によって持明院統の全所領が安堵されていた。元弘3年12月10日には、光厳は後醍醐より「皇太子（光厳）は、謙譲の精神が道理に合い、恵沢も広く及んで立派であるから、皇太子の位を退いた。よって、崇敬の念を示すため、特別に太上天皇号を贈る」として尊号（太上天皇号）が贈られ、特例として太上天皇（上皇）となった。また、同月後醍醐の皇女懽子内親王が密かに光厳上皇のもとに入り、妃となっている。同時期に光厳の同母の姉である珣子内親王が後醍醐のもとに入内し中宮となっていたが、内親王が懐妊した際、後醍醐は確認されるだけでも66回の安産祈祷を行い、光厳も積極的に参加していたという。そして懽子内親王が懐妊した際は、光厳も男子の誕生を祈願している。
建武元年（1334年）1月29日、光厳は御幸始を執り行った。このことから深津は、光厳は後醍醐に廃位されたものの、一応太上天皇（上皇）としての待遇を受けていたと推測している。

### 恢復

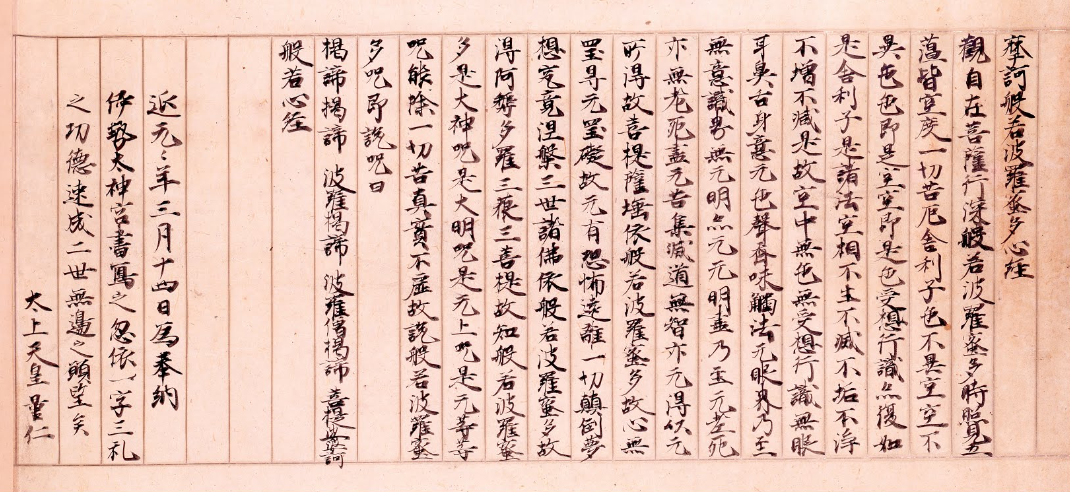
伊勢神宮に奉納するため自ら書写した般若心経。（重要文化財）

建武の新政による混迷が拡大する中、建武2年（1335年）に西園寺公宗（光厳の従兄弟にあたる）による後醍醐暗殺の計画が発覚。この事件に関して、『小槻匡遠記』に公宗が「太上天皇」を奉じて乱を企てたという記述がある（建武2年6月22日条）。佐藤進一などの研究者は後伏見ではないかとしているが、家永遵嗣など、光厳を指したものであるとする研究者も存在しており、家永によれば光厳は春日大明神の神慮に勇気づけられて奮起したという。8月に公宗が誅殺され、11月22日に花園が出家した。深津は、花園の出家はこの事件が直接的な契機になったと推測している。この計画は失敗したが、計画発覚から1か月後には中先代の乱が勃発し、これが建武政権崩壊のきっかけとなった。この乱ののち、建武政権で重きをなしていた足利尊氏は、後醍醐から離反する。
建武2年冬より建武政権に叛旗を翻した足利尊氏であったが、後醍醐天皇方の新田義貞に敗れて九州に落ちのびていた。
そこで、建武3年（1336年）2月、光厳は尊氏に、「早々凶徒ヲ退テ君ヲ本位ニ奉付ルベシ」という新田義貞追討の院宣を与えた。信憑性の高い『梅松論』における記事によれば、同年2月12日兵庫にて、赤松円心が足利軍も錦の御旗を先立てて戦うように進言し、足利尊氏が光厳に要請して、15日の備後の鞆にて三宝院賢俊より院宣を受け取ったとされる。もっとも、深津は、備後の鞆から京都に使者を派遣し、光厳が決意し、賢俊が備後の鞆に院宣を届ける日数としてはあまりにも短く、2月15日に院宣が届いたことは一次史料より事実と見られるから、2月12日夜より前に尊氏らは院宣をもらうための行動を開始していたと推測している。
光厳の院宣は、後醍醐天皇方（官軍）である新田義貞軍と戦う大義名分を与えるもの、すなわち尊氏を朝敵ではなく官軍とした院宣であった。尊氏軍は「もう朝敵と呼ばれることはない」と喜び、以降尊氏は院宣に基づいた軍勢催促状を各地へ発している。
院宣発給後から約1ヶ月後の3月、光厳は宸筆の般若心経を諸社に奉納しようとしたが、その奥書には次のように記している。
これら、光厳が奉納した（しようとした）般若心経の奥書に関して、『地獄を二度も見た天皇 光厳院』(飯倉 2002)の著者で、日本史学者である飯倉晴武は、光厳上皇が持明院統の皇位恢復と戦乱からの民衆救済を願ったものであるとした。深津は、「三界流転の衆生を救はしめん」「三界衆生の願望を満たさん」という文言から、光厳は、自身が人々の願望の成就を第一に願う「天子」であるとの思いをもってこれらを奉納しようとしたのではないかとした。そして、光厳が治天の君となることを強く決意したのは、『誡太子書』に言う「土崩瓦解」の乱世を収束させなければならないという責任感によるとし、仇敵であったはずの尊氏（六波羅探題を陥落させたのは他ならぬ尊氏である）に院宣を与え手を組むことができたのは、その決断が、権力欲とは程遠い、乱世を収束させねばならないという公的な思いによるものであったからではないかと推測している。また、「日吉山王七社和歌」（光厳天皇御真筆和歌懐紙）も、このころに納められたものと考えられている。（→#「日吉山王七社和歌」）

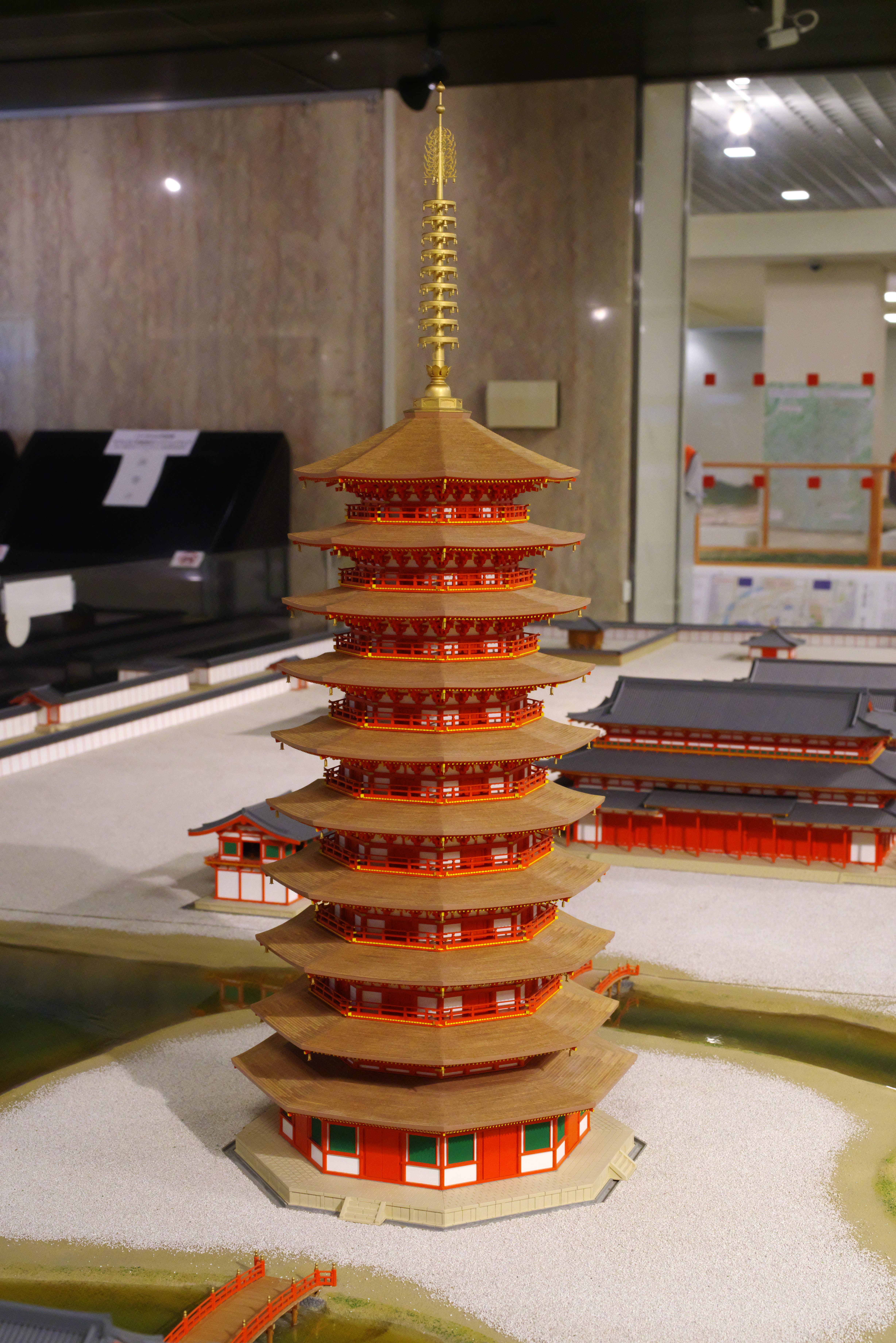
法勝寺九重塔

院宣を得た尊氏軍は、湊川の戦いで後醍醐天皇方の新田義貞・楠木正成らを破ると、都へ攻め上った。5月27日、後醍醐は比叡山に避難するにあたって光厳・花園・豊仁親王（光厳の弟）らにも同行を求めるも、光厳はそれを断わって京都に留まり、その後尊氏と合流した。『太平記』や『皇年代略記』に光厳と尊氏合流の経緯が記されている。それらによると、後醍醐に比叡山御幸を要請された光厳らは、護衛とともに比叡山へと向かうが、北白河のあたりで光厳は急病と称し（仮病）、法勝寺九重塔の前で輿を止めさせて時間を稼ぐ。そうする間に尊氏が攻め入り、護衛が光厳を置いて花園らを連れて先に行くと、光厳は、光厳を探していた尊氏と運良く合流することができたという。
やがて光厳・花園・豊仁親王は、尊氏より石清水八幡宮に迎えられ、6月14日に上皇らは東寺に入った。同日、光厳は延元元年を建武3年に復した。さらに6月21日には、高野山金剛峯寺に旧領を安堵し、天下安全の祈祷を命じている。このころより光厳院政は実質的に開始されたと考えられている。
建武3年（1336年）8月15日、尊氏の要請により、神器無しで、かつ譲国詔で践祚した後鳥羽・光厳の先例を用いて、光厳は譲国詔で弟の豊仁親王（光明天皇）を践祚させた。光厳は治天の君として正式に院政を開始する。
一方、比叡山に立て籠もっていた後醍醐は、10月に比叡山より下山し、11月2日に光明天皇に三種の神器を譲与し、光明天皇より尊号宣下がなされた。そして、「後醍醐上皇」との融和策の一環として、後醍醐の皇子である成良親王が光明天皇の皇太子となった。しかし、「後醍醐上皇」は12月21日に京都を脱出して大和国吉野に拠り、皇位の回復を宣言した。そして、京都の朝廷では成良親王が廃太子され、光厳の第一皇子である興仁親王（のちの崇光天皇）が立太子した。ここに南朝と北朝の天皇が並立する、南北朝時代が始まる。

なお、国文学者である岩佐美代子は、光厳の次の御製はこの時期に詠まれたものと考えている。
| 「                                     | 河 よどみしも また立ち返り 五十鈴川 流れの末は 神のまにまに（大意：一旦は滞ったものの、再び正統に立ち帰った皇位継承の姿よ。皇位継承の将来のあり方は、五十鈴川の流れの下流が自然に神の御心によって方向を定めるように、伊勢の大神の思召しにおまかせしよう。） | 」 |
| —光厳上皇（『光厳院御集』雑・138より） | |    |

建武3年（1336年）11月7日に『建武式目』が制定される。こうして新たな武家政権である室町幕府が成立し、正則な伝統への回帰が志されることとなる。治天の君光厳のもとでも、公家社会の平常な姿を取り戻すべく努力が開始され、朝廷と幕府とが並び立ってそれぞれの役割を果たす体制の回復も試みられることとなった。
建武4年（1337年）12月28日、太政官庁にて光明天皇の即位礼が行われ、光厳は門前に車を立てて見物している。暦応元年（1338年）11月19日に、光明天皇の大嘗祭が行われた。
吉野に拠った後醍醐は、暦応2年（1339年）8月に崩じたが、それまでに後醍醐の主だった武将も相次いで戦死してしまう。南北朝の初期段階で、早くも北朝の優勢が決した。

### 治世

仙洞御所の持明院殿（推定復元図）

治天の君となった光厳は、院評定や文殿庭中などを組織し、後嵯峨上皇以来の院政を継承して法整備を実行した。光厳は、暦応3年（1340年）5月14日に「暦応雑訴法」を制定した。これは、公家訴訟法を集大成したものとして高く評価されている。貞和2年（1346年）12月28日には、倹約を命じる制符を発給した。これは、最後の公家新制となる。貞和3年（1347年）2月には、政道興行のために諸司を戒めている。新たに成立した室町幕府とも協調して徳政を行ったとされ、光厳院政期に行われた公武間の徳政は「貞和徳政」と称されている。
室町幕府の政務を掌握し事実上幕府を主導していた足利直義（尊氏の弟）とは、政治的に親しい関係にあり、直義は頻繁に光厳の御所に参上して政治に関する意見を交換していたという。直義の正月の院参（上皇の御所に参ること）は毎年の恒例行事となっていた。直義が高師直の御所巻によって失脚した際には、光厳は、直義を政務に復帰させ師直を執事に復帰させており、その他幕府政治に関わるものとして、足利直冬治罰の院宣を発給したり、土岐周済追討軍を激励するなどもしていた。
治世においては、土御門東洞院殿（現：京都御所）が皇居に定まり、暦応元年（1338年）7月には中院通顕の訴えを受けて院宣を発給し、戦乱に乗じて尊氏が占有していた多数の知行国を北朝に返還させている。
光厳院政下、朝儀は型のごとく行われ、光厳は、戦乱で廃れた朝儀の再興と、文化興隆を図った。文化面では、暦応2年（1339年）5月に持明院統の正嫡が修めてきた琵琶の最秘曲である啄木を継承し、康永4年（1345年）には花園監修・光厳親撰で『風雅和歌集』の編纂を開始した（貞和5年〈1349年〉8月ごろ完成か）。仙洞である持明院殿では、頻繁に歌合などが行われていた。貞和3年（1347年）4月、南北朝の厳しい情勢でなかなか行えなかった石清水八幡宮への御幸を実現させ、次いで賀茂社への御幸を企画している。

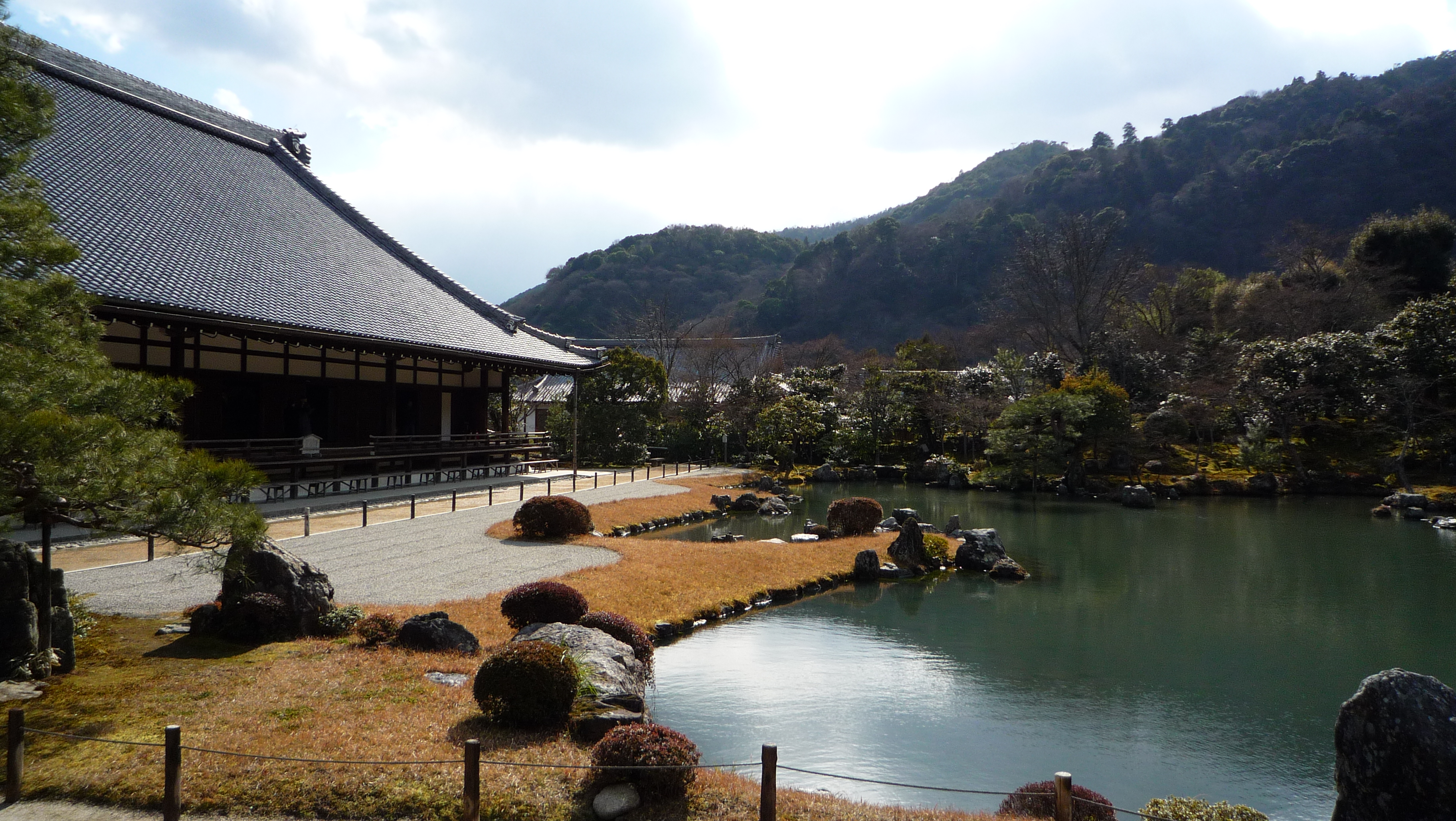
天龍寺

宗教面では、暦応2年（1339年）10月5日に院宣を夢窓疎石に下し、大覚寺統の御所であった亀山殿を、夢窓を開山として、後醍醐の菩提を弔うための寺院に改めた。尊氏・直義兄弟の要請を受けてのことであった。これが霊亀山天龍資聖禅寺、すなわち天龍寺である。なお、天龍寺の寺号は当初光厳の院宣によって「霊亀山暦応資聖禅寺」（暦応寺）と定められたが、その後院宣を以って「天龍寺」と改められている。辻善之助は、延暦寺から年号を寺号とするのは延暦寺だけの特権であり、禅寺には許されないという抗議があったためと推測している。さらに、天龍寺が勅願寺となる気配があると延暦寺衆徒は嗷訴に及び、天龍寺落慶供養に光厳が臨幸しようとするとそれを阻止する集会を開き、その後神輿動座に及んだ。これは、延暦寺衆徒が落慶供養が勅願の儀式になる事を危惧したためであったが、その際光厳は、「天龍寺供養は勅会ではなく、もともと仏事に密かに臨幸があるのはよくあるところ、それなのにまだ勅願によるものだと疑うのなら、私は当日は行かない。翌日に参詣する。だから早く日吉七社の神輿を帰座させなさい」という院宣を、天台座主尊円親王に送り付け収束を図った。
夢窓疎石の勧めで造営が決まった安国寺利生塔の建立にも深く関与しており、貞和元年2月6日に、院宣によって寺号を安国寺、塔を利生塔と定めた。この安国寺利生塔は、元弘の変以降の戦没者の慰霊のために建立されたものであったが、光厳は何度も天下泰平を祈願させていた。
光厳は夢窓を深く尊崇しており、暦応5年（1342年）4月8日に夢窓より衣鉢を受け俗弟子となり、貞和6年（1350年）2月には、譲位した光明上皇や広義門院らと共に、再び衣鉢を受けている。ときに、旧仏教側より、夢窓が開山となった天龍寺が圧力を受けたり、夢窓の排斥運動が巻き起こったが、そのような中で光厳は天龍寺の造営を促進し、夢窓を保護した。
そして貞和4年（1348年）10月24日に、第一皇子である皇太子興仁親王が践祚し（崇光天皇）、花園法皇の皇子とされていた直仁親王が立太子した。
光厳は、貞和5年（1349年）2月に行われた冥道供にて、次のような祭文を染筆している。
| 「                                          | 不徳を以て公家已に一統の上、旧冬以来春宮践祚、親王立坊、栄耀頗る盈満、天鑑恐れあり（不徳を以って治天の君に就いたが、朝廷は一つにまとまり、昨冬以来皇位継承もつつがなく行われていて、今私はこの上なく満ち足りた状態にある。それだけに天帝の照覧を恐れる） | 」 |
| —光厳上皇（『園太暦』貞和5年2月25日条より） | |    |

前年の高師直による南朝の本拠地である吉野襲撃によって、南朝はほとんど壊滅状態になり、京都周辺では戦乱が止んだ。また光厳が計画する皇位継承（→#直仁親王について）も順調に進んでいた。そのような中で、光厳はこのように述懐したのである。
一方で、治世においては怪異や災害などが相次いだ。暦応5年（1342年）ごろに西国で長期間の旱魃が発生し、康永4年（1345年）7月4日には彗星が出現し、その月末には大洪水が発生した。同年9月には疫病が流行した。一連の天変・疫病によって、北朝の元号は康永から貞和へと改元されている。貞和4年（1348年）5月に光厳は、伊勢神宮に勅使を派遣し、海内清平や民間安泰を祈願している。さらに、貞和5年（1349年）には、四条河原にて開かれていた勧進田楽の桟敷が倒壊し100人以上の死者を出す惨事となり、清水寺や将軍亭が焼失。6月26日には金星・水星・木星の三星合が発生し、28日には月も加わった四星合となり、閏6月3日には2つの電光が出現、石清水八幡宮が一日中鳴動したという。観応元年（1350年）7月12日には、連日地震が発生し、光厳は、山陵使を後白河院・後鳥羽院・後深草院の陵に派遣し地震の発生を謝罪している。光厳の身近なところでも怪異が起こり、貞和2年（1346年）9月に光厳の仙洞である持明院殿への放火があり、貞和5年（1349年）閏6月ごろは仙洞への窃盗が止まなかったという。観応元年（1350年）10月には仙洞に小児の死体を咥えた犬が闖入するといった怪奇が発生している。
先述の通り光厳院政と室町幕府は協調して徳政（政道興行）を行っていたが、当時頻発していた自然災害対策としての側面が指摘されている。年貢収入も激減し、崇光天皇の即位礼では、戦乱がないながらも幕府より20万疋の費用提供がなされた。これに関して、日本史研究者の亀田俊和は、全国規模で災害が起こり、十分に費用が集まらなかったからではないかと推測している。
また、暦応3年（1340年）10月、光厳の弟の亮性法親王が門跡として入る妙法院の紅葉の枝を折って咎められた佐々木道誉が、妙法院を焼き討ちにして幕府から流罪に処せられた（もっとも配流地には赴いていない）。康永元年（1342年）9月6日、光厳自身も、酔っ払った土岐頼遠に「院というか、それとも犬というか、犬ならば射ておけ」と罵られながら乗車中の牛車を射られ、路上に放り出されるという狼藉行為を受けた。もっとも、こうした狼藉行為に関しては、天皇や治天の君の権威失墜によるものとされることもあるが、その周辺の文明社会に対して、部外者たる武士たちが恒常的に参加し、未だ相互の振る舞いを規律する作法が存在していないためという異論もある。

### 正平一統と三上皇拉致

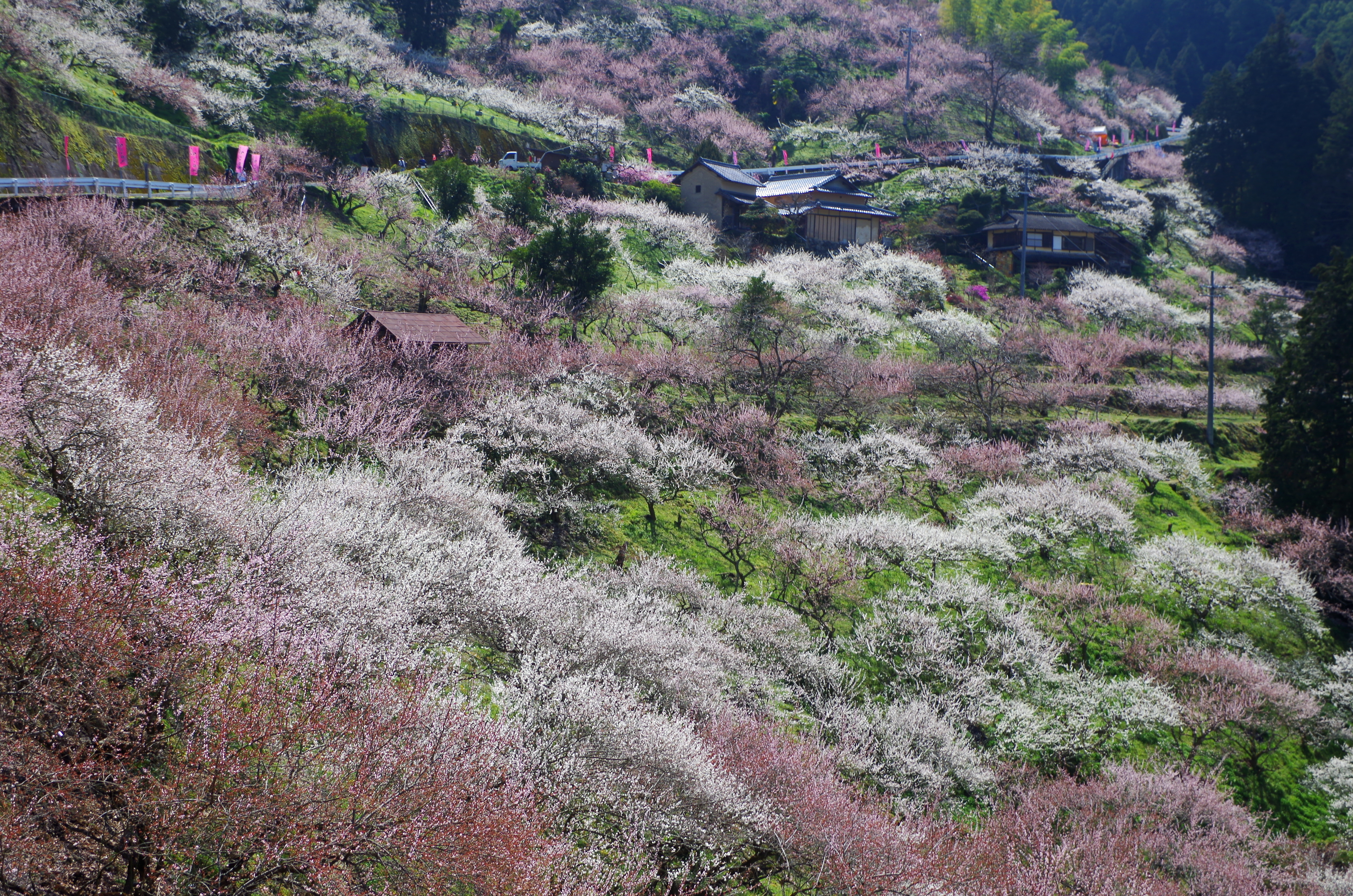
光厳上皇が幽閉された賀名生

尊氏の執事であり、貞和年間まで光厳の院宣の遵行依頼先であった高師直であるが、直義との関係が険悪となり、貞和5年（1349年）閏6月15日、ついに師直は執事を解任された。閏6月30日、光厳は、光厳が不審に思っているだろうと院参した直義より顛末の報告を受けた。しかし、8月14日、師直が反撃を開始し初となる御所巻を実施すると、今度は直義が失脚した。なおこの前日、光厳のもとに参った直義の使者より、師直を流罪にするよう奏上されていたという。
直後の8月19日、光厳は両者を政界に復帰させたが、9月に直義は左兵衛督の官職を辞し、貞和5年12月8日に出家した。そして、直義と尊氏の対立が激化するなか、直義が京都を突然出奔して挙兵すると、尊氏の奏上で光厳は直義追討の院宣を発給した。直義は体制を整えるために南朝へ降伏する。
しかし、その後直義は京都を奪還し、観応2年（1351年）1月17日に使いを遣って世上を騒がせたことを詫びて、北朝に復帰した。さらに、北朝への納税の遅れを受けて銭3万疋を献上し、光厳も「天下静謐」を祝う使節を遣りこれを歓迎した。また直義と尊氏の講和会議も開かれ、擾乱直前の体制に戻ることが決まった。
しかし、両者の関係は半年ももたず、7月19日に直義は政務を辞した。尊氏と義詮（尊氏の息子）が出陣し出京すると、その真の狙いが自身の攻撃にあると見抜いた直義は北陸に出奔した。この際、直義は京都に北朝を警備するものがいなくなることに配慮して、北朝を比叡山に移すことを光厳に提案した。光厳は一度賛成するも、周囲の反対によって拒否した。この比叡山移転の提案を拒否したことにより、結果的にはその後、光厳は南朝に拉致されることになる。
観応2年/正平6年（1351年）11月、尊氏は優位に立つべく南朝の後村上天皇に降伏した。11月7日に崇光は天皇を廃され、光厳院政は停止、北朝は消滅した（正平一統）。光厳は一統を了承し、正平6年12月23日に三種の神器や壺切御剣を引き渡した。北朝の神器が南朝に到着すると、28日に南朝は、偽物と断じたはずの北朝の神器に対し「厳重殊勝」に内侍所御神楽を行い、神慮を慰めた。同日後村上天皇は崇光天皇に尊号を奉り、すでに尊号を受けていた光明上皇にも改めて尊号を奉り、同日光明は出家した。光厳は、「御迷惑」として、敵前逃亡の形で出家した光明上皇を非難している。南朝は、三種の神器接収と時を同じくして北朝が保有している累代の御物の引き渡しを要求したが、光厳は、牧馬（琵琶の名器）や昼御座御剣など一部の御物は紛失したとして引き渡しを拒否し、その後あった後村上の要請にも他の累代の楽器も紛失または焼失し箏だけしか渡せないと突き返していた。南北朝の虚々実々の駆け引きが開始されていた。
しかし、明くる正平7年（1352年）閏2月20日、和睦を破棄して南朝は京都に侵攻し南朝と足利方が再び戦火を交える。不意を突かれた足利義詮は、光厳らを見捨てる形で敗走した。そして21日、光厳・光明・崇光の三上皇と廃太子直仁親王は、石清水八幡宮にいる後村上天皇から、戦乱からの保護と称して石清水への御幸を要請される。光厳らは、当日夕方にわずかな供奉の者を連れて東寺へと向かい、22日朝に石清水へと向かった。同日、今後の運命を予感した光厳は、持明院統に伝わっていた記録類を洞院公賢などに預けた。その後石清水にも戦火がせまると、3月3日、撤退する南朝軍によって三上皇と直仁は河内国東条へと移された。なお、この時に保護から拉致へと切り替えられたとする飯倉の意見があるが、一方で深津は、当初から北朝皇族を拘禁するつもりであったとする見方が一般的であるとし、さらに、公賢や光厳の行動からもわかるように光厳やその周辺も当初からこの保護の実状が拉致であることを理解していたとしている。5月18日、義詮は楠木氏に縁のある祖曇を遣わして光厳らの帰京を交渉させ、6月には幕閣である佐々木道誉が、光厳の側近であった勧修寺経顕と共に光厳らの帰京を画策するも、東条よりさらに奥地で、南朝本拠地である大和国賀名生（奈良県五條市）に移されてしまった。
当時の京都では、北朝の消滅によって全ての朝儀（朝廷の儀式）が中止に追い込まれ、公賢は「ただ戎狄の国のごとし。哀しいかな、哀しいかな（ただただ野蛮人の国のようだ。悲しいかな、悲しいかな）」「蛮夷の国と為るか（野蛮人の国となったのだろうか）」と日記に記している（『園太暦』正平7年4月1日,22日条）。

### 出家と帰京

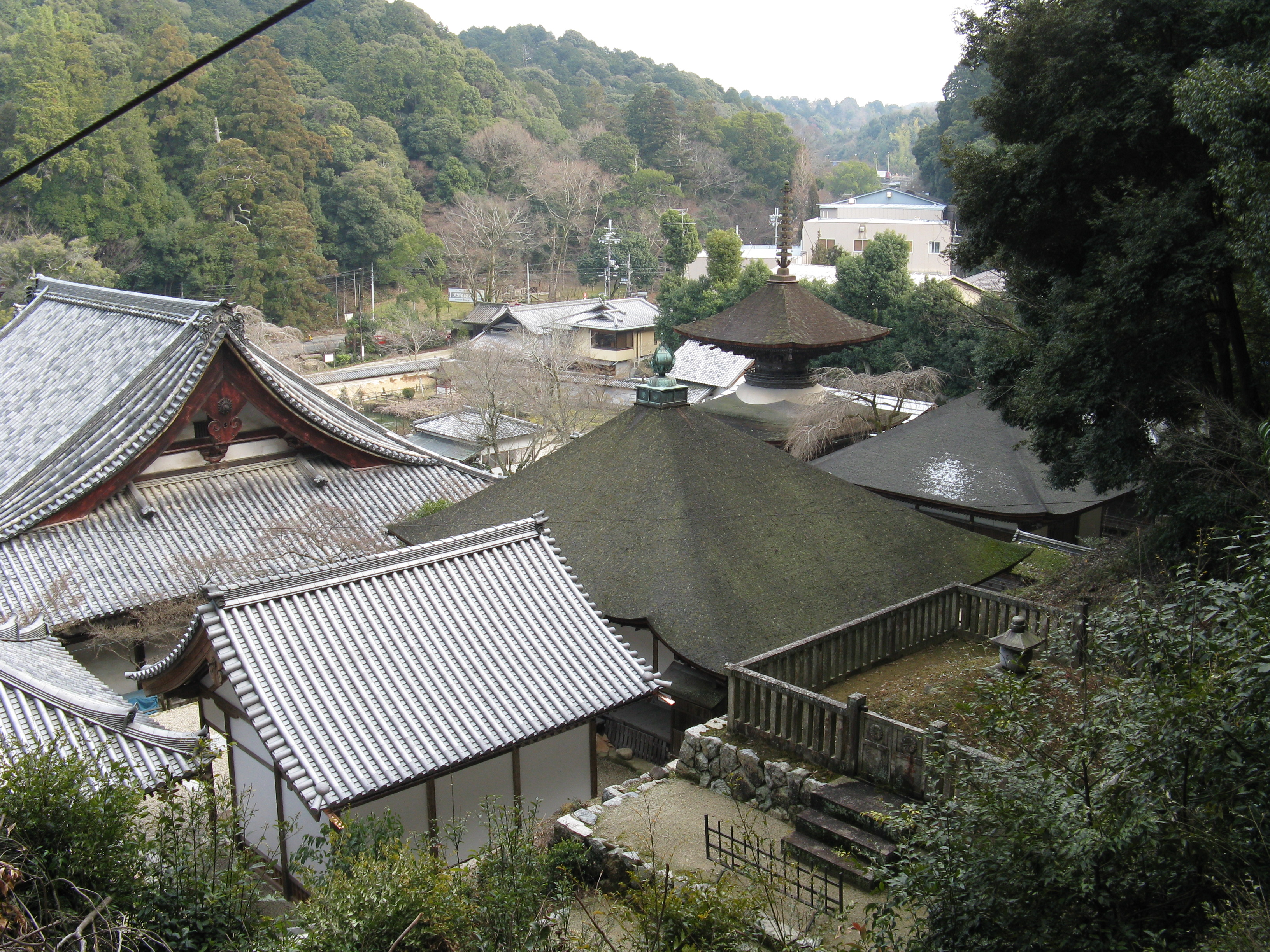
天野金剛寺。右下に光厳天皇の分骨所が見える。

拉致から約5ヶ月後の観応3年（1352年）8月8日、幽閉先である賀名生で突如出家した。法名は勝光智。
かねてより夢窓に帰依していた光厳だったが、これまで幾度の困難に際しても出家しようとしなかった。廃位の際は近江より帰京し程無くして出家した後伏見法皇の出家の勧めを堅く断り、正平一統の際も光明の出家を「御迷惑」と批難して、幽閉生活となっても出家しなかった。今回の出家は突然のことで、京都にいた公賢は光厳の出家を、「御発心か、欺誑か、もっとも不審、（中略）驚くべき事也（本心からの出家か、南朝方を欺くためのことか、たいへん不審であり、驚くべきことである）」と日記に記している。
光厳がこの期に及んで出家した原因は、光厳の皇子である弥仁王の践祚計画にあると考えられている。光厳は、拉致後も治天の君として新天皇を践祚させ北朝の復活を果たそうとしていたが、京の北朝方が、光厳らの救出を諦め、治天の君である光厳を蚊帳の外にして弥仁王を践祚させようとしたため、光厳が治天の君としての自身の立場の終焉を悟ったとされる。8月、京都では正親町公蔭・楊梅重兼・大炊御門氏忠が後を追って出家した。
観応3年（1352年）8月17日、寧子が主導する形で、弥仁王が継体天皇の群臣義立の先例をもとに践祚した。（後光厳天皇）
同年の6月より、光厳に最も長く連れ添った妃で、崇光上皇・後光厳天皇の国母であった正親町三条秀子（陽禄門院）が病んでいたが、11月28日に父邸にて薨去した。42歳であった。文和2年（1353年）2月、幼少より長年住み続けた持明院殿が、放火によって全焼してしまう。
三上皇と直仁は、文和3年（1354年）3月22日に河内金剛寺に移され、塔頭観蔵院に住んだ。金剛寺に移った頃から、京都との通信もできるようになり、同年の6月には『万葉集』を京都から取り寄せている。同年の9月、10月には、金剛寺の僧侶より『般若心経秘鍵』の講義を受けた。文和4年（1355年）8月、光明法皇のみ京都に返された。
延文元年（1356年）10月20日、光厳は崇光に全ての琵琶の秘曲を伝授し終え、延文元年（1356年）11月6日に孤峰覚明より禅衣を受け禅の道に没入し、世俗を断った（同日、法名を「勝光智」から「光智」に改めた）。持明院統の当主として琵琶の秘曲を伝授する責任を果たし、俗世への未練を払拭した形でのことであった。これには洞院公賢も、「真実無為に入るの御体也。澆季の俗、思食弁ずる条、尤も貴き御事か（本当に仏門に帰依したお姿だ。乱世の俗事を心得られ、なんと尊いことだ）」（『園太暦』延文元年11月17日条）と日記に記している。妃である寿子内親王も直ちに出家し、翌年4月に禅衣を受け、同所にて光厳に仕えていた者のうち、兵衛督局や和気久成も出家した。
南朝の軟禁下にあること5年、延文2年（1357年）2月18日になって光厳は崇光と直仁と共に金剛寺より還京し、光厳は光明のいる深草金剛寿院に入り、崇光は広義門院がいる伏見殿に入った。同月27日には、五山文学僧として名高い中巌円月を招き、光明とともに『大慧普覚禅師語録』の講義を受けた。なお、同月19日に、帰京のお祝いを申し入れるべく近衛道嗣や公賢が参入したが、光厳は会おうとせず参入を禁じたという。しかし3月に入って秀子の父の正親町三条公秀を召し、3月29日に面会。正親町三条公秀は公賢宛の書状にこの日のことを「悲喜の涙に溺るるのほか他無く候ひき（ただただ悲しみと喜びの涙を流すばかりであった）」と記した。
康安2年（1362年）9月、10人余りを引き連れて、法隆寺に参詣した。これに関連して、法皇が大和・紀伊へ行脚に出て、吉野で後村上との再会を果たしたという話が『太平記』・『大乗院日記目録』に見える。この逸話に関して、虚構とする見解と一部は事実であるとする見解がある。虚構とする見解は、光厳と後村上の会話の中で後村上が光厳の出家事情を尋ねているが、光厳が出家した際に後村上は同じ賀名生にいて、それを知らないはずがないであろうという点を根拠に挙げている。一方で深津は、太平記の性質上、記事が全くの虚構であるものはほとんどなく細部が異なっているもの（西園寺公宗の謀反など）が多いので、場所や述懐の内容などは創作で、難波から高野山、吉野を経て、後村上天皇と再会したことは事実であったと推測している。

### 晩年・崩御

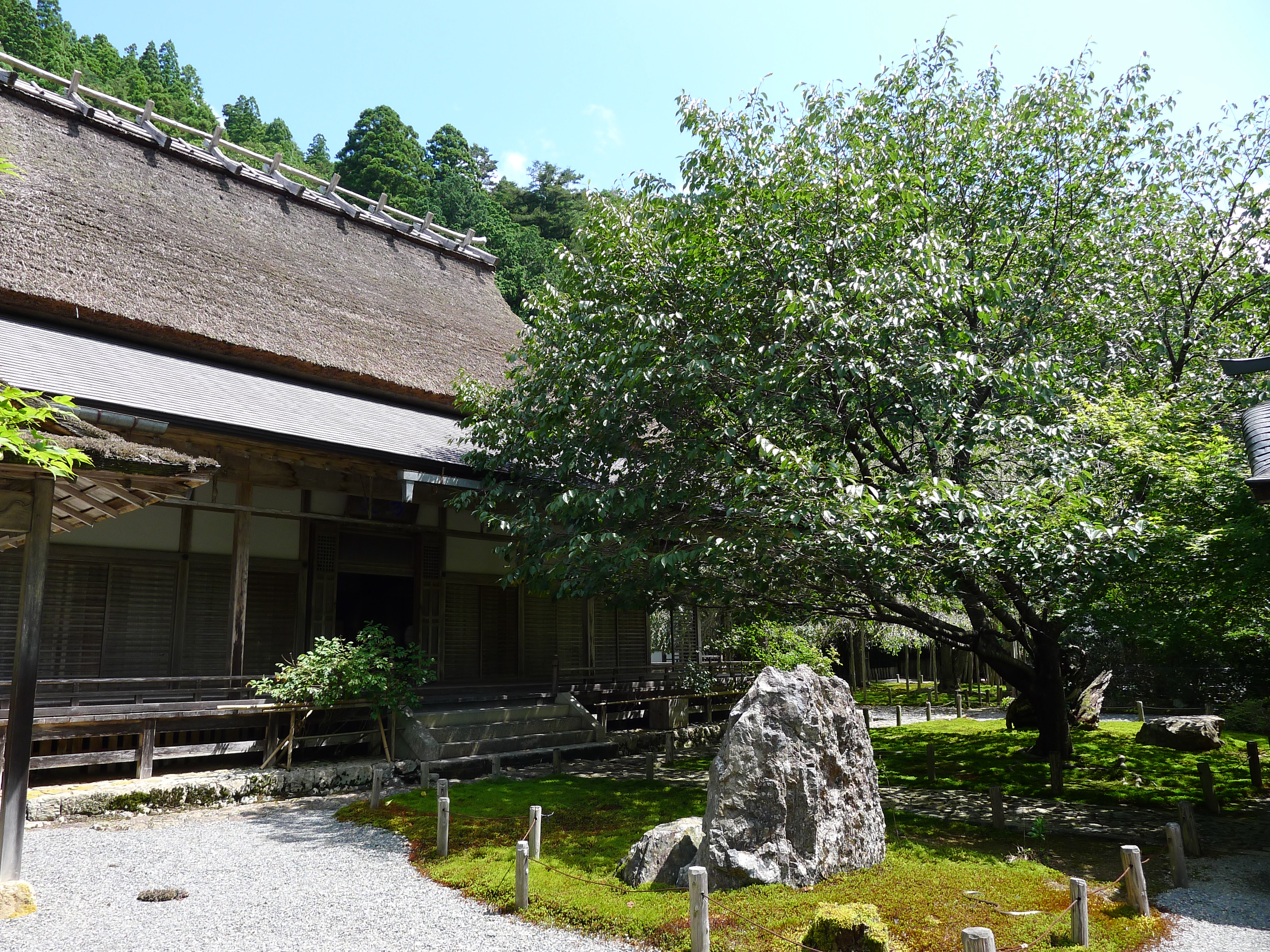
常照皇寺

晩年、光厳は持明院統の相続に関する処分を行った。光厳は、異例の形で即位した後光厳天皇を持明院統の庶流の天皇として、直仁の皇位継承が困難になると改めて崇光を正嫡とし、持明院統の経済的中核であった長講堂領を崇光に譲った。
延文3年（1358年）8月ごろ、後光厳天皇と光厳の仲は頗る悪かったという。両者は勧修寺経顕の諫言によって和解するも、光厳は後光厳の勅撰和歌集で二条派歌風をとる『新千載和歌集』への入集を拒否した。（→#後光厳天皇との関係）
その他の活動としては、四条隆蔭の出家に際して自ら戒師を務めるなどしている。隆蔭は光厳のもっとも信任する側近の一人であり、隆蔭の剃髪直前に光厳は隆蔭を一品に推挙していた。しかし結果的に叙位が叶わなかったために、隆蔭は自発的に剃髪に至った。この出家儀礼には、光厳にとっては来世も隆蔭との主従関係を約束する意味があり、隆蔭にとっては来世でも忠節を誓う意味があったとされる。

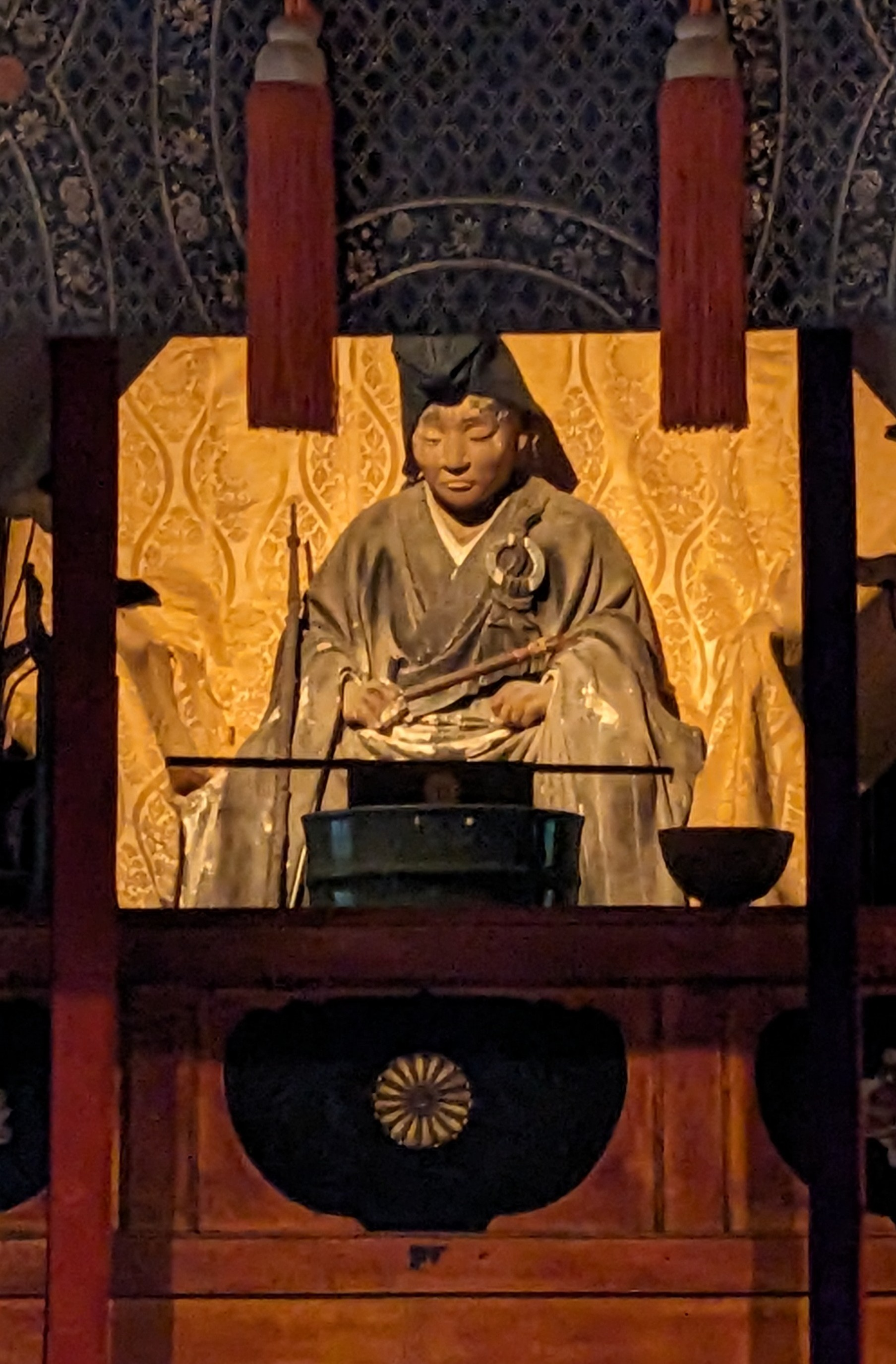
光厳法皇木像

幽閉されていたころより禅に没入していた光厳であったが、貞治2年（1363年）ごろ、丹波国山国荘（現：京都府京都市右京区）の成就寺を常照皇寺に改め、同寺に隠棲するようになった。夢窓の弟子である清渓通徹と共に『碧巌録』を研究しているが、庵を「碧巌」と名付けるほど熱心に研究したという。そして、碧巌録にある次の禅語によって悟りに至った。
| 「          | 猿、子を抱いて帰る青嶂の裏。鳥、花を啣て落つ碧巌の前。 | 」 |
| —『碧巌録』 |                                                        |    |

その際、通徹より僧伽梨を与えられたという。
常照皇寺に入る前の延文3年（1358年）9月に光厳は病によって一度重態になっており、貞治3年（1364年）4月に春屋妙葩へ宛てた書状にて自ら「目の所労以下窮屈、墨蹟いよいよ狼藉過法候」と記すほど衰弱していた。同時期より再三病気になり、その後ものが食べられなくなった。同年6月上旬にも病に罹り、一時回復したが、6月26日に再発し、7月7日、遺誡と遺偈を遺し、午前1時ごろ（丑の刻）、常照皇寺にて崩御した。宝算52。
遺誡には、次のようなことが記されている。

第一条には、
- 人手を煩わせないために、通常の葬儀は行わないこと
- 松柏が自然と生え、風雲が往来するのは大変うれしいので、裏山に埋葬すべきこと
- 山民村童が小塔を作ってくれるのなら、禁止すべきでもないこと
- 皆の労力を省くためならば、火葬もまたよいこと
- 一切の法事は無用であること

第二条には、
- 中陰の仏事は、一箇所に集まって行う必要はないこと
- 仏道修行は全て追善に繋がること
- 堅く仏戒を守る人は、全て私を追福する人であること
- 追善報恩の念があるものは、日常の中で修行を行うことが望ましく、供養はこれで十分であること
- 檀家よりお布施があれば、仏と僧に施し、余ったら寺の経営に回すこと
- 多くの供え物をすることによって、追善報恩をした気になってはいけないこと
- これをよく理解して仏道に励むべきこと

遺偈は次の句であった。
| 「                                    | 有為の報を謝し、無相の衣を披く。経行坐臥、千仏威儀なり。（この世の因縁によってもたらされるすべてに感謝し、悟りに役立つ衣すなわち袈裟を身にまとうならば、日々の修行も行動も、すべての仏たちが行っていた儀に同じである） | 」 |
| —光厳法皇（『本朝歴代法皇外紀』より） | |    |

## 貞和徳政

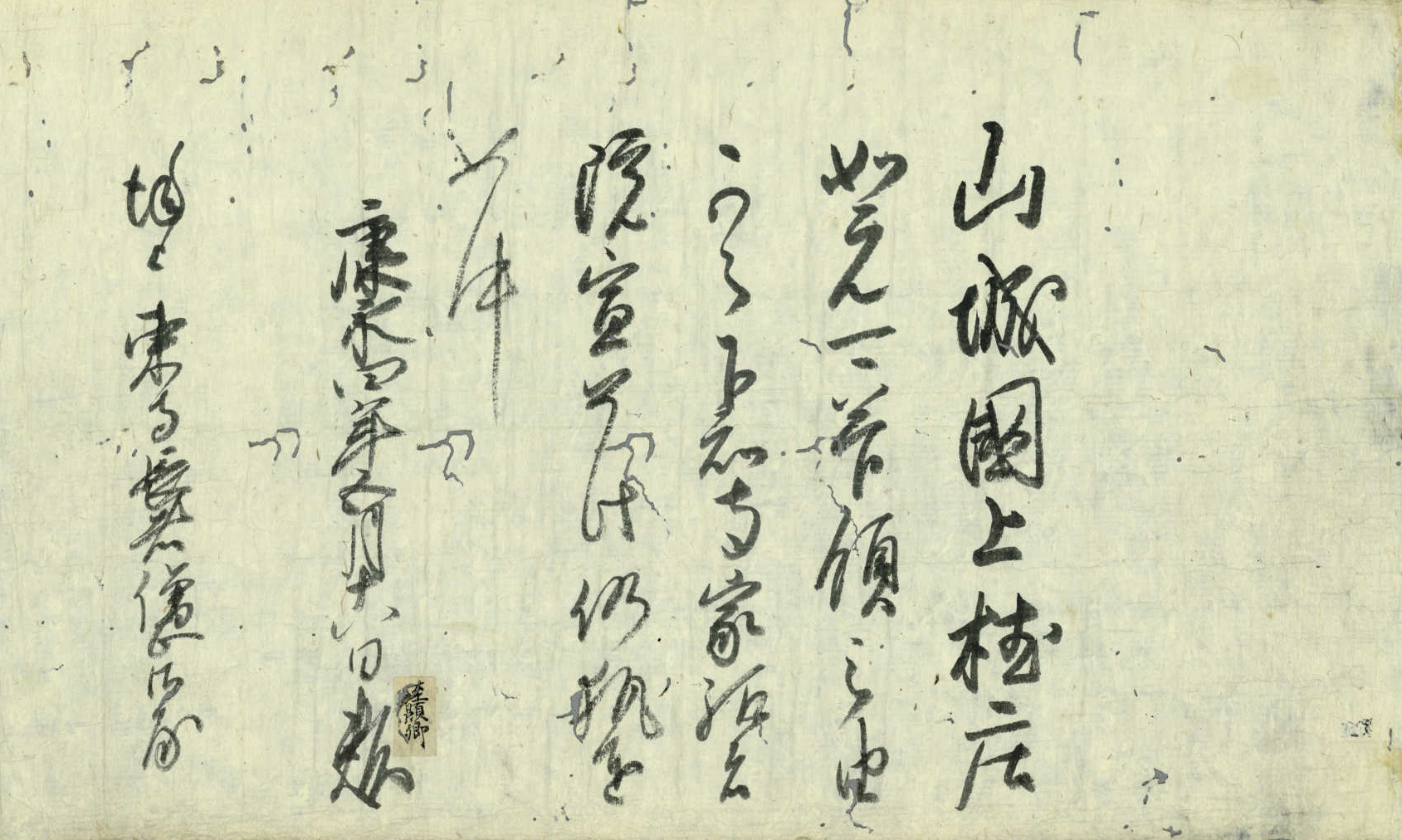
光厳上皇の院宣

延元元年（1336年）6月ごろより、光厳上皇は実質的に治天の君として院政を開始した。光厳院政をはじめとする北朝の政務は、『太平記』に「偏に幼児の乳母を憑が如く、奴とひとしく成り御座す」とあるように、政治的実権や権威を失ったかのように考えられがちである。
しかし、一定の範囲においては、光厳院政は実際に機能しており、種々の制約を受けながらも比較的活況を呈していたとされる。その活況さを示す一例として、光厳上皇が発給した院宣の多さが挙げられている。日本史研究者である森茂暁の研究によれば、年次が推定できる光厳院宣は約350通に及び、15年間に出された数にしては歴代天皇・上皇の中でも上位にランクインされるという。「暦応雑訴法」が制定され、最後となる制符（公家新制）を制定するなど、法令の整備がなされた。
また、光厳の徳政（ここでは単に「良い政治」という意味である）と歩調を合わせ、足利直義が主導する室町幕府でも徳政が行われていた。以下、光厳院政の政治機構、訴訟制度、および室町幕府との関係などを説明する。

### 政治機構
鎌倉期の朝廷の政治機構を継承しており、院評定が最高議決機関に置かれた。院評定は御前評定（最高議決機関）と雑訴評定（訴訟事案を審議する議決機関）に分けられている。雑訴評定の下には文殿が置かれ、訴訟事案の調査や審理が行われた。院執事である洞院公賢と、院執権である勧修寺経顕を筆頭として上皇直属の政務機関である院庁が置かれ、検非違使庁別当である柳原資明・油小路隆蔭・正親町三条実継を筆頭として京都の治安維持を担当とする検非違使庁が置かれた。公武間の交渉は、今出川兼季・今出川実尹・勧修寺経顕を武家執奏とし、高師直・足利直義・足利義詮が幕府における北朝担当者となって行われた。
光厳院政においては、暦応3年5月14日に全19か条の『暦応雑訴法』が制定され、訴訟の条件、審理の手順、審理の定日などが規定された。それによると、御前評定は月1回（毎月1日）、雑訴評定は月3回（7日・17日・27日）、文殿庭中（着座公卿と文殿衆によって構成される、院文殿にて開催された法廷。）は月6回（4日・14日・24日を文殿一番伝奏が担当、9日・19日・29日を文殿二番伝奏が担当）、文殿越訴（判決の過誤に対し救済手続きをする法廷）は月2回（14日・19日）、検非違使庁評定が月6回（3日・8日・13日・18日・23日・28日）開催されることになっており、『師守記』にある数々の記事からこれらの日付を守って評定や庭中が開かれていたことがわかる。特に文殿の活動は活況を呈し、光厳院政はそのピークであり、完成期であったと森は評価している。評定衆、伝奏、文殿衆は以下の通りである。
| 人名               | 官位             | 備考                                       |
| ------------------ | ---------------- | ------------------------------------------ |
| 近衞基嗣           | 従一位前関白     |                                            |
| 一条経通           | 従一位前関白     | 出仕の形跡見えず                           |
| 久我長通           | 従一位前太政大臣 |                                            |
| 洞院公賢           | 従一位前太政大臣 |                                            |
| 勧修寺経顕         | 正二位前権大納言 | 光厳院政を実質的に支えた廷臣の一人         |
| 日野資明           | 正二位前権大納言 | 光厳院政を実質的に支えた廷臣の一人         |
| 葉室長光           | 正二位権中納言   |                                            |
| 油小路隆蔭（四条） | 正二位前権大納言 |                                            |
| 平宗経             | 従二位権中納言   |                                            |
| 高階雅仲           | 従二位非参議     |                                            |
| 中御門経季         | 正三位前参議     |                                            |
| 中御門宣明         | 従二位前中納言   | 貞和5年（1349年）5月1日任命                |
| 二条良基           | 従一位関白       | 貞和3年（1347年）1月14日の御前評定より出仕 |
| 徳大寺公清         | 正二位前内大臣   | 貞和5年（1349年）5月1日任命                |
| 洞院実夏           | 従二位権大納言   | 貞和5年（1349年）5月1日任命                |

| 人名               | 官位             | 備考                                 |
| ------------------ | ---------------- | ------------------------------------ |
| 勧修寺経顕         | 正二位前権大納言 | 文殿一番伝奏                         |
| 日野資明           | 正二位前権大納言 | 文殿二番伝奏                         |
| 葉室長光           | 正二位権中納言   | 文殿二番伝奏                         |
| 油小路隆蔭（四条） | 正二位前権大納言 | 文殿一番伝奏                         |
| 平宗経             | 従二位権中納言   | 文殿一番伝奏                         |
| 高階雅仲           | 従二位非参議     | 文殿一番伝奏                         |
| 中御門経季         | 正三位前参議     | 文殿二番伝奏                         |
| 中御門宣明         | 従二位前中納言   | 康永3年（1344年）4月19日庭中より出仕 |
| 吉田国俊           | 従三位前中納言   | 貞和5年（1349年）4月11日に加えられる |
| 甘露寺藤長         | 従三位前中納言   | 貞和5年（1349年）4月11日に加えられる |

| 人名     | 備考                                     |
| -------- | ---------------------------------------- |
| 清原頼元 |                                          |
| 中原師右 |                                          |
| 中原師利 |                                          |
| 中原師治 |                                          |
| 中原師香 | 康永4年（1345年）2月24日庭中より出仕     |
| 中原師茂 | 貞和2年（1346年）5月1日庭中より出仕      |
| 中原章有 |                                          |
| 中原章香 |                                          |
| 中原章世 |                                          |
| 中原秀清 |                                          |
| 坂上明成 |                                          |
| 坂上清澄 | 暦応2年（1339年）10月26日に文殿初参      |
| 坂上明清 | 康永3年（1344年）4月19日庭中より出仕     |
| 坂上明宗 | 貞和3年（1347年）1月14日御前評定より出仕 |
| 小槻匡遠 |                                          |
| 小槻文明 |                                          |
| 清原宗枝 | 貞和5年（1349年）12月19日に加えられる    |

### 訴訟制度
月6回行われる文殿庭中は、伝奏が番を組んで奉行を勤め、月2回行われる越訴は伝奏のうち勧修寺経顕と葉室長光が担当し、そのもとで文殿衆全員の出席が命じられていた。また、「文殿に下さるる訴陳はまず三十箇日の中、文書を廻覧し、対決の後、五箇日の中勘奏すべき事」と、裁判期限も定められていた。
光厳院政下の北朝に寄せられた訴訟は、次のような手順で進められた。まず、訴人（原告）が挙状（しかるべき人物の推薦状）を通じて申状を評定衆の一人（主に伝奏。先掲の表「光厳院政における伝奏」を参照）に提出する。挙状・申状が持ち込まれた評定衆が雑訴評定にて当該案件を披露すると、提訴が成立する。挙状が持ち込まれた評定衆は担当奉行人となって、問状院宣（論人（被告）に陳状（答弁書）を求める院宣）を執筆し、担当奉行人は文殿を指揮する。訴陳（問答）・対決などの訴訟審理で解決した案件に対しては院宣が出されるが、解決しない案件については文殿の意見を聞く。担当奉行人は「訴状」・「陳状」などの関連文書を一括して文殿に送り、文殿衆（先掲の表「光厳院政における文殿衆」を参照）が文書の廻覧を終えると、「文殿廻文」（召喚状）によって訴人・論人に対決の日を知らせ、庭中の式日に、定められた担当番（4日・14日・24日を文殿一番伝奏が担当、9日・19日・29日を文殿二番伝奏が担当）のもとで両者が対決する。対決が終わると、文殿衆は5日以内に合議結果をまとめて、「文殿注進状」として合議結果を記し、担当奉行人に提出する。担当奉行人は文殿注進状に裏花押を据えて上皇に提出し（上皇に提出される前に御前評定にかけられるものもある）、上皇の裁許を仰ぐ。上皇の裁許が下されると、担当奉行人が裁許を院宣として執筆し（裁許院宣）、文殿注進状とともに裁許院宣が下付された。
このようにして発給された光厳上皇の院宣は、上皇側の貴族が書状（公家施行）を出して室町幕府に遵行（ここでは、所領の紛争に関する院宣を実行すること）を依頼し、幕府の支配機構を通して施行された。森は、このような、光厳の勅裁が幕府に伝達されて、幕府の支配機構を通して光厳の決定が執行される「遵行移管」が円滑に遂行されていたため、北朝（光厳院政）は王朝政権の面目を一応保っていたとしている。なお、公家施行を受けて、幕府側の北朝担当者（前期）である高師直は「引付頭人奉書」によって院宣の遵行を命じ、同じく足利直義（後期）は「院宣一見状」によって院宣の遵行を命じていたが、高師直の「引付頭人奉書」は直義の「院宣一見状」と異なり、武力による強制力を持っていた。
- 「伝源頼朝像」一説には足利直義像とも。
- 伝足利尊氏像とされる「騎馬武者像」。

### 室町幕府との関係・公武徳政

#### 室町幕府との関係
森によれば、光厳院政期は、室町幕府にとっては開創期にあたり幕府の支配機構は不安定であったという。そのため幕府は、王朝政権の維持・存続を積極的に容認せざるを得ず、北朝はこのような幕府の事情を背景にして、朝廷における訴訟制度の整備をすることができたという。また、幕府も北朝に対して一定の口入をしたが、観応の擾乱以前における幕府の北朝に対する申し入れは比較的に控えめであったとしている。

#### 室町幕府との公武徳政
光厳院政期においては、朝廷を主導する光厳と室町幕府を主導する直義との間で、協調して徳政が行われていた。貞和2年（1346年）12月15日に光厳は倹約を命じる新制（最後の公家新制にあたる）を発布し、翌3年2月には院政の実務を支えるスタッフに「政道興行」を精励するなどしたが、それと連動して室町幕府でも多くの追加法を裁定した。また、康永元年（1342年）7月には、幕府の要請によって光厳のもとで物価統制の法が審議されている。こうした公武間の徳政の背景には、頻発する災害や天変地異に対応した撫民政策としての側面があったと田中は指摘している。

## 直仁親王について

### 出生の真実

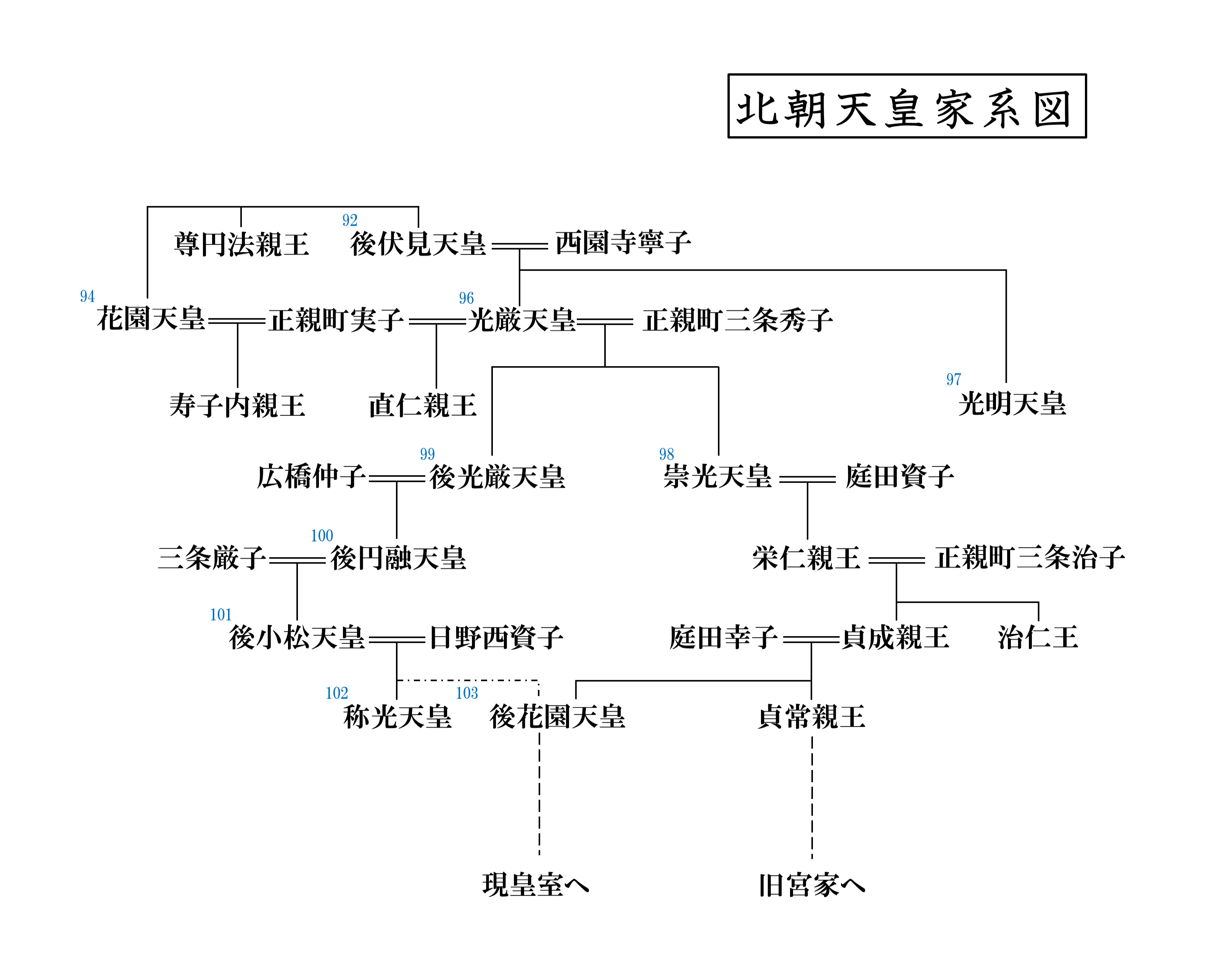
北朝天皇家系図

花園法皇の皇子とされる直仁親王は、光厳上皇と正親町実子（宣光門院）との間にできた皇子であるとされる。光厳は自ら執筆した興仁親王（後の崇光天皇）宛の置文（『光厳院宸翰御置文』〈鳩居堂所蔵〉、康永2年4月13日付。）において、「直仁親王は花園法皇の子だと皆が言っている。しかし、それは違う。もとは私の実子である。さる建武2年5月まだ宣光門院が懐妊する前に、春日大明神のお告げがあり、その霊験によって出生したのである。その子細は私と宣光門院以外には誰も知らないことである」と記していた。
この記述について、花園法皇に対する報恩として直仁親王を持明院統の正嫡とするために設定された秘密であるという赤松俊秀の説があった。しかし、「田中本帝系図」において直仁親王が光厳の第二皇子とされていること、この置文が天照大神などの神々を引いた真剣な誓言であることを、『光厳院御集全釈』(岩佐 2000)の著者で、国文学者である岩佐美代子が指摘し、置文にある件の記述は真実であるとしている 。この見解には、飯倉や深津も賛同した。

### 宣光門院の立場
宣光門院（正親町実子）は花園の寵愛を受けており、この場合光厳が花園の妃を寝取ったことになるが、懐妊時点で実子は女院宣下を受けておらず、岩佐によれば、花園の寵妃であるが正規の后妃ではない、すなわち花園のみならず光厳の寵をも受けて差し支えない女房待遇であった 。岩佐は、光厳廃位によって逼塞していた持明院殿の生活において、六波羅攻防戦のなかただ一人花園に従っていた実子が失意の花園と光厳を慰めたと推測している。
同様の立場に、実子の姉である正親町守子がいる。守子は、伏見院と後伏見院とから寵愛を受け、両上皇の皇子女を授かった。花園も心惹かれていたという。また大覚寺統においても亀山院と後宇多院とから寵愛を受けた五辻忠子が知られ、鎌倉時代後期の後宮においては同様の例がいくつも見られる。このことから深津は、光厳が花園の寵愛深い女性と関係を持ったことはそれほど意外なことではないとしている。

### 直仁親王の立太子
先述の置文や、宮内庁書陵部所蔵の興仁親王（後の崇光天皇）に授けた置文（『光厳院御文類』宮内庁書陵部所蔵）にて、直仁親王が皇位継承し、持明院統の嫡流になることが定められ、崇光天皇践祚と同時に直仁親王は皇太弟となった。
直仁親王の皇位継承を計画した光厳の思惑については意見が分かれている。主なものには、赤松や岩佐などの、花園に対する報恩であるという説（光厳は幼少期に花園から帝王教育を施されていた） 、家永の、足利将軍家との縁戚関係を利用しようとした説（実子の兄の正親町公蔭は、足利尊氏正室の赤橋登子の姉妹である種子を妻に持つ）などがある。深津は、花園への報恩説を支持し、光厳は、後伏見の子孫への皇位継承を厳命する祖父伏見院の指示を守りつつ、花園への報恩を行うために、血統上は光厳の皇子であり、表面上は花園の皇子である直仁親王を利用したとしている。
なお、光厳は、興仁践祚および直仁立太子に先立って花園法皇の御所に御幸し皇位継承の相談をしたが、深津はこの際に花園が直仁親王出生の真実を知った上で了承したとしている。

## 伏見宮との関係
光厳は、持明院統の正嫡として直仁親王を指名していたが、正平の一統の結果直仁親王の皇位継承が困難となり、光厳が直仁親王を正嫡とした置文は無効となった。そこで光厳が改めて正嫡に定めたのが、光厳の第一皇子崇光上皇である。以降、光厳は崇光上皇の系統への皇位継承に執念を燃やすようになる。崇光の皇子である伏見宮栄仁親王を祖とし、崇光の直系の子孫に当たるのが伏見宮である。

### 所領
光厳は晩年に次のような処分を置文で定めた。

1. 長講堂領・法金剛院領（持明院統の所領群）は、崇光の皇子栄仁親王が践祚した場合は、崇光より直ちに親王が相続すること[379]
2. 栄仁親王が践祚しない場合は、後光厳天皇が相続すること[379]
3. 将来的に崇光院流皇統（崇光天皇の子孫）と後光厳院流皇統（後光厳天皇の子孫）の両統迭立になる場合は、嫡流であるため崇光の子孫が相続すること[379]

後崇光院がしたためた『椿葉記』によれば、光厳は崇光院流皇統への皇位継承を本望としていた。しかし、結果的に栄仁親王は践祚せず後光厳天皇の子孫が皇位継承していったがために、この置文に基づいて、崇光上皇の崩御後に長講堂領や法金剛院領、さらに熱田社領や播磨国衙領（すなわち、ほぼ全ての持明院統の所領）までもが後小松天皇に没収されてしまった。
しかし、光厳は次のような処分も置文で定めていた。

- 伏見御領は、長講堂領と分け、大光明寺に寄進した上で崇光上皇の子孫が相続すること
- 直仁親王が所有している室町院領は、直仁親王の没後に崇光上皇の子孫が相続すること

その後、伏見御領までも足利義満に没収されてしまったが、室町院領が伏見宮に譲与され、義満の没後にこの置文に基づいて伏見御領も返却された。特に伏見御領に関する光厳の取り決めは、伏見御領を伏見宮に留まらせた点で重要であり、日本中世史研究者である秦野裕介は「この置文がなければ崇光の子孫（＝伏見宮家）はあっさり断絶していたかもしれない」と評価し、飯倉もその先見の明を評価している。ただし、伏見宮家を相続した貞成親王（栄仁親王の子）は、直仁親王個人が所有していた所領についても「室町院領の一部」であると称して、親王の子女から取り上げようとしたことから後日紛争を生じさせている。もっとも、直仁親王の子女は全て出家させられていたために子孫が存在せず、彼らの死と共に貞成の事実上の勝利に終わり、直仁親王の全所領が伏見宮家に渡ることになった。

### 記録類
『仙洞御文書目録』や『即成院預置御文書目録』などの史料から、光厳は持明院統に伝わっていた記録類の全てを崇光上皇に譲ったと見られる。それらは、明治時代に至るまで伏見宮に継承されていった。なお、これらの持明院統の記録類は、光厳が拉致直前に仙洞御所であった持明院殿より洞院公賢などに預けていたものであるが、この光厳の行動に関して岩佐は、「宸翰類はじめ持明院統関係の貴重資料多数が現代に残るのは、この緊急時における院（＝光厳）の冷静な判断によるところが大きい」と評価している。また、後花園天皇の治世下、伏見宮貞成親王より『誡太子書』を献上されているが、秦野は、これが後花園天皇の君徳涵養に役立ったとした上で、光厳がそれらの記録類を崇光の子孫すなわち伏見宮に継承させていたことが、ここに来て大きな意味を持ったと評価している。

### 家業
伏見宮は琵琶を伝統の家業としており、貞常親王の代まで秘曲伝授が行われてきたが、これも光厳が在俗最後の事業として崇光に伝授したものである。なお、光厳が属し主導していた京極派歌壇は、観応の擾乱以降壊滅してしまったものの、伏見宮家にて編まれた『菊葉和歌集』にて栄仁親王や治仁王の御歌に京極派の特徴が見られ、初期の伏見宮家においては京極派の特徴を有する和歌が詠まれていたとされる。もっとも、京極派の特徴を有する和歌は詠まれず途絶えてしまった。

## 歴代天皇からの除外
明治時代までは、後小松上皇が編纂させた『本朝皇胤紹運録』に基づく歴代天皇の代数が用いられ、光厳天皇（光厳院）は96代天皇とされてきた。しかし、光厳天皇までも偽物の三種の神器を継承した（明らかな誤謬である）とする『大日本史』が、三種の神器が偽物であるという理由を以って北朝を歴代から除外し、明治時代に南北朝正閏問題が盛んに議論されると、明治天皇が曖昧な形であるが南朝が正統であるという勅裁を下す。こうして光厳天皇も含め北朝の天皇は、『皇統譜』より除外されることになり、光厳天皇は歴代天皇ではなく北朝初代天皇（北朝第一代）とされるようになった。

なお、歴代天皇から除外された北朝の天皇の皇位について、1911年時点の文部省は「光厳院は御追号なり。光厳天皇と称することあれどもこれ嘗て皇位に即き給ひしとの意にあらず、一の尊称として申すなり。かかる尊称としては文武天皇の御父草壁皇子を岡宮天皇と称し、光格天皇の御父典仁親王を慶光天皇と称する等の例あり。本科書には光厳院に関し御歴代の天皇と区別するが為に、御追号のままを記せり。足利氏の擁立せる光明院等亦同じ」との見解を示していた。

### 本朝皇胤紹運録による系図
| 【持明院統】 〔北朝〕             | 【持明院統】 〔北朝〕             | 【持明院統】 〔北朝〕             | 【持明院統】 〔北朝〕             | 【持明院統】 〔北朝〕             | 【持明院統】 〔北朝〕             |  |  |              |              |              |              |              |              |  |  |                                 |                                 |                                 |                                 |                                 |                                 |  |  |  |  |                       |                       |                       |                       |                       |                       |  |  | 【大覚寺統】 〔南朝〕   | 【大覚寺統】 〔南朝〕   | 【大覚寺統】 〔南朝〕   | 【大覚寺統】 〔南朝〕   | 【大覚寺統】 〔南朝〕   | 【大覚寺統】 〔南朝〕   |  |  |                         |                         |                         |                         |                         |                         |  |  |  |  |  |  |  |  |  |  |  |  |  |  |  |  |  |  |  |  |  |  |  |  |
| 【持明院統】 〔北朝〕             | 【持明院統】 〔北朝〕             | 【持明院統】 〔北朝〕             | 【持明院統】 〔北朝〕             | 【持明院統】 〔北朝〕             | 【持明院統】 〔北朝〕             |  |  |              |              |              |              |              |              |  |  |                                 |                                 |                                 |                                 |                                 |                                 |  |  |  |  |                       |                       |                       |                       |                       |                       |  |  | 【大覚寺統】 〔南朝〕   | 【大覚寺統】 〔南朝〕   | 【大覚寺統】 〔南朝〕   | 【大覚寺統】 〔南朝〕   | 【大覚寺統】 〔南朝〕   | 【大覚寺統】 〔南朝〕   |  |  |                         |                         |                         |                         |                         |                         |  |  |  |  |  |  |  |  |  |  |  |  |  |  |  |  |  |  |  |  |  |  |  |  |
|                                   |                                   |                                   |                                   |                                   |                                   |  |  |              |              |              |              |              |              |  |  |                                 |                                 |                                 |                                 |                                 |                                 |  |  |  |  |                       |                       |                       |                       |                       |                       |  |  | 95 後醍醐天皇           |                         |                         |                         |                         |                         |  |  |                         |                         |                         |                         |                         |                         |  |  |  |  |  |  |  |  |  |  |  |  |  |  |  |  |  |  |  |  |  |  |  |  |
|                                   |                                   |                                   |                                   |                                   |                                   |  |  |              |              |              |              |              |              |  |  |                                 |                                 |                                 |                                 |                                 |                                 |  |  |  |  |                       |                       |                       |                       |                       |                       |  |  |                         |                         |                         |                         |                         |                         |  |  |                         |                         |                         |                         |                         |                         |  |  |  |  |  |  |  |  |  |  |  |  |  |  |  |  |  |  |  |  |  |  |  |  |
|                                   |                                   |                                   |                                   |                                   |                                   |  |  |              |              |              |              |              |              |  |  |                                 |                                 |                                 |                                 |                                 |                                 |  |  |  |  |                       |                       |                       |                       |                       |                       |  |  |                         |                         |                         |                         |                         |                         |  |  |                         |                         |                         |                         |                         |                         |  |  |  |  |  |  |  |  |  |  |  |  |  |  |  |  |  |  |  |  |  |  |  |  |
| 96 光厳天皇                       | 96 光厳天皇                       | 96 光厳天皇                       | 96 光厳天皇                       | 96 光厳天皇                       | 96 光厳天皇                       |  |  | 97 光明天皇  | 97 光明天皇  | 97 光明天皇  | 97 光明天皇  | 97 光明天皇  | 97 光明天皇  |  |  |                                 |                                 |                                 |                                 |                                 |                                 |  |  |  |  |                       |                       |                       |                       |                       |                       |  |  | 後村上天皇 義良親王     | 後村上天皇 義良親王     | 後村上天皇 義良親王     | 後村上天皇 義良親王     | 後村上天皇 義良親王     | 後村上天皇 義良親王     |  |  |                         |                         |                         |                         |                         |                         |  |  |  |  |  |  |  |  |  |  |  |  |  |  |  |  |  |  |  |  |  |  |  |  |
| 96 光厳天皇                       | 96 光厳天皇                       | 96 光厳天皇                       | 96 光厳天皇                       | 96 光厳天皇                       | 96 光厳天皇                       |  |  | 97 光明天皇  | 97 光明天皇  | 97 光明天皇  | 97 光明天皇  | 97 光明天皇  | 97 光明天皇  |  |  |                                 |                                 |                                 |                                 |                                 |                                 |  |  |  |  |                       |                       |                       |                       |                       |                       |  |  | 後村上天皇 義良親王     | 後村上天皇 義良親王     | 後村上天皇 義良親王     | 後村上天皇 義良親王     | 後村上天皇 義良親王     | 後村上天皇 義良親王     |  |  |                         |                         |                         |                         |                         |                         |  |  |  |  |  |  |  |  |  |  |  |  |  |  |  |  |  |  |  |  |  |  |  |  |
|                                   |                                   |                                   |                                   |                                   |                                   |  |  |              |              |              |              |              |              |  |  |                                 |                                 |                                 |                                 |                                 |                                 |  |  |  |  |                       |                       |                       |                       |                       |                       |  |  |                         |                         |                         |                         |                         |                         |  |  |                         |                         |                         |                         |                         |                         |  |  |  |  |  |  |  |  |  |  |  |  |  |  |  |  |  |  |  |  |  |  |  |  |
| 99 後光厳天皇                     | 99 後光厳天皇                     | 99 後光厳天皇                     | 99 後光厳天皇                     | 99 後光厳天皇                     | 99 後光厳天皇                     |  |  |              |              |              |              |              |              |  |  | 98 崇光天皇                     | 98 崇光天皇                     | 98 崇光天皇                     | 98 崇光天皇                     | 98 崇光天皇                     | 98 崇光天皇                     |  |  |  |  | 長慶天皇 寛成親王     | 長慶天皇 寛成親王     | 長慶天皇 寛成親王     | 長慶天皇 寛成親王     | 長慶天皇 寛成親王     | 長慶天皇 寛成親王     |  |  | 後亀山天皇 熙成王       | 後亀山天皇 熙成王       | 後亀山天皇 熙成王       | 後亀山天皇 熙成王       | 後亀山天皇 熙成王       | 後亀山天皇 熙成王       |  |  | 惟成親王 〔護聖院宮家〕 | 惟成親王 〔護聖院宮家〕 | 惟成親王 〔護聖院宮家〕 | 惟成親王 〔護聖院宮家〕 | 惟成親王 〔護聖院宮家〕 | 惟成親王 〔護聖院宮家〕 |  |  |  |  |  |  |  |  |  |  |  |  |  |  |  |  |  |  |  |  |  |  |  |  |
| 99 後光厳天皇                     | 99 後光厳天皇                     | 99 後光厳天皇                     | 99 後光厳天皇                     | 99 後光厳天皇                     | 99 後光厳天皇                     |  |  |              |              |              |              |              |              |  |  | 98 崇光天皇                     | 98 崇光天皇                     | 98 崇光天皇                     | 98 崇光天皇                     | 98 崇光天皇                     | 98 崇光天皇                     |  |  |  |  | 長慶天皇 寛成親王     | 長慶天皇 寛成親王     | 長慶天皇 寛成親王     | 長慶天皇 寛成親王     | 長慶天皇 寛成親王     | 長慶天皇 寛成親王     |  |  | 後亀山天皇 熙成王       | 後亀山天皇 熙成王       | 後亀山天皇 熙成王       | 後亀山天皇 熙成王       | 後亀山天皇 熙成王       | 後亀山天皇 熙成王       |  |  | 惟成親王 〔護聖院宮家〕 | 惟成親王 〔護聖院宮家〕 | 惟成親王 〔護聖院宮家〕 | 惟成親王 〔護聖院宮家〕 | 惟成親王 〔護聖院宮家〕 | 惟成親王 〔護聖院宮家〕 |  |  |  |  |  |  |  |  |  |  |  |  |  |  |  |  |  |  |  |  |  |  |  |  |
| 100 後円融天皇                    | 100 後円融天皇                    | 100 後円融天皇                    | 100 後円融天皇                    | 100 後円融天皇                    | 100 後円融天皇                    |  |  |              |              |              |              |              |              |  |  | (伏見宮)栄仁親王 （初代伏見宮） | (伏見宮)栄仁親王 （初代伏見宮） | (伏見宮)栄仁親王 （初代伏見宮） | (伏見宮)栄仁親王 （初代伏見宮） | (伏見宮)栄仁親王 （初代伏見宮） | (伏見宮)栄仁親王 （初代伏見宮） |  |  |  |  | （不詳） 〔玉川宮家〕 | （不詳） 〔玉川宮家〕 | （不詳） 〔玉川宮家〕 | （不詳） 〔玉川宮家〕 | （不詳） 〔玉川宮家〕 | （不詳） 〔玉川宮家〕 |  |  | 小倉宮恒敦 〔小倉宮家〕 | 小倉宮恒敦 〔小倉宮家〕 | 小倉宮恒敦 〔小倉宮家〕 | 小倉宮恒敦 〔小倉宮家〕 | 小倉宮恒敦 〔小倉宮家〕 | 小倉宮恒敦 〔小倉宮家〕 |  |  |                         |                         |                         |                         |                         |                         |  |  |  |  |  |  |  |  |  |  |  |  |  |  |  |  |  |  |  |  |  |  |  |  |
| 100 後円融天皇                    | 100 後円融天皇                    | 100 後円融天皇                    | 100 後円融天皇                    | 100 後円融天皇                    | 100 後円融天皇                    |  |  |              |              |              |              |              |              |  |  | (伏見宮)栄仁親王 （初代伏見宮） | (伏見宮)栄仁親王 （初代伏見宮） | (伏見宮)栄仁親王 （初代伏見宮） | (伏見宮)栄仁親王 （初代伏見宮） | (伏見宮)栄仁親王 （初代伏見宮） | (伏見宮)栄仁親王 （初代伏見宮） |  |  |  |  | （不詳） 〔玉川宮家〕 | （不詳） 〔玉川宮家〕 | （不詳） 〔玉川宮家〕 | （不詳） 〔玉川宮家〕 | （不詳） 〔玉川宮家〕 | （不詳） 〔玉川宮家〕 |  |  | 小倉宮恒敦 〔小倉宮家〕 | 小倉宮恒敦 〔小倉宮家〕 | 小倉宮恒敦 〔小倉宮家〕 | 小倉宮恒敦 〔小倉宮家〕 | 小倉宮恒敦 〔小倉宮家〕 | 小倉宮恒敦 〔小倉宮家〕 |  |  |                         |                         |                         |                         |                         |                         |  |  |  |  |  |  |  |  |  |  |  |  |  |  |  |  |  |  |  |  |  |  |  |  |
| 101 後小松天皇                    | 101 後小松天皇                    | 101 後小松天皇                    | 101 後小松天皇                    | 101 後小松天皇                    | 101 後小松天皇                    |  |  |              |              |              |              |              |              |  |  | (伏見宮)貞成親王 （後崇光院）   | (伏見宮)貞成親王 （後崇光院）   | (伏見宮)貞成親王 （後崇光院）   | (伏見宮)貞成親王 （後崇光院）   | (伏見宮)貞成親王 （後崇光院）   | (伏見宮)貞成親王 （後崇光院）   |  |  |  |  |                       |                       |                       |                       |                       |                       |  |  |                         |                         |                         |                         |                         |                         |  |  |                         |                         |                         |                         |                         |                         |  |  |  |  |  |  |  |  |  |  |  |  |  |  |  |  |  |  |  |  |  |  |  |  |
| 101 後小松天皇                    | 101 後小松天皇                    | 101 後小松天皇                    | 101 後小松天皇                    | 101 後小松天皇                    | 101 後小松天皇                    |  |  |              |              |              |              |              |              |  |  | (伏見宮)貞成親王 （後崇光院）   | (伏見宮)貞成親王 （後崇光院）   | (伏見宮)貞成親王 （後崇光院）   | (伏見宮)貞成親王 （後崇光院）   | (伏見宮)貞成親王 （後崇光院）   | (伏見宮)貞成親王 （後崇光院）   |  |  |  |  |                       |                       |                       |                       |                       |                       |  |  |                         |                         |                         |                         |                         |                         |  |  |                         |                         |                         |                         |                         |                         |  |  |  |  |  |  |  |  |  |  |  |  |  |  |  |  |  |  |  |  |  |  |  |  |
|                                   |                                   |                                   |                                   |                                   |                                   |  |  |              |              |              |              |              |              |  |  |                                 |                                 |                                 |                                 |                                 |                                 |  |  |  |  |                       |                       |                       |                       |                       |                       |  |  |                         |                         |                         |                         |                         |                         |  |  |                         |                         |                         |                         |                         |                         |  |  |  |  |  |  |  |  |  |  |  |  |  |  |  |  |  |  |  |  |  |  |  |  |
| 103 後花園天皇 (貞成親王第一王子) | 103 後花園天皇 (貞成親王第一王子) | 103 後花園天皇 (貞成親王第一王子) | 103 後花園天皇 (貞成親王第一王子) | 103 後花園天皇 (貞成親王第一王子) | 103 後花園天皇 (貞成親王第一王子) |  |  | 102 称光天皇 | 102 称光天皇 | 102 称光天皇 | 102 称光天皇 | 102 称光天皇 | 102 称光天皇 |  |  | 貞常親王 〔伏見宮家〕           | 貞常親王 〔伏見宮家〕           | 貞常親王 〔伏見宮家〕           | 貞常親王 〔伏見宮家〕           | 貞常親王 〔伏見宮家〕           | 貞常親王 〔伏見宮家〕           |  |  |  |  |                       |                       |                       |                       |                       |                       |  |  |                         |                         |                         |                         |                         |                         |  |  |                         |                         |                         |                         |                         |                         |  |  |  |  |  |  |  |  |  |  |  |  |  |  |  |  |  |  |  |  |  |  |  |  |
| 103 後花園天皇 (貞成親王第一王子) | 103 後花園天皇 (貞成親王第一王子) | 103 後花園天皇 (貞成親王第一王子) | 103 後花園天皇 (貞成親王第一王子) | 103 後花園天皇 (貞成親王第一王子) | 103 後花園天皇 (貞成親王第一王子) |  |  | 102 称光天皇 | 102 称光天皇 | 102 称光天皇 | 102 称光天皇 | 102 称光天皇 | 102 称光天皇 |  |  | 貞常親王 〔伏見宮家〕           | 貞常親王 〔伏見宮家〕           | 貞常親王 〔伏見宮家〕           | 貞常親王 〔伏見宮家〕           | 貞常親王 〔伏見宮家〕           | 貞常親王 〔伏見宮家〕           |  |  |  |  |                       |                       |                       |                       |                       |                       |  |  |                         |                         |                         |                         |                         |                         |  |  |                         |                         |                         |                         |                         |                         |  |  |  |  |  |  |  |  |  |  |  |  |  |  |  |  |  |  |  |  |  |  |  |  |

## 人物

### 人間関係

#### 花園天皇との関係
花園が崩御した際は、光厳は直ちに花園の御所に駆けつけ、錫紵を着け、本来は三か月のところ特別に五か月の服喪を行い、その死を深く悼んだ（当初光厳上皇は花園を実父と見なして喪に服そうと考えたが、すでに後伏見崩御の際にその礼を行っているという反対のため、断念したという）。花園の七回忌には、「法華経要文和歌」を作成している。また、常照皇寺にある光厳法皇の木像の胎内には、花園の遺骨の一部が納められているという。
岩佐美代子は、花園がしたためた『風雅和歌集』真名序にある、光厳の治世に関する次の文言は、花園から光厳への予祝であると考えている。

#### 光明天皇との関係

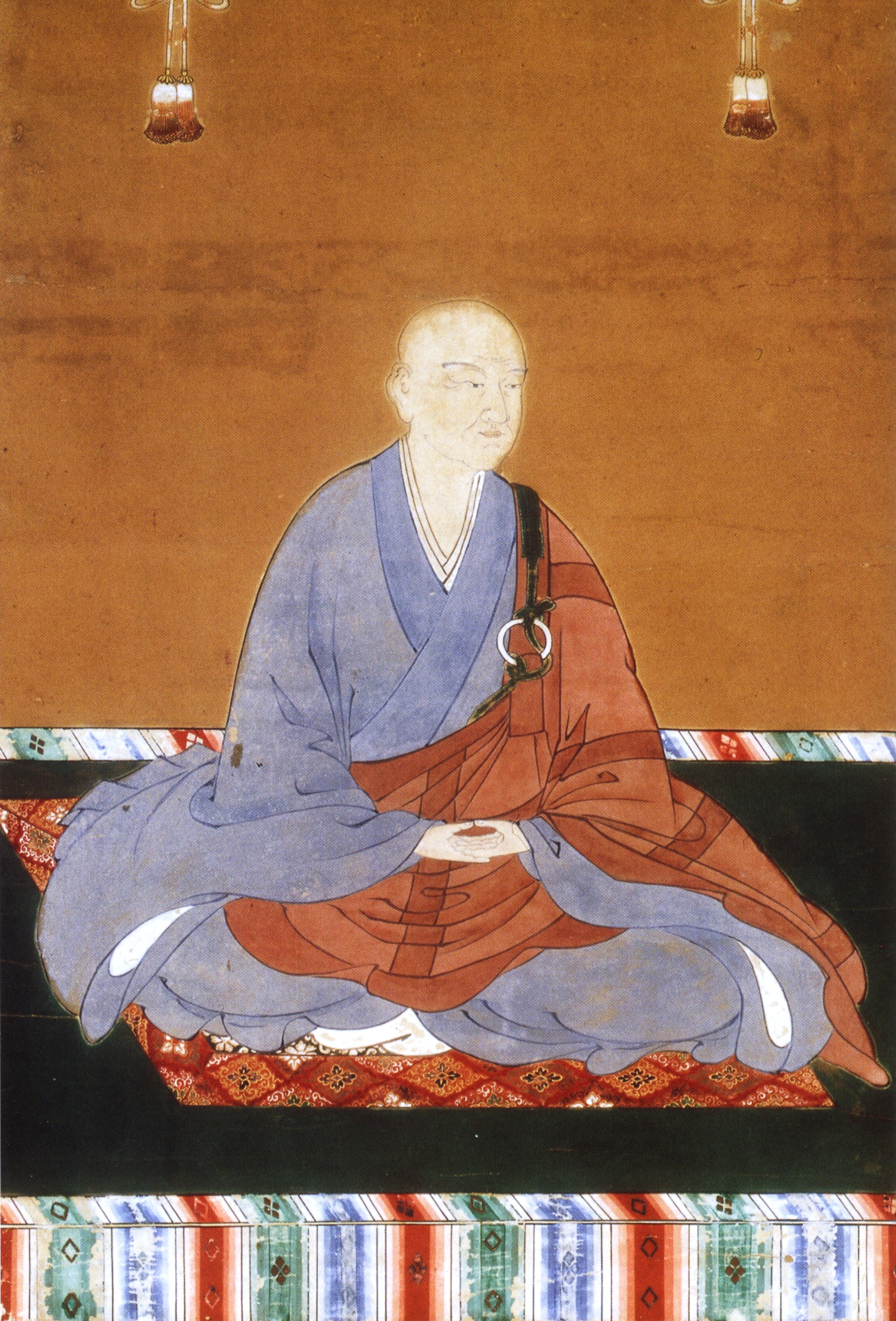
光明天皇

光厳の弟である光明天皇は、光厳と行動をともにすることが多く、一緒にいることを好んでいたようである。光明は基本的に、政治以下皇位継承に至るまで、全て光厳上皇の決定に従っていた 。光厳法皇の崩御時には、光明法皇も葬儀に駆けつけたという。

#### 後光厳天皇との関係

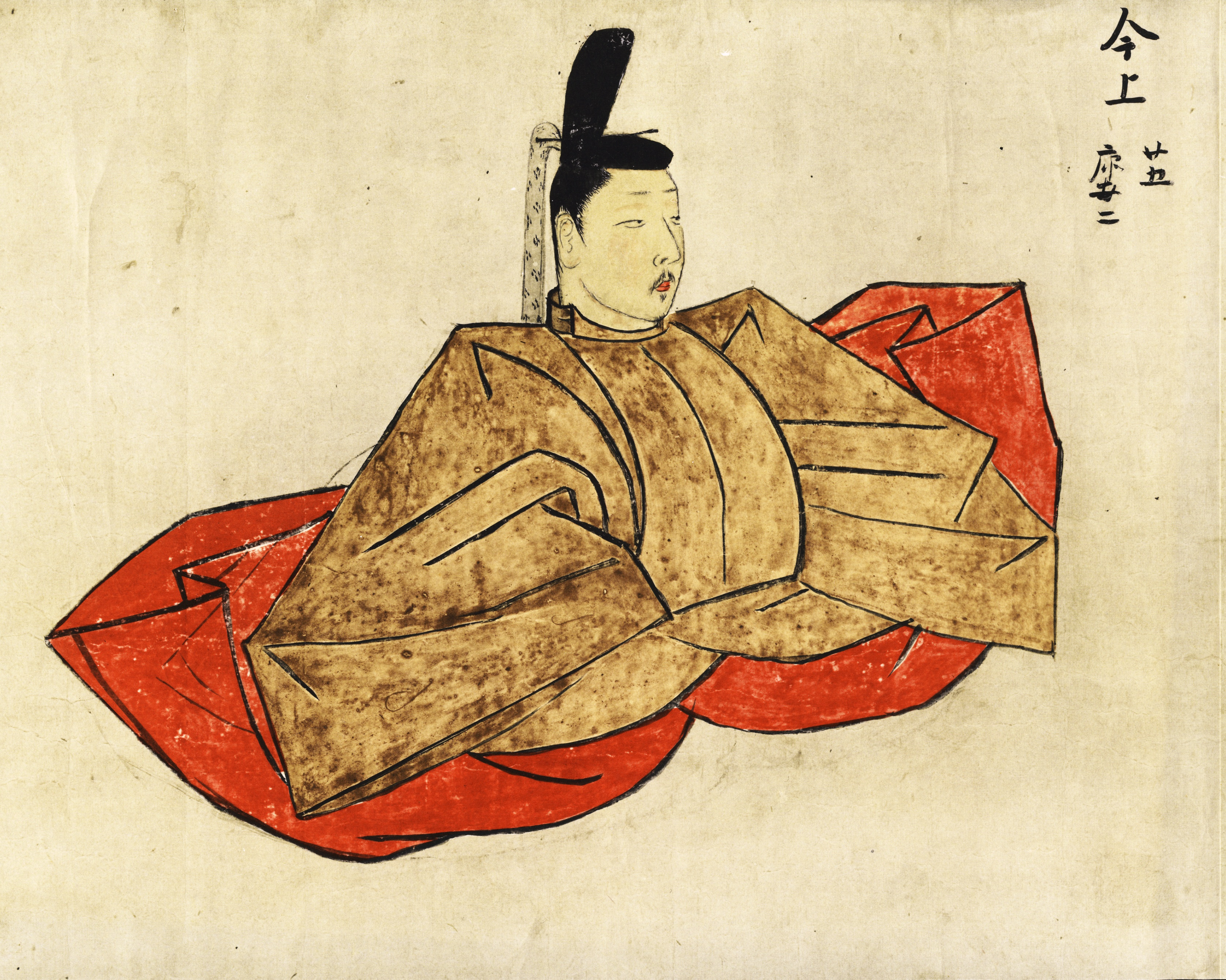
後光厳天皇

光厳上皇は、直仁親王の系統に皇統を一本化しようとしていたため、第二皇子（直仁親王を含めれば第三皇子）の弥仁王を妙法院に入れていた。ところが、正平一統後の三上皇及び廃太子直仁親王の拉致によって、急遽弥仁王が践祚した（後光厳天皇）。当初、光厳はこの践祚計画に反発しており、最終的にはこの計画が原因となって出家するまでに至った。さらに、文和5年（1356年）に至っても、光厳の逆鱗は解けていなかった。光厳がここまで後光厳の践祚に反発した理由はいくつか挙げられる。家永遵嗣は、後光厳が光厳の意思に背く形で践祚したことに求めている。一方で深津は、かえって正統を装う必要のある後光厳が周囲の強い勧めでしぶしぶ琵琶の習得を始めたのにもかかわらず早々に笙に切り替えたこと、二条良基の勧めで京極派を捨てて二条派歌風に切り替えたことが関係悪化の原因になったと見ている。そして、光厳は崇光を持明院統の正嫡と定め、崇光の系統への皇位継承を本望とし、持明院統の経済的中核であった長講堂領を崇光上皇に譲った。

ところが、晩年には後光厳の皇統への皇位継承を容認する素振りを見せていた。最晩年の貞治2年（1363年）に長講堂領や法金剛院領の伝領について、崇光の栄仁親王が皇位継承する場合、もしくは後光厳との両統迭立の場合は崇光の子孫が相続し、後光厳の子孫が皇位継承する場合は後光厳の子孫が相続するという処分を定めた。家永はこれを後光厳天皇に有利な処分と見ている。また、後光厳の勅撰和歌集で二条派歌風を採る『新千載和歌集』への入集を光厳は拒絶していたが、最終的には20首入集している。
貞治2年（1364年）に光厳が崩御すると、後光厳は悲嘆甚だしく、諒闇を行いこれを弔った。1372年8月（応安5年7月）に、大光明寺にて行われた光厳の年忌法要では、兄であり皇位継承争いで対立していた崇光上皇と共に、光厳の肖像に焼香を捧げている。

#### 後醍醐天皇との関係

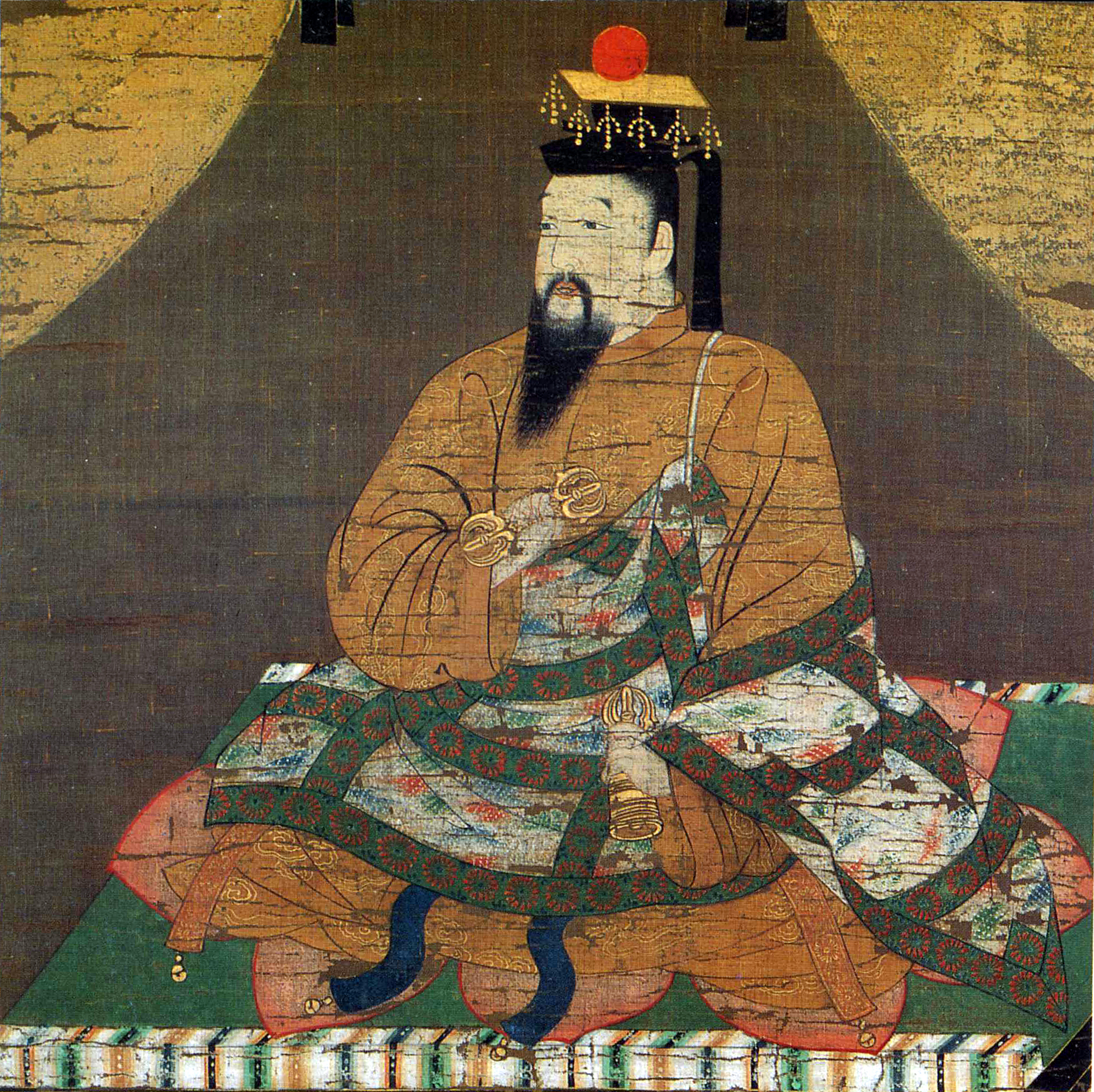
後醍醐天皇

光厳は、足利尊氏・足利直義兄弟の要請を受けて、後醍醐天皇の菩提を弔うために天龍寺を建立している。これは、足利尊氏らが後醍醐天皇の怨念を恐れていたという側面があった。しかし、深津は、光厳上皇自身は、後醍醐天皇崩御時に崇徳天皇や後鳥羽天皇といった配流された天皇と同様の対応をしようとした事実から、後醍醐天皇の怨念を恐れるようなことはほとんどなかったと見ている。

#### 足利直義との関係
初期の室町幕府の実質的な指導者であった足利直義と光厳上皇は、政治的に親しい関係にあったとされる。両者の関係が窺えるエピソードとしては、次のようなものがある。暦応5年（1342年）2月に、足利直義は病んだ。様々な祈祷が行われたが一向に回復せず、重篤となった。そのことを聞いた光厳は、密かに勅使を立てて石清水八幡宮に願文を奉納し、直義の回復を祈願したところ、宝殿が君臣合体に感心して響鳴し、勅使が帰参してからわずか3日で平癒したという。その願文のなかで光厳は、「左兵衛督源直義朝臣は、ただ爪牙の良将たるのみにあらず、股肱の賢弼たり、四海の安危、偏に其の人の力に懸る」と記したという。
また、光厳が酔っ払った土岐頼遠より狼藉行為を受けた際、頼遠は夢窓疎石に助命を嘆願し、夢窓も助命を願った。しかし、この事件を聞いた直義は激怒し、土岐頼遠を処刑した。
光厳が編纂した風雅和歌集にも、直義に対する光厳の信頼が見える。風雅和歌集の雑下の冒頭十二首に直義の和歌（「しづかなる夜半の寝覚めに世の中の人のうれへをおもふくるしさ」）が挿入されているが、ここは勅撰者の治世を表現する場であり、本来は武家の和歌が挿入されることはない。このことから深津は、光厳は、「世を思う」直義の和歌を挿入して直義を共に日本を統治する「為政者」と認めていたのではないかと考えている。
直仁親王の立太子の際、北朝に従っていた大覚寺統の邦省親王も皇太子に立候補していたが、直義は、側近の上杉重能を使ってこれを妨害し阻止した。
光厳と直義との関係がいつごろ破綻したのかに関しては、見解が分かれている。深津は、直義の南朝降伏の後に関係が回復し、北朝の比叡山移転の提案も光厳らの安全を純粋に案じたものであるとしたが、亀田は、南朝降伏時に光厳は直義に不信感をつのらせ、北朝の比叡山移転も直義が北朝を意のままに操る力を示す目的があったとし、それを光厳が拒絶した際に両者の関係は永遠に破綻したとする。

#### 二条良基との関係

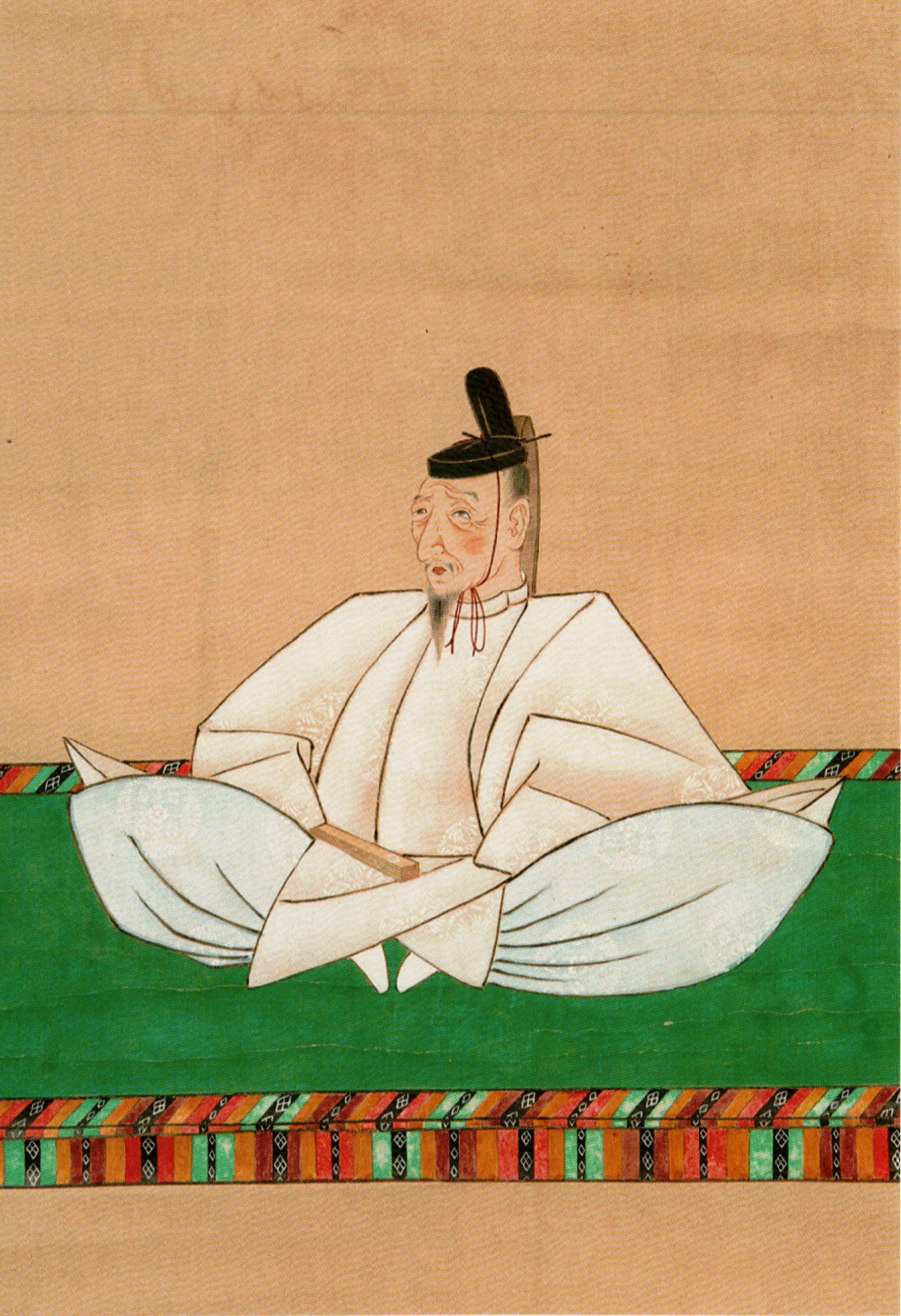
二条良基

二条良基は後醍醐天皇を慕っていたが、南北朝分裂以後は北朝に従い、光厳上皇より信頼されていた。
光厳院政のもとで良基は、朝儀再興の企画の主導的な役割を担った。また光厳院政においては徳政が志向されていたが、良基も歩調を追わせ「任官興行」を行っていた。
貞和2年（1346年）閏9月10日に行われた持明院殿（光厳仙洞）における応制百首の披講に、洞院公賢に場違いとされながらも、良基は病を押して出席し、最後まで祗候した。光厳はそれに感心して、わざわざ勅使を立て「返す返す神妙、一座の眉目なり」と勅書を下した。貞和3年4月19日、光厳はついに石清水八幡宮への御幸を実現させ、次いで賀茂社への御幸を企画したが、この際、本来は供奉しないはずの関白である二条良基も供奉を望んだ。貞和5年の院御薬では、本来院執事である大臣が勤めるべきところ、関白の良基が陪膳を勤めている。
光厳は、朝廷の人材が乏しいなか、関白にふさわしい器量のものならば、自らの意思でないかぎり、簡単に辞職させるべきではないと考え、良基の姿勢を支持していた。
良基も、
わが心 なほこそみがけ 玉くしげ 藐姑射の山に 照る月を見て（大意：わが心を、さらに磨くことだ。藐姑射の山に月が照るように、上皇様の治世が輝いているのだから。）—二条良基、『後普光園院殿御百首』秋・39
という和歌を詠んで、光厳に忠誠を誓った。

### 誡太子書を授けられた人物
光厳の子孫にあたる徳仁が言及した『誡太子書』であるが、先述の通り光厳は花園が著した誡太子書を授かった人物である。
誡太子書では、次のようなことが説かれている。まず冒頭で、「君（君主）」とは人々を導くために天が定めた存在であると述べる。それゆえ君子たるものは自ら慎みを持たなければならないが、温室環境で育った皇太子（＝光厳）は民の実情を知らないとする。さらに、徳が無いのに皇子として生まれたというだけで皇位に即くことを厳しく戒め、皇太子に自省を求める。

次に、日本の皇室が万世一系であり、天皇に徳が無くとも王朝交代は起きないから、天皇に徳が無くても差し当たりは無いとする言論を厳しく批判した。平時においてもすでに乱世は胚胎しているから、平時においてこそ乱世とならないように徳を積んでこれに備えなければならないとする。そして、現在は大乱となっていないが、しばらく前から乱世の兆しが見える。賢い君主が国を治めれば、乱世はすぐに収束するし、そもそも乱世は起こらない。しかし、君主が賢くなければ乱世は数年のうちに現実のものとなり、一旦乱世となったら、賢い君主ですらそれを収束させるのに数年を要する。ましてや、凡庸な君主であれば、この世を根底から崩しかねないとした。そのうえで、太子が即位するその時乱世に直面するであろうと予言し、これを花園が強く修学を勧める理由だとした。

そして、その乱世に対応するためにはひたすら学問に励むしかないとするが、その学問は、最近はやっている朱子学や知識として学ぶ儒学であってはならない。道義を身に付けるための正統な儒教でなければならないとした。そのうえで、学問を学んで道義を身に付ければ、皇室に伝わる事業が盛んになり、後世までに名を残すばかりか、先祖にまで名が轟き、庶民に厚い徳を加えるのだという。そして再度、寸暇を惜しんで学問に励むべきであると説いて締めた。（以上、深津 2014, pp. 60–63・岩佐 2000, p. 21を参照。）
誡太子書は、将来起こる乱世を予見した名文として評価されている。しかし、この訓戒の説く君主の君徳涵養が、将来乱世の日本を治めることになる光厳にとって役立ったのかに関しては、疑念が付されている。

岩佐は、この書を「大変立派な文章」と評価しつつも、非常に観念的な帝王教育の範疇を超えず、光厳にとって、具体的にどうしたらよいのか全く分からないとした。そして、「このような抽象的、高踏的な教訓を体して、南北朝の未曾有の大乱に立ち向かわねばならなかった」光厳の生涯を考えると、「心傷む思いを禁じ得ない」としている。深津は、乱世のために天皇が徳を身に付けるにしても、乱世とは価値観が大きく転換する時代であり、「徳」が伝統的な規範である以上、それによって乱世に立ち向かうことはほとんど無意味なことであるとした。
なお、この誡太子書は、崇光上皇を通じて伏見宮に渡り、伏見宮貞成親王から後花園天皇にも献上されている。また、徳仁も誡太子書について「花園天皇という天皇がおられるんですけれども……誡太子書（太子を誡〈いまし〉むるの書）と呼ばれているんですが、この中で花園天皇は、まず徳を積むことの必要性、その徳を積むためには学問をしなければならないということを説いておられるわけです。その言葉にも非常に深い感銘を覚えます」（昭和57年3月15日）と述べている。

### 歌道
光厳は歌道にも優れ、花園法皇に勝るとも劣らぬ歌人であり、京極派を指導していた。花園院の監督のもと親撰した風雅和歌集の歌風について岩佐は、『玉葉和歌集』をさらに沈潜閑寂の境地に進めたと評価している。また、京極派和歌の全容がここに集大成されたとも評した。『光厳院御集』も伝存し、特に「『燈（ともしび）』の連作」六首は、その哲学性の深さが高く評価されている。（「燈」の連作も参照）
光厳の歌風について、岩佐によれば、スケールの大きな情感豊かな伏見院、繊細かつ優艶な永福門院、内面的な深い象徴性に優れた花園院らの歌風を兼ね備え、さらに独自の憂愁に満ちた個性を湛えているという。

### 闘茶（茶道）の創始者の一人
中世には闘茶（茶道の前身）といって、茶の香りや味から産地を当てる遊びが流行したが、光厳天皇はそれを最も早く始めた人物の一人である。光厳天皇が正慶元年（1332年）6月5日に開いた茶寄合（『光厳天皇宸記』同日条）が、闘茶であると確実に明言できる茶会の史料上の初見とされる（確実ではないものまで辿ると、この8年前に後醍醐天皇も無礼講で同様の茶会を催している）。

### 納豆の製造者

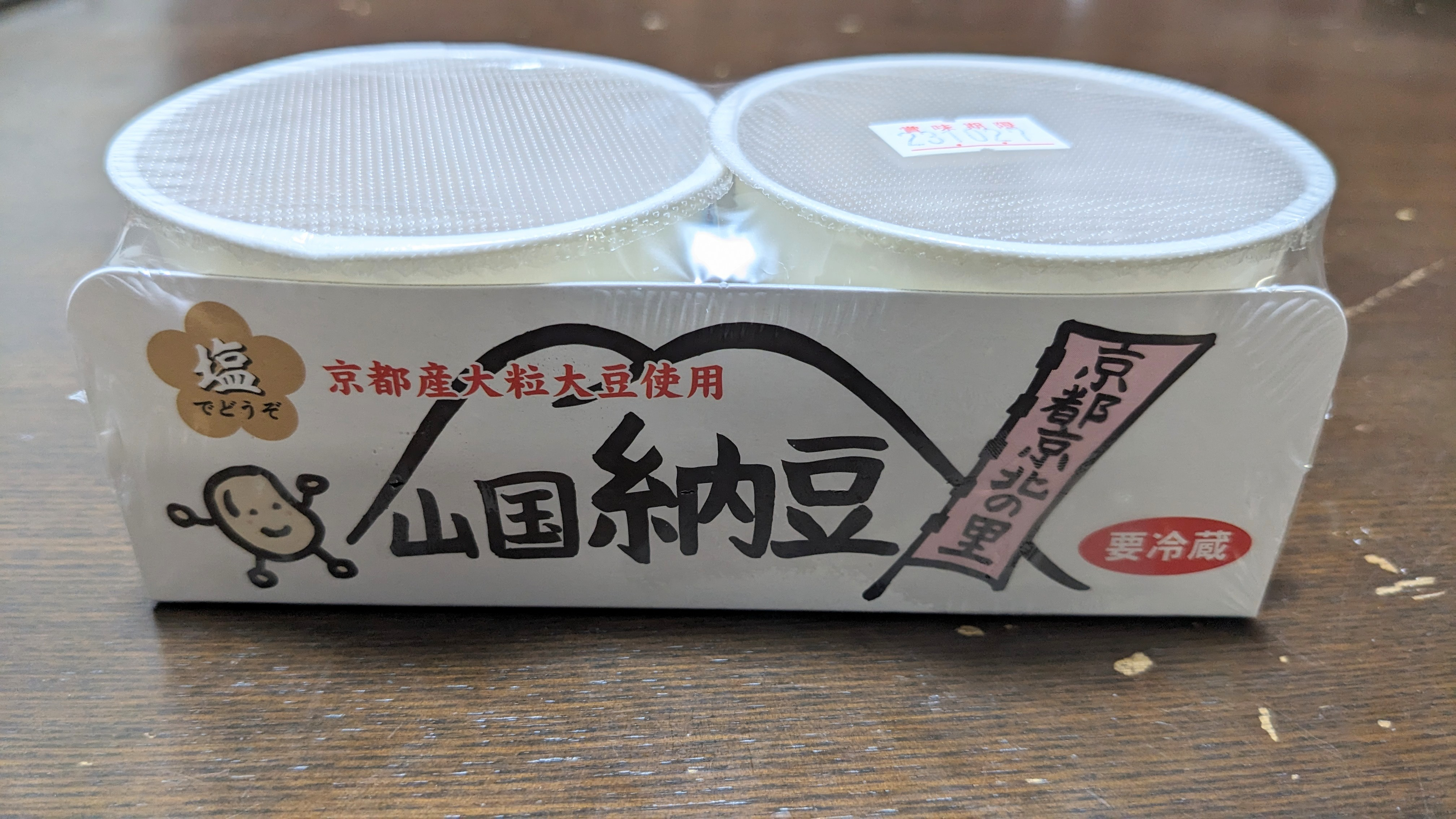
山国納豆

光厳が納豆（山国納豆、京北納豆）を製造し広めたという納豆発祥伝説が存在する。光厳法皇が常照皇寺に隠遁していた時、村人にもらった煮豆が発酵して納豆になった、と伝えられている。

## 評価

### 人物評
治天の君としての光厳に関して飯倉晴武は、「院政をはじめてからの光厳院は、すべてにわたって真摯に立ち向かっていた。公家に対しても、武家にも仏教界にも強く応じていた。仁徳をもってあたるという花園上皇の教えを固く守っていた」としている。日本中世史学者である石原比伊呂は、光厳を、家長として北朝天皇家（持明院統）をよく取り仕切ったと評価した。深津は、為政者としての光厳を、民を思いやることを第一に心がけたとしつつ、「誠実に政務に励むと同時に、意外なほどにしたたかな為政者であり、また、確かな歴史認識の目を有する指導者でもあった」と、「したたか」な為政者像を提示している。
光厳天皇の生涯について岩佐は、「生まれながらにして、この国の天皇たるべく教育され、不幸にも土崩瓦解の乱世の中に立って、誠実にその天命を果さんとし、類稀な流離と幽囚を味わい、最後に民の不幸を我が責任として戦死者の慰霊贖罪を果たした上、身分も愛憎もすべて捨て去って、山寺の一老僧として生涯を閉じた」とまとめた上で、「我が国歴代中、自らの地位に対して明白に責任を取る事を、身をもって実現した天皇は、光厳院一人であったと言っても過言ではない」と評した。一方で深津は、『誡太子書』で説かれる君主は民を導く存在でなければならないという花園の教えを光厳は生涯忘れることはなかったとするが、光厳法皇の遺誡の「もし其れ山民村童等、聚砂の戯縁を結ばんと欲し、小塔を構ふること、尺寸に過ぎざれば、またこれを禁ずるに及ばず」と民の好意を率直に受け入れようとする記述から、晩年の光厳は、「民」を治める対象としてではなく、心を通わせ得る一人ひとりの人間として見ることのできる境地に至っていたのではないかと推測。そしてその生涯について、「貴種として生まれ、生涯にわたってその責任を果たそうと努めつつ、一人の人間としても見事に生を全うした人であった」と評した。

### 光厳院政に対する評価
森茂暁は、暦応雑訴法制定に象徴される活況さから、光厳院政を「王朝の訴訟制度」のピークと位置付けている。また小川剛生によれば、光厳院政の評定は「制度的に最も完成されたもの」と評価されているという。一方で、このような見解に異論も唱えられている。美川圭は、光厳院政にて行われたと推測される「勅問」（＝在宅諮問）が勅問の排除を目的とする院評定制と矛盾している点、雑訴評定や文殿の開催頻度が鎌倉期や建武の新政に比して減少している点、雑訴評定の交代制が確認されていない点で、光厳院政は鎌倉時代後期の院政・親政より縮小したものとしている。田中奈保によれば、光厳自身は、「暦応雑訴法」制定以降の諸政策に対し満足していなかったらしい。

## 御製

### 「日吉山王七社和歌」
謹奉法楽　日吉山王　七社和哥

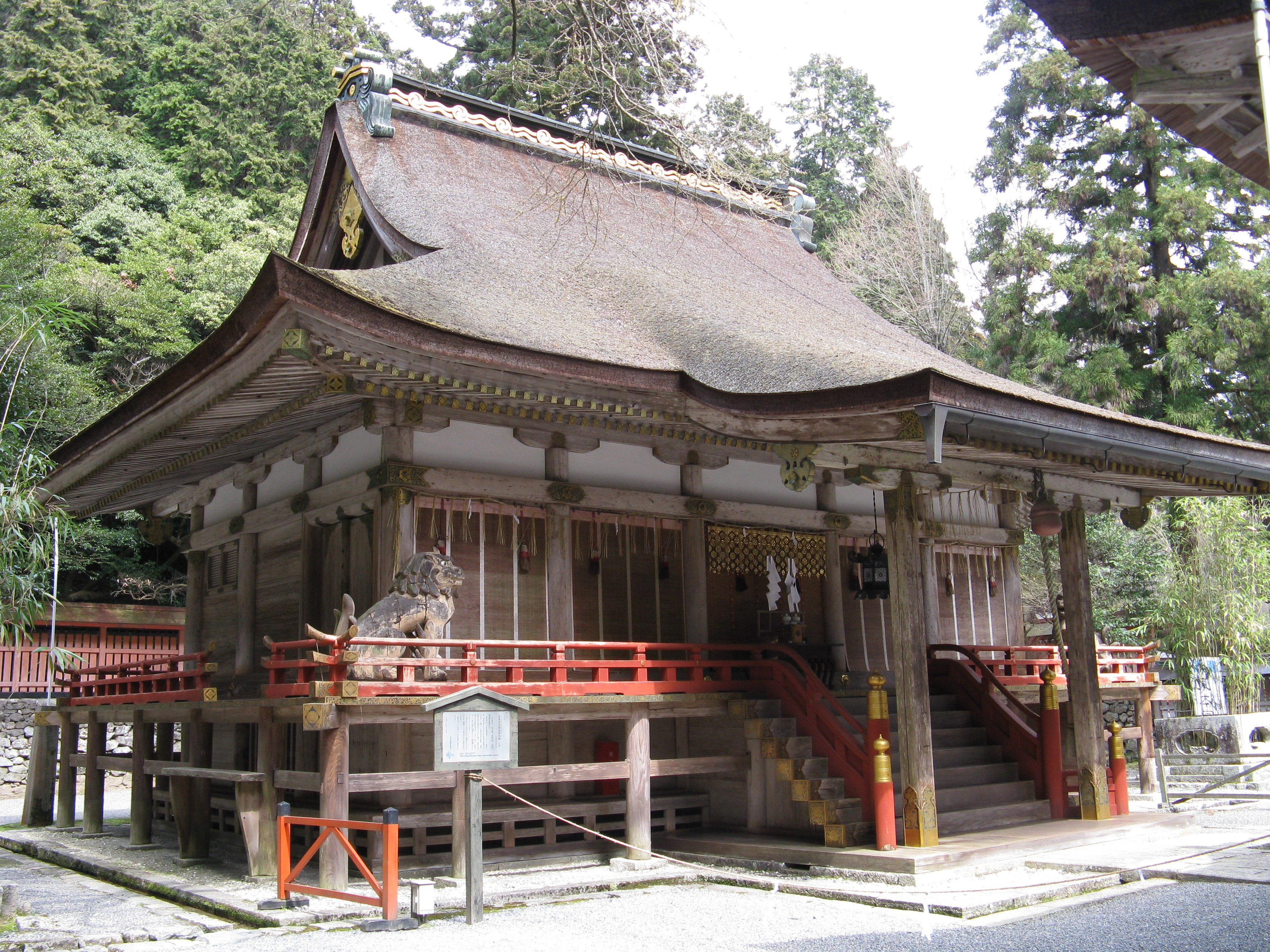
日吉大社

神のます 御日吉の山に 澄む月の あまねき影に 我し漏れめや（大意：神のいらっしゃる日吉の山に澄んでいる月の、万物を照らすという光に、私だけ省かれてしまったのだろうか。いやそんなことはないだろう。）—太上天皇量仁、『光厳天皇御真筆和歌懐紙』1
国乱れ 民安からぬ 末の世も 神々ならば ただし治めよ（大意：国が乱れ、民が平穏に暮らせない末世であっても、神々であるならば正しく治めよ。）—太上天皇量仁、『光厳天皇御真筆和歌懐紙』2
塵に穢れ 濁れる水に 澄む月の 澄むや澄まずや 神照らし見よ（大意：塵に穢れ、濁ってしまった水の上にも澄んで映る月の光。そのように不透明な世の中でも清くあろうとする私の心の内が、本当に清く澄んだものなのか、それとも不純な心なのか。神よ、明らかにし給え。）—太上天皇量仁、『光厳天皇御真筆和歌懐紙』3
神に祈る 我がねぎ事の いささかも 我が為ならば 神咎め給へ（大意：神に祈る私の願いに、少しでも私欲があるならば、神よ、どうか私を責め給え。）—太上天皇量仁、『光厳天皇御真筆和歌懐紙』4
神を頼む 我もし神に すてられば 神のちかひの なきにこそあらめ（大意：神を頼りにするこの私が、もし神に見棄てられるならば、天皇として誓った、神々との鎮護国家の約束が無に帰するではないか。）—太上天皇量仁、『光厳天皇御真筆和歌懐紙』5
神と我と 二はなしと 見る心 隔てしなくは 見そなはし給へ（大意：神と私とが、一心同体であると信じて祈る、私の心と神のとの間に隔たりが無いのならば、どうかその心をご覧になってください。）—太上天皇量仁、『光厳天皇御真筆和歌懐紙』6
言の葉の 数々神の 見そなはば のちの世までの しるべとをなれ（大意：ここにある和歌の数々を神がご覧になるのであれば、これら和歌の数々よ、後世までの道標となれ。）—太上天皇量仁、『光厳天皇御真筆和歌懐紙』7
これら宸筆の御製7首（『光厳天皇御真筆和歌懐紙』）の正確な詠歌年代は不明であるが、その内容と執筆の気迫からして義貞追討の院宣発給と同時期のもの、もしくは延元元年4~5月と推定されている。岩佐は、「正統長嫡の持明院統の主として、乱世を惹起した大覚寺統と闘うべく決意を固めた院（＝光厳）でなければ詠めない歌であろう」と評価している。
光厳と日吉社には、次のような逸話が存在する。皇女を出産した広義門院は、皇子誕生を日吉山王社に祈願し、安居院法印覚守が同社に籠って修法した。同日夜、覚守は日吉社の神の使いである猿が現れ、大きな橘を与えたという夢想を得ると、安産で皇子が出生した。この皇子が量仁親王、のちの光厳天皇であり、次の年から持明院統は御願をかけられるようになった、というものである。光厳にとって日吉山王は産土神にあたり、これゆえ日吉山王社に納められた『光厳天皇御真筆和歌懐紙』は、同時期に納められた他の願文と異なり光厳の真情が吐露しているのではないかと国文学者の永井義憲は推測している。
なお、以下の御製は、原典にてひらがな等で記されていても、特段注意する点がない場合はおおよそ漢字に変換した。また、『光厳院御集』にある御製の大意は、(岩佐 2000)より引用した。

### をさまらぬ世のための身ぞうれはしき
百首歌の中に

をさまらぬ 世のための身ぞ うれはしき 身のための世は さもあらばあれ（大意：現実として直面している治まらないこの治世において、治天の君として身を尽くしている自分自身がやるせない。自分自身の理想や安楽のための治世は、どうであっても構わない。）—太上天皇、『風雅和歌集』雑下・1807
この御製は、『風雅和歌集』雑歌下巻冒頭12首の最後として収められているが、これらがそれぞれ2首ずつ計6組の、時代を超えた「疑似返歌」の構成であるとの指摘(夏井 2015)も存在する。そして、夏井によれば、この光厳院詠が「疑似返歌」する後醍醐院詠は、自身の理想を追った点に主眼があるのに対して、光厳院詠は、現実を直視しつつ、あくまで自分自身は二の次だということに軸を置いているという。もっとも、夏井は、後醍醐天皇は民を思いやる歌も詠んでおり、当該の後醍醐天皇の御製は、光厳の意思を詠み込むための下敷きとして利用されたものとしたうえで、そこに、乱世の中で自身の皇統を確立した光厳の「したたかさ」が垣間見えるとしている。下記　『風と雅の帝』において著者荒山徹は二句切れであり、自分はこの時代に対処するために生まれてきたという覚悟の歌という見解を示している。

### 「燈」の連作
雑

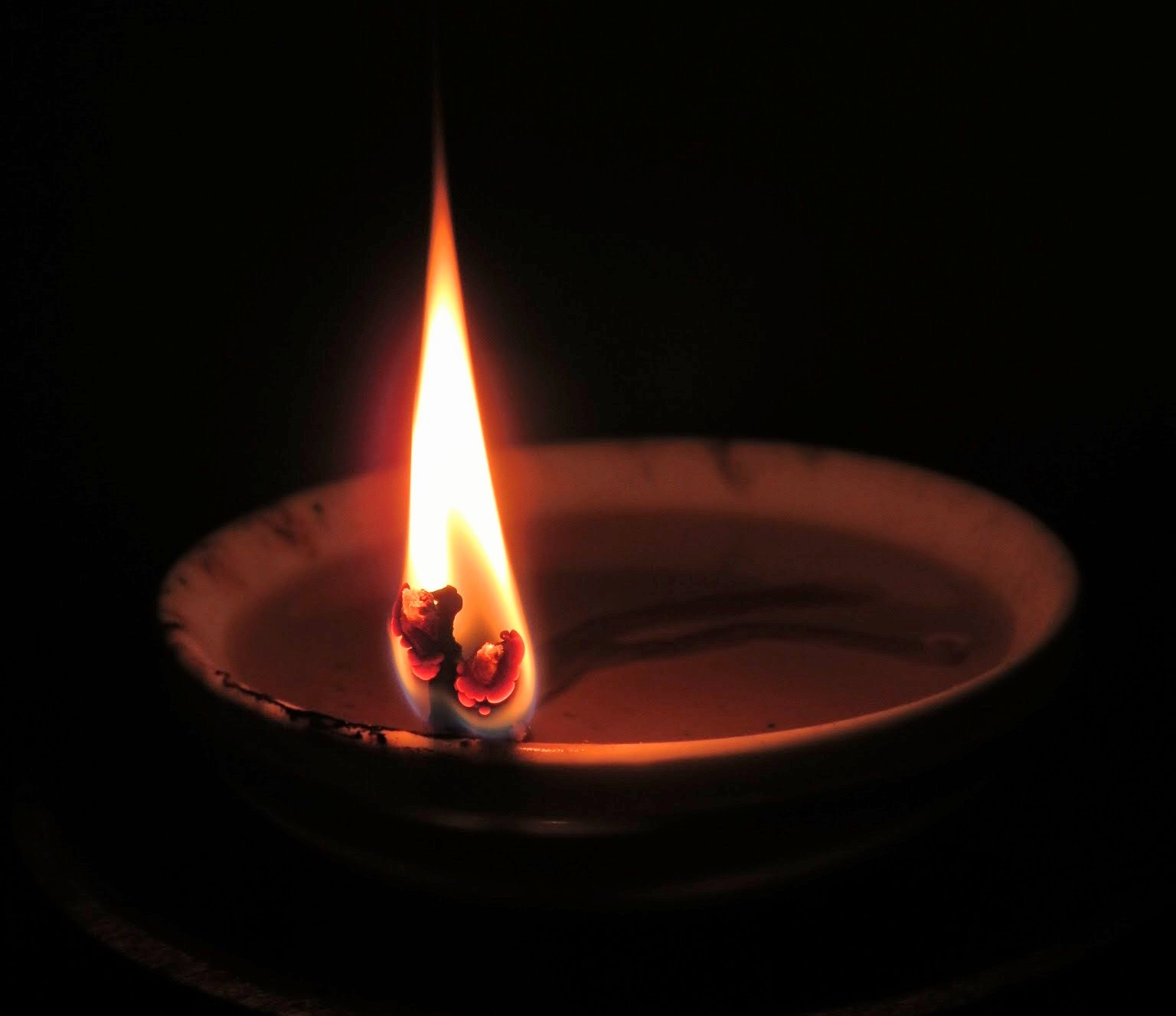
燈火のイメージ

さ夜ふくる 窓の燈つくづくと かげもしづけし 我もしづけし（大意：夜が次第に更けてくる、窓辺の燈よ。つくづくと眺める、その光も静かである。じっと見つめている、私も静かである。）—御製、『光厳院御集』雑・141
心とて よもにうつるよ 何ぞこれ ただ此のむかふ ともし火のかげ（大意：「心」といって、際限なくあれこれと移り変わるものよ、一体これは何なのだろう。心に映っているものはただ、このように向かい合っている、燈火の光だけではないか。）—御製、『光厳院御集』雑・142
むかひなす 心に物や あはれなる あはれにもあらじ 燈のかげ（大意：相対して思う、その心の働きによってしみじみとした物の哀れの感情が生まれるのであろうか。物そのものとしては哀れではあるまいものを、燈の光よ。）—御製、『光厳院御集』雑・143
ふくる夜の 燈のかげを おのづから 物のあはれに むかひなしぬる（大意：更けて行く夜の燈火の光を、なぜということもなくひとりでに、物あわれであるかのように、これと相対する心の働きゆえに思いなしたことよ。）—御製、『光厳院御集』雑・144
過ぎにし世 いまゆくさきと 思ひうつる 心よいづら ともし火の本（大意：過ぎ去った世、現在、そして将来と、思いが移り動いて行く、その心よ、一体どこにあるのか。ただこの一つの燈火のもとにあるのではないか。）—御製、『光厳院御集』雑・145
ともし火に 我もむかはず 燈も われにむかはず おのがまにまに（大意：燈火に、私は意識して対座はしていない。燈火もまた、私を意識して向かいあっているわけではない。唯自分自身のあり方として、それぞれに存在しているだけだ。）—御製、『光厳院御集』雑・146
岩佐によれば、この連作は、前半3首と後半3首が二枚折の屏風のように相対し、忘我の至境を詠んだ中央2首、思い移る心と動かぬ燈火の対比・関連を怪しむ前後2首、燈火と我とそれぞれのありようそのものを凝視する序跋2首で構成されているという。岩佐は、「『光厳院御集』と言えば端的にこの『燈』の連作をもって和歌史の中に残る」とし、「人間の『心』そのものを詠んだ歌として、これ以上のものを私は知らない」と評価している。また、辻善之助は著書『修訂皇室と日本精神』(辻善之助 1944)にて、花園法皇の御製としてではあるが（『光厳院御集』と『花園院御集』が混同されていたため）、御集141番・142番・146番の御製について、「これは唯々文字の上の技巧ではできないことである。心の奥に一点燃犀の光り輝くものあるにあらずんばできない業である」と評価している。

### 自然の歌
百首歌の中に
つばくらめ 簾の外に あまた見えて 春日のどけみ 人影もせず（大意：燕たちがすだれの外にたくさん見える。春の日差しがのどかなので、人影もない。）—太上天皇、『風雅和歌集』春中・129
岩佐は、この御製と次の風雅集471番の御製を風雅集光厳院詠の極北としている。勅撰集に撰ばれた歌の中で、燕を詠んだものはかなり少ない。
　百首歌中に

更けぬなり 星合の空に 月は入りて 秋風うごく 庭のともし火（大意：夜はすっかり更けてしまった。七夕の空に月が入って、秋風が動く、内裏の燈火よ。）—太上天皇、『風雅和歌集』秋上・471
内裏の乞巧奠は清涼殿の庭に九本の燈火を立てるが、それを詠んだものとされる。

## 著作
- 『風雅和歌集』 - 花園法皇監修のもと光厳上皇が編纂した、17代目の勅撰和歌集。花園法皇監修とされる。古来、花園法皇の親撰とされてきたが、和田英松が花園法皇監修・光厳上皇親撰という説を出した[476]。石田吉貞はこれに反対して改めて花園法皇親撰を主張したが、現在は花園法皇監修・光厳上皇親撰が定説となっている[476][注 61]。
- 『光厳院御集』 - 光厳上皇が編纂した家集。もとは花園法皇の御集と考えられてきたが、戦後原田芳起によって光厳院詠が主である『光厳院御集』であることが解明された[478][注 62]。この御集は康永元年（1342年）11月以前に編纂されたと見られ[480]、岩佐美代子によれば、「作者自身、好むところに従って自由に、自ら楽しんで編み上げた、甚だ個性的な自撰集」であるという[480]。宮内庁書陵部には『花園院御集』[注 63]と題した冊子本が存在するが、これは後西天皇が書写したものである[481]。岩佐は、この写本を特徴的な字余りをも正確に書写され京極派の特色を最もよく保ったものと位置づけ、これを底本に『光厳院御集全釈』を執筆し[482]、読売文学賞を受賞した[483]。
- 『光厳院御百首』 - 貞和2年（1346年）成立[484]。
- 『光厳院宸翰三十六番歌合』 - 貞和5年（1349年）8月に光厳のもとで開かれた歌合の記録を、光厳がまとめたもの[485]。天理本が光厳の宸翰として重要文化財に指定されている[486]。
- 『光厳天皇宸記』 - 光厳の宸記（天皇の日記のこと）。元徳ごろから日記を記していたが、ほとんど散逸し、伏見宮貞成親王写の、元弘2年1月1日、2日前半、2月・3月即位記、5月・6月のみが残るとされていた[91]。しかし、狩野文庫本『類聚三代格』（東北大学附属図書館蔵）に、これらとは別の建武4年5月22日の逸文が存在し、中井裕子によって『光厳天皇宸記』の新たな逸文であると確かめられた[487]。
- 『塵影録』（じんえいろく） - 光明天皇との共著[488][489]。

## 関連作品
小説
- 森真沙子 『廃帝』角川春樹事務所、2004年。ISBN 475-8410291
- 松本徹 『風雅の帝 光厳』鳥影社、2010年。ISBN 486-2652271。新版「著作集4」鼎書房
- 荒山徹　『風と雅の帝』PHP研究所、2023年。ISBN 456-9855504

テレビドラマ
- 太平記（1991年、NHK大河ドラマ、演：園田智章→辻輝猛）

## 系譜
| \| \| \| \| \| \| \| \| \| \| \| \| \| \| \| \| \| \| \| \| 16. 第88代 後嵯峨天皇 \| \| \| \| \| \| \| \| \| \| \| \| \| \| \| \| \| \| \| \| \| \| \| \| \| \| \| \| \| \| \| \| \| \| \| \| \| \| \| \| \| \| \| \| \| \| \| \| \| \| \| \| \| \| 8. 第89代 後深草天皇 \| \| \| \| \| \| \| \| \| \| \| \| \| \| \| \| \| \| \| \| \| \| \| \| \| \| \| \| \| \| \| \| \| \| \| \| \| \| \| \| \| \| \| \| \| \| \| \| \| \| \| \| \| \| 17. 西園寺姞子 \| \| \| \| \| \| \| \| \| \| \| \| \| \| \| \| \| \| \| \| \| \| \| \| \| \| \| \| \| \| \| \| \| \| \| \| \| \| \| \| \| \| \| \| \| \| \| \| \| \| \| \| \| \| 4. 第92代 伏見天皇 \| \| \| \| \| \| \| \| \| \| \| \| \| \| \| \| \| \| \| \| \| \| \| \| \| \| \| \| \| \| \| \| \| \| \| \| \| \| \| \| \| \| \| \| \| \| \| \| \| \| \| \| \| \| 18. 洞院実雄 \| \| \| \| \| \| \| \| \| \| \| \| \| \| \| \| \| \| \| \| \| \| \| \| \| \| \| \| \| \| \| \| \| \| \| \| \| \| \| \| \| \| \| \| \| \| \| \| \| \| \| \| \| \| 9. 洞院愔子 \| \| \| \| \| \| \| \| \| \| \| \| \| \| \| \| \| \| \| \| \| \| \| \| \| \| \| \| \| \| \| \| \| \| \| \| \| \| \| \| \| \| \| \| \| \| \| \| \| \| \| \| \| \| 19. 藤原隆房の女 \| \| \| \| \| \| \| \| \| \| \| \| \| \| \| \| \| \| \| \| \| \| \| \| \| \| \| \| \| \| \| \| \| \| \| \| \| \| \| \| \| \| \| \| \| \| \| \| \| \| \| \| \| \| 2. 第93代 後伏見天皇 \| \| \| \| \| \| \| \| \| \| \| \| \| \| \| \| \| \| \| \| \| \| \| \| \| \| \| \| \| \| \| \| \| \| \| \| \| \| \| \| \| \| \| \| \| \| \| \| \| \| \| \| \| \| 20. 五辻忠継 \| \| \| \| \| \| \| \| \| \| \| \| \| \| \| \| \| \| \| \| \| \| \| \| \| \| \| \| \| \| \| \| \| \| \| \| \| \| \| \| \| \| \| \| \| \| \| \| \| \| \| \| \| \| 10. 五辻経氏 \| \| \| \| \| \| \| \| \| \| \| \| \| \| \| \| \| \| \| \| \| \| \| \| \| \| \| \| \| \| \| \| \| \| \| \| \| \| \| \| \| \| \| \| \| \| \| \| \| \| \| \| \| \| 21. 卜部兼直の女 \| \| \| \| \| \| \| \| \| \| \| \| \| \| \| \| \| \| \| \| \| \| \| \| \| \| \| \| \| \| \| \| \| \| \| \| \| \| \| \| \| \| \| \| \| \| \| \| \| \| \| \| \| \| 5. 五辻経子 \| \| \| \| \| \| \| \| \| \| \| \| \| \| \| \| \| \| \| \| \| \| \| \| \| \| \| \| \| \| \| \| \| \| \| \| \| \| \| \| \| \| \| \| \| \| \| \| \| \| \| \| \| \| 1. 北朝初代 光厳天皇 \| \| \| \| \| \| \| \| \| \| \| \| \| \| \| \| \| \| \| \| \| \| \| \| \| \| \| \| \| \| \| \| \| \| \| \| \| \| \| \| \| \| \| \| \| \| \| \| \| \| \| \| \| \| 24. 西園寺公相 \| \| \| \| \| \| \| \| \| \| \| \| \| \| \| \| \| \| \| \| \| \| \| \| \| \| \| \| \| \| \| \| \| \| \| \| \| \| \| \| \| \| \| \| \| \| \| \| \| \| \| \| \| \| 12. 西園寺実兼 \| \| \| \| \| \| \| \| \| \| \| \| \| \| \| \| \| \| \| \| \| \| \| \| \| \| \| \| \| \| \| \| \| \| \| \| \| \| \| \| \| \| \| \| \| \| \| \| \| \| \| \| \| \| 25. 中原師朝の女 \| \| \| \| \| \| \| \| \| \| \| \| \| \| \| \| \| \| \| \| \| \| \| \| \| \| \| \| \| \| \| \| \| \| \| \| \| \| \| \| \| \| \| \| \| \| \| \| \| \| \| \| \| \| 6. 西園寺公衡 \| \| \| \| \| \| \| \| \| \| \| \| \| \| \| \| \| \| \| \| \| \| \| \| \| \| \| \| \| \| \| \| \| \| \| \| \| \| \| \| \| \| \| \| \| \| \| \| \| \| \| \| \| \| 26. 中院通成 \| \| \| \| \| \| \| \| \| \| \| \| \| \| \| \| \| \| \| \| \| \| \| \| \| \| \| \| \| \| \| \| \| \| \| \| \| \| \| \| \| \| \| \| \| \| \| \| \| \| \| \| \| \| 13. 中院顕子 \| \| \| \| \| \| \| \| \| \| \| \| \| \| \| \| \| \| \| \| \| \| \| \| \| \| \| \| \| \| \| \| \| \| \| \| \| \| \| \| \| \| \| \| \| \| \| \| \| \| \| \| \| \| 3. 西園寺寧子 \| \| \| \| \| \| \| \| \| \| \| \| \| \| \| \| \| \| \| \| \| \| \| \| \| \| \| \| \| \| \| \| \| \| \| \| \| \| \| \| \| \| \| \| \| \| \| \| \| \| \| \| \| \| 28. 藤原範保 \| \| \| \| \| \| \| \| \| \| \| \| \| \| \| \| \| \| \| \| \| \| \| \| \| \| \| \| \| \| \| \| \| \| \| \| \| \| \| \| \| \| \| \| \| \| \| \| \| \| \| \| \| \| 14. 藤原光保 \| \| \| \| \| \| \| \| \| \| \| \| \| \| \| \| \| \| \| \| \| \| \| \| \| \| \| \| \| \| \| \| \| \| \| \| \| \| \| \| \| \| \| \| \| \| \| \| \| \| \| \| \| \| 7. 藤原光保の女 \| \| \| \| \| \| \| \| \| \| \| \| \| \| \| \| \| \| \| \| \| \| \| \| \| \| \| \| \| \| \| \| \| \| \| \| \| \| \| \| \| \| \| \| \| \| \| \| \| \| \| \| |                       |  |  |  |  |  |  |  |  |  |  |  |  |  |  |  |
| |                       |  |  |  |  |  |  |  |  |  |  |  |  |  |  |  |
| | 16. 第88代 後嵯峨天皇 |  |  |  |  |  |  |  |  |  |  |  |  |  |  |  |
| |                       |  |  |  |  |  |  |  |  |  |  |  |  |  |  |  |
| |                       |  |  |  |  |  |  |  |  |  |  |  |  |  |  |  |
| | 8. 第89代 後深草天皇  |  |  |  |  |  |  |  |  |  |  |  |  |  |  |  |
| |                       |  |  |  |  |  |  |  |  |  |  |  |  |  |  |  |
| |                       |  |  |  |  |  |  |  |  |  |  |  |  |  |  |  |
| | 17. 西園寺姞子        |  |  |  |  |  |  |  |  |  |  |  |  |  |  |  |
| |                       |  |  |  |  |  |  |  |  |  |  |  |  |  |  |  |
| |                       |  |  |  |  |  |  |  |  |  |  |  |  |  |  |  |
| | 4. 第92代 伏見天皇    |  |  |  |  |  |  |  |  |  |  |  |  |  |  |  |
| |                       |  |  |  |  |  |  |  |  |  |  |  |  |  |  |  |
| |                       |  |  |  |  |  |  |  |  |  |  |  |  |  |  |  |
| | 18. 洞院実雄          |  |  |  |  |  |  |  |  |  |  |  |  |  |  |  |
| |                       |  |  |  |  |  |  |  |  |  |  |  |  |  |  |  |
| |                       |  |  |  |  |  |  |  |  |  |  |  |  |  |  |  |
| | 9. 洞院愔子           |  |  |  |  |  |  |  |  |  |  |  |  |  |  |  |
| |                       |  |  |  |  |  |  |  |  |  |  |  |  |  |  |  |
| |                       |  |  |  |  |  |  |  |  |  |  |  |  |  |  |  |
| | 19. 藤原隆房の女      |  |  |  |  |  |  |  |  |  |  |  |  |  |  |  |
| |                       |  |  |  |  |  |  |  |  |  |  |  |  |  |  |  |
| |                       |  |  |  |  |  |  |  |  |  |  |  |  |  |  |  |
| | 2. 第93代 後伏見天皇  |  |  |  |  |  |  |  |  |  |  |  |  |  |  |  |
| |                       |  |  |  |  |  |  |  |  |  |  |  |  |  |  |  |
| |                       |  |  |  |  |  |  |  |  |  |  |  |  |  |  |  |
| | 20. 五辻忠継          |  |  |  |  |  |  |  |  |  |  |  |  |  |  |  |
| |                       |  |  |  |  |  |  |  |  |  |  |  |  |  |  |  |
| |                       |  |  |  |  |  |  |  |  |  |  |  |  |  |  |  |
| | 10. 五辻経氏          |  |  |  |  |  |  |  |  |  |  |  |  |  |  |  |
| |                       |  |  |  |  |  |  |  |  |  |  |  |  |  |  |  |
| |                       |  |  |  |  |  |  |  |  |  |  |  |  |  |  |  |
| | 21. 卜部兼直の女      |  |  |  |  |  |  |  |  |  |  |  |  |  |  |  |
| |                       |  |  |  |  |  |  |  |  |  |  |  |  |  |  |  |
| |                       |  |  |  |  |  |  |  |  |  |  |  |  |  |  |  |
| | 5. 五辻経子           |  |  |  |  |  |  |  |  |  |  |  |  |  |  |  |
| |                       |  |  |  |  |  |  |  |  |  |  |  |  |  |  |  |
| |                       |  |  |  |  |  |  |  |  |  |  |  |  |  |  |  |
| | 1. 北朝初代 光厳天皇  |  |  |  |  |  |  |  |  |  |  |  |  |  |  |  |
| |                       |  |  |  |  |  |  |  |  |  |  |  |  |  |  |  |
| |                       |  |  |  |  |  |  |  |  |  |  |  |  |  |  |  |
| | 24. 西園寺公相        |  |  |  |  |  |  |  |  |  |  |  |  |  |  |  |
| |                       |  |  |  |  |  |  |  |  |  |  |  |  |  |  |  |
| |                       |  |  |  |  |  |  |  |  |  |  |  |  |  |  |  |
| | 12. 西園寺実兼        |  |  |  |  |  |  |  |  |  |  |  |  |  |  |  |
| |                       |  |  |  |  |  |  |  |  |  |  |  |  |  |  |  |
| |                       |  |  |  |  |  |  |  |  |  |  |  |  |  |  |  |
| | 25. 中原師朝の女      |  |  |  |  |  |  |  |  |  |  |  |  |  |  |  |
| |                       |  |  |  |  |  |  |  |  |  |  |  |  |  |  |  |
| |                       |  |  |  |  |  |  |  |  |  |  |  |  |  |  |  |
| | 6. 西園寺公衡         |  |  |  |  |  |  |  |  |  |  |  |  |  |  |  |
| |                       |  |  |  |  |  |  |  |  |  |  |  |  |  |  |  |
| |                       |  |  |  |  |  |  |  |  |  |  |  |  |  |  |  |
| | 26. 中院通成          |  |  |  |  |  |  |  |  |  |  |  |  |  |  |  |
| |                       |  |  |  |  |  |  |  |  |  |  |  |  |  |  |  |
| |                       |  |  |  |  |  |  |  |  |  |  |  |  |  |  |  |
| | 13. 中院顕子          |  |  |  |  |  |  |  |  |  |  |  |  |  |  |  |
| |                       |  |  |  |  |  |  |  |  |  |  |  |  |  |  |  |
| |                       |  |  |  |  |  |  |  |  |  |  |  |  |  |  |  |
| | 3. 西園寺寧子         |  |  |  |  |  |  |  |  |  |  |  |  |  |  |  |
| |                       |  |  |  |  |  |  |  |  |  |  |  |  |  |  |  |
| |                       |  |  |  |  |  |  |  |  |  |  |  |  |  |  |  |
| | 28. 藤原範保          |  |  |  |  |  |  |  |  |  |  |  |  |  |  |  |
| |                       |  |  |  |  |  |  |  |  |  |  |  |  |  |  |  |
| |                       |  |  |  |  |  |  |  |  |  |  |  |  |  |  |  |
| | 14. 藤原光保          |  |  |  |  |  |  |  |  |  |  |  |  |  |  |  |
| |                       |  |  |  |  |  |  |  |  |  |  |  |  |  |  |  |
| |                       |  |  |  |  |  |  |  |  |  |  |  |  |  |  |  |
| | 7. 藤原光保の女       |  |  |  |  |  |  |  |  |  |  |  |  |  |  |  |
| |                       |  |  |  |  |  |  |  |  |  |  |  |  |  |  |  |
| |                       |  |  |  |  |  |  |  |  |  |  |  |  |  |  |  |

### 系図
|                        |                        |                        |                        |                        |                        |  |  |                            |                            |                            |                            |                            |                            |  |  |             |             |             |             |             |             |  |  |                        |                        |                        |                        |                        |                        |  |  |                          |                          |                          |                          |                          |                          |  |  |                         |                         |                         |                         |                         |                         |  |  |  |  |  |  |  |  |  |  |  |  |  |  |  |  |  |  |  |  |  |  |  |  |  |  |  |  |  |  |
| 88 後嵯峨天皇          |                        |                        |                        |                        |                        |  |  |                            |                            |                            |                            |                            |                            |  |  |             |             |             |             |             |             |  |  |                        |                        |                        |                        |                        |                        |  |  |                          |                          |                          |                          |                          |                          |  |  |                         |                         |                         |                         |                         |                         |  |  |  |  |  |  |  |  |  |  |  |  |  |  |  |  |  |  |  |  |  |  |  |  |  |  |  |  |  |  |
|                        |                        |                        |                        |                        |                        |  |  |                            |                            |                            |                            |                            |                            |  |  |             |             |             |             |             |             |  |  |                        |                        |                        |                        |                        |                        |  |  |                          |                          |                          |                          |                          |                          |  |  |                         |                         |                         |                         |                         |                         |  |  |  |  |  |  |  |  |  |  |  |  |  |  |  |  |  |  |  |  |  |  |  |  |  |  |  |  |  |  |
|                        |                        |                        |                        |                        |                        |  |  |                            |                            |                            |                            |                            |                            |  |  |             |             |             |             |             |             |  |  |                        |                        |                        |                        |                        |                        |  |  |                          |                          |                          |                          |                          |                          |  |  |                         |                         |                         |                         |                         |                         |  |  |  |  |  |  |  |  |  |  |  |  |  |  |  |  |  |  |  |  |  |  |  |  |  |  |  |  |  |  |
| 宗尊親王 （鎌倉将軍6） | 宗尊親王 （鎌倉将軍6） | 宗尊親王 （鎌倉将軍6） | 宗尊親王 （鎌倉将軍6） | 宗尊親王 （鎌倉将軍6） | 宗尊親王 （鎌倉将軍6） |  |  | 【持明院統】 89 後深草天皇 | 【持明院統】 89 後深草天皇 | 【持明院統】 89 後深草天皇 | 【持明院統】 89 後深草天皇 | 【持明院統】 89 後深草天皇 | 【持明院統】 89 後深草天皇 |  |  |             |             |             |             |             |             |  |  |                        |                        |                        |                        |                        |                        |  |  | 【大覚寺統】 90 亀山天皇 | 【大覚寺統】 90 亀山天皇 | 【大覚寺統】 90 亀山天皇 | 【大覚寺統】 90 亀山天皇 | 【大覚寺統】 90 亀山天皇 | 【大覚寺統】 90 亀山天皇 |  |  |                         |                         |                         |                         |                         |                         |  |  |  |  |  |  |  |  |  |  |  |  |  |  |  |  |  |  |  |  |  |  |  |  |  |  |  |  |  |  |
| 宗尊親王 （鎌倉将軍6） | 宗尊親王 （鎌倉将軍6） | 宗尊親王 （鎌倉将軍6） | 宗尊親王 （鎌倉将軍6） | 宗尊親王 （鎌倉将軍6） | 宗尊親王 （鎌倉将軍6） |  |  | 【持明院統】 89 後深草天皇 | 【持明院統】 89 後深草天皇 | 【持明院統】 89 後深草天皇 | 【持明院統】 89 後深草天皇 | 【持明院統】 89 後深草天皇 | 【持明院統】 89 後深草天皇 |  |  |             |             |             |             |             |             |  |  |                        |                        |                        |                        |                        |                        |  |  | 【大覚寺統】 90 亀山天皇 | 【大覚寺統】 90 亀山天皇 | 【大覚寺統】 90 亀山天皇 | 【大覚寺統】 90 亀山天皇 | 【大覚寺統】 90 亀山天皇 | 【大覚寺統】 90 亀山天皇 |  |  |                         |                         |                         |                         |                         |                         |  |  |  |  |  |  |  |  |  |  |  |  |  |  |  |  |  |  |  |  |  |  |  |  |  |  |  |  |  |  |
|                        |                        |                        |                        |                        |                        |  |  |                            |                            |                            |                            |                            |                            |  |  |             |             |             |             |             |             |  |  |                        |                        |                        |                        |                        |                        |  |  |                          |                          |                          |                          |                          |                          |  |  |                         |                         |                         |                         |                         |                         |  |  |  |  |  |  |  |  |  |  |  |  |  |  |  |  |  |  |  |  |  |  |  |  |  |  |  |  |  |  |
| 惟康親王 （鎌倉将軍7） | 惟康親王 （鎌倉将軍7） | 惟康親王 （鎌倉将軍7） | 惟康親王 （鎌倉将軍7） | 惟康親王 （鎌倉将軍7） | 惟康親王 （鎌倉将軍7） |  |  | 92 伏見天皇                | 92 伏見天皇                | 92 伏見天皇                | 92 伏見天皇                | 92 伏見天皇                | 92 伏見天皇                |  |  |             |             |             |             |             |             |  |  | 久明親王 （鎌倉将軍8） | 久明親王 （鎌倉将軍8） | 久明親王 （鎌倉将軍8） | 久明親王 （鎌倉将軍8） | 久明親王 （鎌倉将軍8） | 久明親王 （鎌倉将軍8） |  |  | 91 後宇多天皇            | 91 後宇多天皇            | 91 後宇多天皇            | 91 後宇多天皇            | 91 後宇多天皇            | 91 後宇多天皇            |  |  | 恒明親王 〔常盤井宮家〕 | 恒明親王 〔常盤井宮家〕 | 恒明親王 〔常盤井宮家〕 | 恒明親王 〔常盤井宮家〕 | 恒明親王 〔常盤井宮家〕 | 恒明親王 〔常盤井宮家〕 |  |  |  |  |  |  |  |  |  |  |  |  |  |  |  |  |  |  |  |  |  |  |  |  |  |  |  |  |  |  |
| 惟康親王 （鎌倉将軍7） | 惟康親王 （鎌倉将軍7） | 惟康親王 （鎌倉将軍7） | 惟康親王 （鎌倉将軍7） | 惟康親王 （鎌倉将軍7） | 惟康親王 （鎌倉将軍7） |  |  | 92 伏見天皇                | 92 伏見天皇                | 92 伏見天皇                | 92 伏見天皇                | 92 伏見天皇                | 92 伏見天皇                |  |  |             |             |             |             |             |             |  |  | 久明親王 （鎌倉将軍8） | 久明親王 （鎌倉将軍8） | 久明親王 （鎌倉将軍8） | 久明親王 （鎌倉将軍8） | 久明親王 （鎌倉将軍8） | 久明親王 （鎌倉将軍8） |  |  | 91 後宇多天皇            | 91 後宇多天皇            | 91 後宇多天皇            | 91 後宇多天皇            | 91 後宇多天皇            | 91 後宇多天皇            |  |  | 恒明親王 〔常盤井宮家〕 | 恒明親王 〔常盤井宮家〕 | 恒明親王 〔常盤井宮家〕 | 恒明親王 〔常盤井宮家〕 | 恒明親王 〔常盤井宮家〕 | 恒明親王 〔常盤井宮家〕 |  |  |  |  |  |  |  |  |  |  |  |  |  |  |  |  |  |  |  |  |  |  |  |  |  |  |  |  |  |  |
|                        |                        |                        |                        |                        |                        |  |  |                            |                            |                            |                            |                            |                            |  |  |             |             |             |             |             |             |  |  |                        |                        |                        |                        |                        |                        |  |  |                          |                          |                          |                          |                          |                          |  |  |                         |                         |                         |                         |                         |                         |  |  |  |  |  |  |  |  |  |  |  |  |  |  |  |  |  |  |  |  |  |  |  |  |  |  |  |  |  |  |
|                        |                        |                        |                        |                        |                        |  |  | 93 後伏見天皇              | 93 後伏見天皇              | 93 後伏見天皇              | 93 後伏見天皇              | 93 後伏見天皇              | 93 後伏見天皇              |  |  | 95 花園天皇 | 95 花園天皇 | 95 花園天皇 | 95 花園天皇 | 95 花園天皇 | 95 花園天皇 |  |  | 守邦親王 （鎌倉将軍9） | 守邦親王 （鎌倉将軍9） | 守邦親王 （鎌倉将軍9） | 守邦親王 （鎌倉将軍9） | 守邦親王 （鎌倉将軍9） | 守邦親王 （鎌倉将軍9） |  |  | 94 後二条天皇            | 94 後二条天皇            | 94 後二条天皇            | 94 後二条天皇            | 94 後二条天皇            | 94 後二条天皇            |  |  |                         |                         |                         |                         |                         |                         |  |  |  |  |  |  |  |  |  |  |  |  |  |  |  |  |  |  |  |  |  |  |  |  |  |  |  |  |  |  |
|                        |                        |                        |                        |                        |                        |  |  | 93 後伏見天皇              | 93 後伏見天皇              | 93 後伏見天皇              | 93 後伏見天皇              | 93 後伏見天皇              | 93 後伏見天皇              |  |  | 95 花園天皇 | 95 花園天皇 | 95 花園天皇 | 95 花園天皇 | 95 花園天皇 | 95 花園天皇 |  |  | 守邦親王 （鎌倉将軍9） | 守邦親王 （鎌倉将軍9） | 守邦親王 （鎌倉将軍9） | 守邦親王 （鎌倉将軍9） | 守邦親王 （鎌倉将軍9） | 守邦親王 （鎌倉将軍9） |  |  | 94 後二条天皇            | 94 後二条天皇            | 94 後二条天皇            | 94 後二条天皇            | 94 後二条天皇            | 94 後二条天皇            |  |  |                         |                         |                         |                         |                         |                         |  |  |  |  |  |  |  |  |  |  |  |  |  |  |  |  |  |  |  |  |  |  |  |  |  |  |  |  |  |  |
|                        |                        |                        |                        |                        |                        |  |  |                            |                            |                            |                            |                            |                            |  |  |             |             |             |             |             |             |  |  |                        |                        |                        |                        |                        |                        |  |  |                          |                          |                          |                          |                          |                          |  |  |                         |                         |                         |                         |                         |                         |  |  |  |  |  |  |  |  |  |  |  |  |  |  |  |  |  |  |  |  |  |  |  |  |  |  |  |  |  |  |
|                        |                        |                        |                        |                        |                        |  |  |                            |                            |                            |                            |                            |                            |  |  | 直仁親王    | 直仁親王    | 直仁親王    | 直仁親王    | 直仁親王    | 直仁親王    |  |  |                        |                        |                        |                        |                        |                        |  |  | 邦良親王                 | 邦良親王                 | 邦良親王                 | 邦良親王                 | 邦良親王                 | 邦良親王                 |  |  |                         |                         |                         |                         |                         |                         |  |  |  |  |  |  |  |  |  |  |  |  |  |  |  |  |  |  |  |  |  |  |  |  |  |  |  |  |  |  |
|                        |                        |                        |                        |                        |                        |  |  |                            |                            |                            |                            |                            |                            |  |  | 直仁親王    | 直仁親王    | 直仁親王    | 直仁親王    | 直仁親王    | 直仁親王    |  |  |                        |                        |                        |                        |                        |                        |  |  | 邦良親王                 | 邦良親王                 | 邦良親王                 | 邦良親王                 | 邦良親王                 | 邦良親王                 |  |  |                         |                         |                         |                         |                         |                         |  |  |  |  |  |  |  |  |  |  |  |  |  |  |  |  |  |  |  |  |  |  |  |  |  |  |  |  |  |  |
|                        |                        |                        |                        |                        |                        |  |  |                            |                            |                            |                            |                            |                            |  |  |             |             |             |             |             |             |  |  |                        |                        |                        |                        |                        |                        |  |  | 康仁親王 〔木寺宮家〕    |                          |                          |                          |                          |                          |  |  |                         |                         |                         |                         |                         |                         |  |  |  |  |  |  |  |  |  |  |  |  |  |  |  |  |  |  |  |  |  |  |  |  |  |  |  |  |  |  |
|                        |                        |                        |                        |                        |                        |  |  |                            |                            |                            |                            |                            |                            |  |  |             |             |             |             |             |             |  |  |                        |                        |                        |                        |                        |                        |  |  |                          |                          |                          |                          |                          |                          |  |  |                         |                         |                         |                         |                         |                         |  |  |  |  |  |  |  |  |  |  |  |  |  |  |  |  |  |  |  |  |  |  |  |  |  |  |  |  |  |  |

| 【持明院統】 〔北朝〕           | 【持明院統】 〔北朝〕           | 【持明院統】 〔北朝〕           | 【持明院統】 〔北朝〕           | 【持明院統】 〔北朝〕           | 【持明院統】 〔北朝〕           |  |  |                       |                       |                       |                       |                       |                       |  |  |                    |                    |                    |                    |                    |                    |  |  |  |  |  |  |  |  |                       |                       |                       |                       |                       |                       |  |  | 【大覚寺統】 〔南朝〕   | 【大覚寺統】 〔南朝〕   | 【大覚寺統】 〔南朝〕   | 【大覚寺統】 〔南朝〕   | 【大覚寺統】 〔南朝〕   | 【大覚寺統】 〔南朝〕   |  |  |                         |                         |                         |                         |                         |                         |  |  |  |  |  |  |  |  |  |  |  |  |  |  |  |  |  |  |  |  |  |  |  |  |
| 【持明院統】 〔北朝〕           | 【持明院統】 〔北朝〕           | 【持明院統】 〔北朝〕           | 【持明院統】 〔北朝〕           | 【持明院統】 〔北朝〕           | 【持明院統】 〔北朝〕           |  |  |                       |                       |                       |                       |                       |                       |  |  |                    |                    |                    |                    |                    |                    |  |  |  |  |  |  |  |  |                       |                       |                       |                       |                       |                       |  |  | 【大覚寺統】 〔南朝〕   | 【大覚寺統】 〔南朝〕   | 【大覚寺統】 〔南朝〕   | 【大覚寺統】 〔南朝〕   | 【大覚寺統】 〔南朝〕   | 【大覚寺統】 〔南朝〕   |  |  |                         |                         |                         |                         |                         |                         |  |  |  |  |  |  |  |  |  |  |  |  |  |  |  |  |  |  |  |  |  |  |  |  |
|                                 |                                 |                                 |                                 |                                 |                                 |  |  |                       |                       |                       |                       |                       |                       |  |  |                    |                    |                    |                    |                    |                    |  |  |  |  |  |  |  |  |                       |                       |                       |                       |                       |                       |  |  | 96 後醍醐天皇           |                         |                         |                         |                         |                         |  |  |                         |                         |                         |                         |                         |                         |  |  |  |  |  |  |  |  |  |  |  |  |  |  |  |  |  |  |  |  |  |  |  |  |
|                                 |                                 |                                 |                                 |                                 |                                 |  |  |                       |                       |                       |                       |                       |                       |  |  |                    |                    |                    |                    |                    |                    |  |  |  |  |  |  |  |  |                       |                       |                       |                       |                       |                       |  |  |                         |                         |                         |                         |                         |                         |  |  |                         |                         |                         |                         |                         |                         |  |  |  |  |  |  |  |  |  |  |  |  |  |  |  |  |  |  |  |  |  |  |  |  |
|                                 |                                 |                                 |                                 |                                 |                                 |  |  |                       |                       |                       |                       |                       |                       |  |  |                    |                    |                    |                    |                    |                    |  |  |  |  |  |  |  |  |                       |                       |                       |                       |                       |                       |  |  |                         |                         |                         |                         |                         |                         |  |  |                         |                         |                         |                         |                         |                         |  |  |  |  |  |  |  |  |  |  |  |  |  |  |  |  |  |  |  |  |  |  |  |  |
| 光厳天皇 北1                    | 光厳天皇 北1                    | 光厳天皇 北1                    | 光厳天皇 北1                    | 光厳天皇 北1                    | 光厳天皇 北1                    |  |  | 光明天皇 北2          | 光明天皇 北2          | 光明天皇 北2          | 光明天皇 北2          | 光明天皇 北2          | 光明天皇 北2          |  |  |                    |                    |                    |                    |                    |                    |  |  |  |  |  |  |  |  |                       |                       |                       |                       |                       |                       |  |  | 97 後村上天皇           | 97 後村上天皇           | 97 後村上天皇           | 97 後村上天皇           | 97 後村上天皇           | 97 後村上天皇           |  |  |                         |                         |                         |                         |                         |                         |  |  |  |  |  |  |  |  |  |  |  |  |  |  |  |  |  |  |  |  |  |  |  |  |
| 光厳天皇 北1                    | 光厳天皇 北1                    | 光厳天皇 北1                    | 光厳天皇 北1                    | 光厳天皇 北1                    | 光厳天皇 北1                    |  |  | 光明天皇 北2          | 光明天皇 北2          | 光明天皇 北2          | 光明天皇 北2          | 光明天皇 北2          | 光明天皇 北2          |  |  |                    |                    |                    |                    |                    |                    |  |  |  |  |  |  |  |  |                       |                       |                       |                       |                       |                       |  |  | 97 後村上天皇           | 97 後村上天皇           | 97 後村上天皇           | 97 後村上天皇           | 97 後村上天皇           | 97 後村上天皇           |  |  |                         |                         |                         |                         |                         |                         |  |  |  |  |  |  |  |  |  |  |  |  |  |  |  |  |  |  |  |  |  |  |  |  |
|                                 |                                 |                                 |                                 |                                 |                                 |  |  |                       |                       |                       |                       |                       |                       |  |  |                    |                    |                    |                    |                    |                    |  |  |  |  |  |  |  |  |                       |                       |                       |                       |                       |                       |  |  |                         |                         |                         |                         |                         |                         |  |  |                         |                         |                         |                         |                         |                         |  |  |  |  |  |  |  |  |  |  |  |  |  |  |  |  |  |  |  |  |  |  |  |  |
| 崇光天皇 北3                    | 崇光天皇 北3                    | 崇光天皇 北3                    | 崇光天皇 北3                    | 崇光天皇 北3                    | 崇光天皇 北3                    |  |  |                       |                       |                       |                       |                       |                       |  |  | 後光厳天皇 北4     | 後光厳天皇 北4     | 後光厳天皇 北4     | 後光厳天皇 北4     | 後光厳天皇 北4     | 後光厳天皇 北4     |  |  |  |  |  |  |  |  | 98 長慶天皇           | 98 長慶天皇           | 98 長慶天皇           | 98 長慶天皇           | 98 長慶天皇           | 98 長慶天皇           |  |  | 99 後亀山天皇           | 99 後亀山天皇           | 99 後亀山天皇           | 99 後亀山天皇           | 99 後亀山天皇           | 99 後亀山天皇           |  |  | 惟成親王 〔護聖院宮家〕 | 惟成親王 〔護聖院宮家〕 | 惟成親王 〔護聖院宮家〕 | 惟成親王 〔護聖院宮家〕 | 惟成親王 〔護聖院宮家〕 | 惟成親王 〔護聖院宮家〕 |  |  |  |  |  |  |  |  |  |  |  |  |  |  |  |  |  |  |  |  |  |  |  |  |
| 崇光天皇 北3                    | 崇光天皇 北3                    | 崇光天皇 北3                    | 崇光天皇 北3                    | 崇光天皇 北3                    | 崇光天皇 北3                    |  |  |                       |                       |                       |                       |                       |                       |  |  | 後光厳天皇 北4     | 後光厳天皇 北4     | 後光厳天皇 北4     | 後光厳天皇 北4     | 後光厳天皇 北4     | 後光厳天皇 北4     |  |  |  |  |  |  |  |  | 98 長慶天皇           | 98 長慶天皇           | 98 長慶天皇           | 98 長慶天皇           | 98 長慶天皇           | 98 長慶天皇           |  |  | 99 後亀山天皇           | 99 後亀山天皇           | 99 後亀山天皇           | 99 後亀山天皇           | 99 後亀山天皇           | 99 後亀山天皇           |  |  | 惟成親王 〔護聖院宮家〕 | 惟成親王 〔護聖院宮家〕 | 惟成親王 〔護聖院宮家〕 | 惟成親王 〔護聖院宮家〕 | 惟成親王 〔護聖院宮家〕 | 惟成親王 〔護聖院宮家〕 |  |  |  |  |  |  |  |  |  |  |  |  |  |  |  |  |  |  |  |  |  |  |  |  |
| (伏見宮)栄仁親王 （初代伏見宮） | (伏見宮)栄仁親王 （初代伏見宮） | (伏見宮)栄仁親王 （初代伏見宮） | (伏見宮)栄仁親王 （初代伏見宮） | (伏見宮)栄仁親王 （初代伏見宮） | (伏見宮)栄仁親王 （初代伏見宮） |  |  |                       |                       |                       |                       |                       |                       |  |  | 後円融天皇 北5     | 後円融天皇 北5     | 後円融天皇 北5     | 後円融天皇 北5     | 後円融天皇 北5     | 後円融天皇 北5     |  |  |  |  |  |  |  |  | （不詳） 〔玉川宮家〕 | （不詳） 〔玉川宮家〕 | （不詳） 〔玉川宮家〕 | （不詳） 〔玉川宮家〕 | （不詳） 〔玉川宮家〕 | （不詳） 〔玉川宮家〕 |  |  | 小倉宮恒敦 〔小倉宮家〕 | 小倉宮恒敦 〔小倉宮家〕 | 小倉宮恒敦 〔小倉宮家〕 | 小倉宮恒敦 〔小倉宮家〕 | 小倉宮恒敦 〔小倉宮家〕 | 小倉宮恒敦 〔小倉宮家〕 |  |  |                         |                         |                         |                         |                         |                         |  |  |  |  |  |  |  |  |  |  |  |  |  |  |  |  |  |  |  |  |  |  |  |  |
| (伏見宮)栄仁親王 （初代伏見宮） | (伏見宮)栄仁親王 （初代伏見宮） | (伏見宮)栄仁親王 （初代伏見宮） | (伏見宮)栄仁親王 （初代伏見宮） | (伏見宮)栄仁親王 （初代伏見宮） | (伏見宮)栄仁親王 （初代伏見宮） |  |  |                       |                       |                       |                       |                       |                       |  |  | 後円融天皇 北5     | 後円融天皇 北5     | 後円融天皇 北5     | 後円融天皇 北5     | 後円融天皇 北5     | 後円融天皇 北5     |  |  |  |  |  |  |  |  | （不詳） 〔玉川宮家〕 | （不詳） 〔玉川宮家〕 | （不詳） 〔玉川宮家〕 | （不詳） 〔玉川宮家〕 | （不詳） 〔玉川宮家〕 | （不詳） 〔玉川宮家〕 |  |  | 小倉宮恒敦 〔小倉宮家〕 | 小倉宮恒敦 〔小倉宮家〕 | 小倉宮恒敦 〔小倉宮家〕 | 小倉宮恒敦 〔小倉宮家〕 | 小倉宮恒敦 〔小倉宮家〕 | 小倉宮恒敦 〔小倉宮家〕 |  |  |                         |                         |                         |                         |                         |                         |  |  |  |  |  |  |  |  |  |  |  |  |  |  |  |  |  |  |  |  |  |  |  |  |
| (伏見宮)貞成親王 （後崇光院）   | (伏見宮)貞成親王 （後崇光院）   | (伏見宮)貞成親王 （後崇光院）   | (伏見宮)貞成親王 （後崇光院）   | (伏見宮)貞成親王 （後崇光院）   | (伏見宮)貞成親王 （後崇光院）   |  |  |                       |                       |                       |                       |                       |                       |  |  | 100 後小松天皇 北6 | 100 後小松天皇 北6 | 100 後小松天皇 北6 | 100 後小松天皇 北6 | 100 後小松天皇 北6 | 100 後小松天皇 北6 |  |  |  |  |  |  |  |  |                       |                       |                       |                       |                       |                       |  |  |                         |                         |                         |                         |                         |                         |  |  |                         |                         |                         |                         |                         |                         |  |  |  |  |  |  |  |  |  |  |  |  |  |  |  |  |  |  |  |  |  |  |  |  |
| (伏見宮)貞成親王 （後崇光院）   | (伏見宮)貞成親王 （後崇光院）   | (伏見宮)貞成親王 （後崇光院）   | (伏見宮)貞成親王 （後崇光院）   | (伏見宮)貞成親王 （後崇光院）   | (伏見宮)貞成親王 （後崇光院）   |  |  |                       |                       |                       |                       |                       |                       |  |  | 100 後小松天皇 北6 | 100 後小松天皇 北6 | 100 後小松天皇 北6 | 100 後小松天皇 北6 | 100 後小松天皇 北6 | 100 後小松天皇 北6 |  |  |  |  |  |  |  |  |                       |                       |                       |                       |                       |                       |  |  |                         |                         |                         |                         |                         |                         |  |  |                         |                         |                         |                         |                         |                         |  |  |  |  |  |  |  |  |  |  |  |  |  |  |  |  |  |  |  |  |  |  |  |  |
|                                 |                                 |                                 |                                 |                                 |                                 |  |  |                       |                       |                       |                       |                       |                       |  |  |                    |                    |                    |                    |                    |                    |  |  |  |  |  |  |  |  |                       |                       |                       |                       |                       |                       |  |  |                         |                         |                         |                         |                         |                         |  |  |                         |                         |                         |                         |                         |                         |  |  |  |  |  |  |  |  |  |  |  |  |  |  |  |  |  |  |  |  |  |  |  |  |
| 102 後花園天皇                  | 102 後花園天皇                  | 102 後花園天皇                  | 102 後花園天皇                  | 102 後花園天皇                  | 102 後花園天皇                  |  |  | 貞常親王 〔伏見宮家〕 | 貞常親王 〔伏見宮家〕 | 貞常親王 〔伏見宮家〕 | 貞常親王 〔伏見宮家〕 | 貞常親王 〔伏見宮家〕 | 貞常親王 〔伏見宮家〕 |  |  | 101 称光天皇       | 101 称光天皇       | 101 称光天皇       | 101 称光天皇       | 101 称光天皇       | 101 称光天皇       |  |  |  |  |  |  |  |  |                       |                       |                       |                       |                       |                       |  |  |                         |                         |                         |                         |                         |                         |  |  |                         |                         |                         |                         |                         |                         |  |  |  |  |  |  |  |  |  |  |  |  |  |  |  |  |  |  |  |  |  |  |  |  |
| 102 後花園天皇                  | 102 後花園天皇                  | 102 後花園天皇                  | 102 後花園天皇                  | 102 後花園天皇                  | 102 後花園天皇                  |  |  | 貞常親王 〔伏見宮家〕 | 貞常親王 〔伏見宮家〕 | 貞常親王 〔伏見宮家〕 | 貞常親王 〔伏見宮家〕 | 貞常親王 〔伏見宮家〕 | 貞常親王 〔伏見宮家〕 |  |  | 101 称光天皇       | 101 称光天皇       | 101 称光天皇       | 101 称光天皇       | 101 称光天皇       | 101 称光天皇       |  |  |  |  |  |  |  |  |                       |                       |                       |                       |                       |                       |  |  |                         |                         |                         |                         |                         |                         |  |  |                         |                         |                         |                         |                         |                         |  |  |  |  |  |  |  |  |  |  |  |  |  |  |  |  |  |  |  |  |  |  |  |  |

## 后妃・皇子女
以下、主に(図書寮(3) 1947, pp. 621–695)および(深津 2014, pp. 135–138)による。
- 正妃：懽子内親王（宣政門院）（1315年 - 1362年） - 後醍醐天皇皇女
  - 皇女：光子内親王（入江宮）（1335 - ?）
  - 皇女?（1337年 - ?）
- 正妃：寿子内親王（徽安門院）（1318年 - 1358年） - 花園天皇皇女
- 典侍：正親町三条秀子（陽禄門院）（1311年 - 1352年） - 正親町三条公秀女
  - 皇女
  - 皇女（1333 - ?）
  - 第一皇子[217]：興仁親王（崇光天皇）（1334年 - 1398年）
  - 第二皇子[491]：弥仁王（後光厳天皇）（1338年 - 1374年）
- 後宮：対御方 - 正親町実明女
  - 皇子：尊朝入道親王（1344年 - 1378年） - 仁和寺
  - 皇女
- 後宮：徽安門院一条（一条局） - 正親町公蔭女
  - 皇子：義仁法親王（正親町宮）（? - 1415年）- 後小松院の箏の師範
- 後宮：廊御方 - 大炊御門冬氏女
  - 第一皇女：入江殿（1331 - ?） - 光厳の第一子
- 生母不明
  - 皇女：恵厳女王（? - 1386年） - 宝鏡寺開山

- 猶子
  - 光明天皇 - 光厳天皇実弟、義母懽子内親王[419]。
  - 直仁親王 - 花園天皇皇子とされるが、光厳上皇の実子説が有力。名目上は光厳上皇の猶子として立太子した[492]。母正親町実子。

## 在位中の元号
元弘2年（1332年）に後醍醐は隠岐へ遠流となり、その間に光厳天皇は4月28日に「正慶」へ代始改元した。しかし正慶2年（1333年）に、後醍醐は隠岐を脱出。新田義貞が鎌倉を、足利尊氏が六波羅を攻めて幕府が滅ぶと、後醍醐は復辟して逆に光厳を廃位し、「正慶」を無効として、元号を「元弘」3年に戻すことを宣言した。なお、光厳践祚前に後醍醐天皇が元弘へと改元した際、鎌倉幕府に改元詔書を下さなかったため、鎌倉幕府は「元徳」を使用し続け、一度も元弘の年号を使用しなかった。
- 元弘（元徳） - 元年9月20日（1331年10月22日）践祚、2年4月28日（1332年5月23日）即位により「正慶」に改元
- 正慶 - 2年5月25日（1333年7月7日）廃位、元号を「元弘」3年に戻される

## 葬礼・追号
貞治3年（1364年）7月8日、春屋妙葩によって光厳法皇の葬儀が行われた。京都から公卿が一人二人参列し、また光明法皇も参列したと言うが真偽は不明。禅宗の様式で葬儀が営まれ、火葬されたのち常照皇寺裏山に埋葬された。
7月10日、朝廷にて院号の沙汰があり、寺号である「光厳院」を院号に定めた 。「後円融院」や「後土御門院」といった案も出たが、「光厳院」は、法皇が隠棲していた「幽閑の地」であるから、それこそが法皇の意思に沿う院号ではないかとのことで決定した。「光厳院」という寺院の場所は定かではないが、深津は、『太平記』には光厳法皇が南朝から帰還した際に伏見の里の奥にある「光厳院」 に移り住んだとあることから、「光厳院」は伏見の奥にあったと見ている。
7月11日に、北朝にて遺詔奏・固関警護・廃朝が行われた。

## 陵
光厳が葬られた山国陵は、極めて質素な土盛りの塚であり、塚の上には、「松柏自ずから塚上に生じ、風雲時に去来するは、是れ予が好賓たり。甚だ愛する所なり」という遺誡の文言のまま、楓や椿が自生しているという。
文明3年（1471年）2月5日には、光厳の玄孫である後花園天皇が、自身の遺勅によって光厳天皇陵に合葬されている。
分骨所が、光厳の幽閉先であった大阪府河内長野市天野町の金剛寺、髪塔が崇光上皇が光厳の追福のために建立した京都市右京区嵯峨天竜寺北造路町の金剛院にある。
- 光厳天皇山国陵
- 光厳天皇分骨所
- 光厳天皇髪塔